# ONE PIECE角色列表
ONE PIECE角色列表是日本漫畫《ONE PIECE》裡全部登場人物的概覽。
有關本漫畫短暫登場人物、隱藏人物、封面連載登場人物原作漫畫登場。
有關《ONE PIECE》的地理、組織、動植物、物件及特別用語等介紹，請參照ONE PIECE用語列表。
擔當聲優配音排列順序為：日語配音（日本）；華語配音（台灣）；粵語配音（香港）；普通話配音（中國大陸）

※ 備註：粵語配音有三種版本：分別是舊版【愛子動畫】及【亞視】與新版【Now TV（now 101／now觀星台／ViuTV）】。

## 世界政府
世界政府是由一百七十個以上的加盟國所組成的世界性國際組織，八百年前由二十位國王共同建立，本部在聖地「馬力喬亞」，外界所認知的政府最高權力者為「五老星」（但暗地裡尚有地位更為崇高的「伊姆」），由海軍和CP等機構匯集。諸國服從他們制定的法律，並且仰賴他們維護世界的秩序。

### 世界貴族（天龍人）
世界貴族（World Noble），又稱作「天龍人」（Celestial Dragons），是八百年前創立世界政府的二十位國王（即二十王族）之後裔族群，當時其中十九王族移居至聖地馬力喬亞（只有阿拉巴斯坦王國的娜菲魯塔莉一族拒絕移居），他們所居住地馬力喬亞被稱作「眾神之地」，城外有三道城門。最高層的首官為「五老星」。每位天龍人皆會在名字字尾冠上助詞來稱呼，男性天龍人被人尊稱為「聖」，而女性天龍人則是被人尊稱為「宮」。
天龍人的特色是自認血統高貴如同神的特權階級，總是過著奢侈的生活，更會要求行人在自己的面前跪拜做為敬禮。特徵是留著清一色豎起並在髮尾捲起來的髮型，服裝類似太空衣的白色長外衣（唯獨五老星的成員是以政府官員的模樣來打扮）。因為天龍人自視為偉大的人物，很不屑與一般民眾呼吸同樣的空氣，所以要吸入空氣時總是會戴著類似泡泡形狀的氧氣罩頭罩。
雖然天龍人會將奴隸當做是交通工具和僕役來使用，但是他們會虐待自己的奴隸（像是給奴隸銬上隨時會引爆的炸彈項圈與鍊子然後牽著走、直接騎在奴隸的背上強行促使對方前進，或是強迫奴隸吃下惡魔果實作為找些樂趣等），甚至對奴隸感到很厭煩或是認為沒有派上用處的話，不是打發回去，就是直接處決，因此大多數的奴隸總沒能在天龍人的奴役下活到老。會善待平民甚至出手幫助和釋放奴隸的天龍人十分極為罕見（像是唐吉訶德·荷敏、唐吉訶德·穆斯卡爾特與他的父親）。
天龍人通常有隨身的貼身護衛，還能召集海軍或CP-0保護自己，以確保任何人都沒有反抗他們的力量。所以大多數的天龍人都會仗著權勢做出許多的蠻橫行徑，但如果有人敢對天龍人出手或做出冒犯的情況，不只會被當作是罪犯，還有可能引來海軍上將率領軍隊的制止甚至處以極刑。此外，每個天龍人家族都持有其族證明芯片，當天龍人決定放棄自身的特權時必須繳回證明芯片，但是繳回證明芯片就會喪失擁有世界政府與海軍的保護權。
伊姆（Im）
聲優：不明（日本）；宋克軍（台灣）
霸氣：見聞色、武裝色、霸王色。
世界政府真正的最高權力者，他能夠坐在連天龍人都不可佔有與侵犯的虛位王座上，連五老星都要向他鞠躬效忠，可向五老星下達指令將任何對象或是島嶼徹底抹滅在歷史洪流中。但伊姆的存在對於政府和全世界來說都是絕對的秘密。
其真面目、性别尚未公開，頭戴三角尖帽，體態狹長，身披黑袍，眼瞳呈雙重波紋，瞳色為紅色。與八百年前的二十位國王之一的「尼洛納·伊姆聖」（Nerona Im，涅羅納·伊姆聖）同名，但尚未確認是否為同一人。
世界會議召開前夕，拿著魯夫和黑鬍子的懸賞單進入一個神秘的冷凍房間，房間裡有一頂冰凍的大草帽。世界會議召開不久後，在自己所處的「花之間」地上散落著撕碎的魯夫和黑鬍子的懸賞單，並在白星的照片上插著劍，而且對薇薇的照片似乎若有所思，隨後坐上虛位王座接受五老星跪拜晉見。
世界會議第四天，阿拉巴斯坦王國寇布拉王獲得與五老星會面的許可，並詢問五老星有關阿拉巴斯坦800年前的女王苙苙的事情以及「D」的含義。但伊姆直接現身並表示「D」曾是他們的敵人，因為苙苙的失誤，歷史本文被分散到世界各地。伊姆要求寇布拉說出苙苙在信中留下的名字，當寇布拉回答出全名「納菲魯塔利·D·苙苙」時，伊姆攻擊寇布拉刺穿他的身體。在附近隱藏的薩波隨後現身用火焰攻擊伊姆和五老星，但伊姆使用能力抵消火焰。伊姆和五老星變身追殺薩波和寇布拉，將他們重傷。最後，寇布拉掩護薩波逃跑，寇布拉最終身亡。
世界會議結束後，世界政府加盟國中的八個國家在革命軍的影響下革命成功，伊姆為測試貝卡帕庫研發的新能源武器「母火種」，下令讓五老星用該武器消滅鄰近的露露西亞王國。
名字则取自于古埃及法老的御醫印何阗。

#### 五老星
五老星（／，Five Elders）是號稱「世界政府最高權力」的五位領導人，被視為天龍人最高層的首官，同時執掌世界權力的顛峰，五人皆是男性長者。時常集结在馬力喬亞盤古城的「權力大廳」商討世界局勢或處理政務。實際上只是伊姆的傀儡，全員的生死均掌握在伊姆手上。
22年前，曾向考古學聖地「歐哈拉」發動「非常召集」，在與克洛巴博士進行對話時即將説出從歷史上消失的王國的名字時，命令斯帕達因動手槍殺，隨後下令將歐哈拉夷為平地。
阿拉巴斯坦篇後，初登場時正在商議世界三大平衡勢力被草帽海賊團打破這件事，因為魯夫打敗七武海的克洛克達爾，認為小洞不補必成大洞。
恐怖三桅帆船篇，在草帽海賊團又打倒一名七武海的月光·摩利亞後，為了不讓事件外揚，於是命令被派去的七武海巴索羅繆·大熊將當時在島上的所有人給除掉，但大熊放走草帽海賊團。
頂點戰爭篇後，對海俠吉貝爾退出七武海感到很遺憾，並對「D」一族的活躍以及未來的威脅而感到擔憂不已。
多雷斯羅薩篇後，因為唐吉訶德·多佛朗明哥假裝辭去七武海一事而與找上門的赤犬產生爭執，之後收到下屬報告魯夫與羅的海賊同盟在多雷斯羅薩打倒多佛朗明哥的重大事件。
世界會議篇後，開始前卻特意騰出時間與前來密會的神之騎士團團長夏姆洛克商談。世界會議開始不久後，討論到阿拉巴斯坦的國王寇布拉曾要求與他們會面一事，擔憂他是否察覺到什麼樣的秘密，也意識到世界注定無法永遠保持均衡，有需要進行一次「大掃除」，之後前去虛位王座晉見伊姆，並詢問伊姆是否已決定好這次將在歷史中熄滅哪盞「燈」。
和之國篇後，討論到曾經有顆在過去已然成為傳說、卻被世界政府刻意改名掩飾其存在的惡魔果實（人人果實尼卡型態），並向身處鬼島的CP-0下達抹殺魯夫的命令。和之國事件之後動用從Dr.貝卡帕庫那裡竊取的兵器「聖母烈焰」抹消魯魯西亞王國。
蛋頭篇，公開全員的本名，並揭露全員疑似為動物系幻獸種的惡魔果實能力者，且為覺醒形態。另外擁有數項共通能力，其中包含無限再生的能力，即使身受重傷也能以極快的速度恢復再生。也擁有心靈感應的能力，可以使用魔法陣傳送個體的力量，當其中一位五老星來到其他地點行動時，可將召喚全員傳送到本人所在的位置。此外，全員皆擁有強大的霸氣。
傑伊葛西亞·薩圖恩（Jegarcia Saturn，陸譯：杰伊戈路西亚·萨坦）
聲優：野田圭一（日本）；宋克軍→孫中台→符爽（台灣）
原五老星「科學防衛武神」。魔法陣編號為「5」。
科學家。白色捲髮及大鬍鬚，身穿黑色西裝、戴貴族扁帽，左臉有一道傷疤，拄著枴杖。
擁有變身成「牛鬼」（Gyuki）的能力，有著巨大蜘蛛形態，牛頭、蜘蛛身體的形象。能噴出毒液，能夠以眼神憑空打擊目標。
是過去在巴索羅繆·大熊參與改造時介入迫害以及要求他成為王下七武海的幕後元兇，並在頂點戰爭爆發前下令貝卡帕庫除去他的自我意識。
蛋頭篇，蛋頭事件發生的三個月前，貝卡帕庫的分身「欲（尤克）」，透漏貝卡帕庫正在研究「空白的一百年」，經過五老星等人討論後，決定執行對貝卡帕庫的全員暗殺計劃，並派出CP-0執行任務，但預料到貝卡帕庫會反擊，薩圖恩聖決定親自前往，並命令黃猿隨行護衛參與蛋頭任務，同時要求海軍各支部派遣援軍。抵達蛋頭後，收到路基發來蛋頭的現況情報後，和黃猿商討作戰計劃。在黃猿與魯夫戰鬥時，變身牛鬼形態並利用魔法陣傳送至島上，出現在貝卡帕庫等人面前，與眾人激烈交戰，途中甚至發動了「非常召集」。刺穿貝卡帕庫的腹部，但啟動觸發貝卡帕庫先前準備的錄像向全世界播放，錄像將告知世界的「真相」，為了阻止貝卡帕庫的錄像，薩圖恩聖通過魔法陣將在聖地馬力喬亞的其餘五老星傳送到了蛋頭，並以怪物型態在島上大亂，同時與草帽一行人進行追逐戰，但仍然阻止失敗，最終還是讓世界聽到了貝卡帕庫說的大部分內容，途中遭到鐵之巨人埃米特的阻止，埃米特解開了包含喬伊波伊遺留下來含有霸王色霸氣的繩結，強大的霸氣讓五老星解除變身，其餘五老星也被送回聖地馬力喬亞，只剩下薩圖恩聖一人留在蛋頭，最終草帽一行人與波妮大熊成功逃離蛋頭。蛋頭事件結束後，被伊姆追究貝卡帕庫公開「空白的一百年」的真相一事，而被伊姆處死剝奪了薩圖恩的永生，儘管他求饒他一命，最終仍然死亡，只剩下一具骨架。同時，費加蘭德·賈林各將接替他的位置，取代他成為「科學防衛武神」。
名字取自於土星（Saturn）；形象疑似取自於朱塞佩·加里波底或斐代爾·卡斯楚。
馬卡司·馬茲（Marcus Mars，陸譯：玛卡斯·玛兹）
聲優：園部啟一（日本）；符爽→孫中台（台灣）
五老星「環境武神」。魔法陣編號為「4」。
白色長直髮及長鬍鬚，身穿黑色西裝。
擁有變身成「以津真天」（Itsumade）的能力，有著巨大怪鳥形態，鉤喙鋸齒、蛇身的形象。
蛋頭篇，為了阻止貝卡帕庫告知世界的「真相」的錄像，被薩圖恩聖以魔法陣召喚到蛋頭，以怪物型態在島上大亂，同時與草帽一行人進行追逐戰，但仍然阻止失敗，最終還是讓世界聽到了貝卡帕庫說的大部分內容，途中遭到魯夫等人的阻止，最終被魯夫彈飛蛋頭原處外海，也因此解除變身，而回聖地馬力喬亞。
名字取自於火星（Mars）；形象疑似取自於板垣退助。
托普曼·沃裘利（Topman Valkyrie，陸譯：托普曼·沃丘利）
聲優：平野正人（日本）；符爽→孫中台→宋克軍（台灣）
五老星「法務武神」。魔法陣編號為「3」。
白髮但頭頂光禿、有著兩撇八字型的白鬍鬚，身穿黑色西裝，額頭上有一大塊的鮮紅斑痣。
擁有變身成「封豨」（Fengxi）的能力，有著巨大野豬形態，兩對獠牙、堅固毛皮的形象。
蛋頭篇，為了阻止貝卡帕庫告知世界的「真相」的錄像，被薩圖恩聖以魔法陣召喚到蛋頭，以怪物型態在島上大亂，同時與草帽一行人進行追逐戰，但仍然阻止失敗，最終還是讓世界聽到了貝卡帕庫說的大部分內容，途中遭到鐵之巨人埃米特的阻止，埃米特解開了包含喬伊波伊遺留下來含有霸王色霸氣的繩結，強大的霸氣讓五老星解除變身，被送回聖地馬力喬亞。
名字取自於水星（Mercury）；形象疑似取自於米哈伊爾·戈巴契夫。
夜殘刨瀧·V·茄壽郎（Ethanbaron V. Nasujuro，陸譯：伊赞巴隆·V·纳斯寿郎）
聲優：緒方賢一（日本）；孫中台→宋克軍（台灣）
五老星「財務武神」。魔法陣編號為「2」。
光頭，身穿白色道袍、戴眼鏡、穿著木屐，唯一沒有穿西裝、皮鞋、蓄鬍鬚的成員，佩劍為無上大快刀之一的「初代鬼徹」。
擁有變身成「馬骨」（Bakotsu）的能力，有著巨大野馬形態，全身皆為骷髏的形象，人獸形態為半人馬。移動速度十分敏捷，能使用帶有冰、寒氣的斬擊。
蛋頭篇，為了阻止貝卡帕庫告知世界的「真相」的錄像，被薩圖恩聖以魔法陣召喚到蛋頭，以怪物型態在島上大亂，以斬擊凍結了和平主義者，暫時使他們喪失了行動能力，但也讓他們毫髮無傷。同時與草帽一行人進行追逐戰，但仍然阻止失敗，最終還是讓世界聽到了貝卡帕庫說的大部分內容，途中遭到鐵之巨人埃米特的阻止，埃米特解開了包含喬伊波伊遺留下來含有霸王色霸氣的繩結，強大的霸氣讓五老星解除變身，被送回聖地馬力喬亞。
名字取自於金星（Venus）；形象疑似取自於圣雄甘地或东条英机。
雪帕德·十·彼德（Shepherd Ju Peter，陸譯：谢泼德·十·庇特）
聲優：增谷康紀（日本）；孫中台→符爽（台灣）
五老星「農務武神」。魔法陣編號為「1」。
金色頭髮及鬍鬚，身穿黑色西裝，沒有打領帶，袒露胸口，胸前有一道傷疤。
擁有變身成「沙蟲」（Sandworm）的能力，有著巨大蠕蟲形態，張開大嘴、環節長身的形象。
蛋頭篇，為了阻止貝卡帕庫告知世界的「真相」的錄像，被薩圖恩聖以魔法陣召喚到蛋頭，以怪物型態在島上大亂，同時與草帽一行人進行追逐戰，但仍然阻止失敗，最終還是讓世界聽到了貝卡帕庫說的大部分內容，途中遭到鐵之巨人埃米特的阻止，埃米特解開了包含喬伊波伊遺留下來含有霸王色霸氣的繩結，強大的霸氣讓五老星解除變身，被送回聖地馬力喬亞。
名字取自於木星（Jupiter）；形象疑似取自於亚伯拉罕·林肯。
費加蘭德·賈林各（Figarland Garling，陸譯：费加兰度·格林古）
聲優：山路和弘、木下浩之〈青年時期〉（日本）；符爽（台灣）
神領騎士團最高司令官 → 五老星「科學防衛武神」（蛋頭事件後）。
戴著墨鏡，金髮，有著長長尖尖像月牙形一樣的頭髮和鬍子。有一對雙胞胎兒子，分別是夏姆洛克和傑克。
在38年前，參與過諸神峽谷事件，是在此事件中大顯身手的王者，參加天龍人三年一次的比武狩獵大賽，比賽還沒開始就斬殺了諸神峽谷的國王，在洛克斯海賊團、羅傑海賊團參與事件後，後率領神領騎士團抵擋。
在世界會議發生查爾羅斯被行刺未遂的事件之後，由他負責執行穆斯卡爾特在該事件中涉及縱放犯人的處決。在薩圖恩被伊姆處死後，接替其遺缺成為新任五老星「科學防衛武神」，同時令另外其他五老星成員被感震驚。
形象则取自于麦当劳的吉祥物月亮人，名字则来自于前苏联的宇航员尤里·加加林。

#### 神領騎士團
神領騎士團（God's Knights，神之騎士團）是聖地馬力喬亞的執法者，權力在海軍之上，是唯一可以裁決天龍人的組織團體。
費加蘭德·賈林各（Figarland Garling）
神領騎士團最高司令官兼五老星「科學防衛武神」。
費加蘭德·夏姆洛克（Figarland Shamrock）
聲優：池田秀一〈第887話〉（日本）；符爽〈第887話〉（台灣）
年齡：39歲，生日：3月9日。
神領騎士團團長，賈林各聖的雙胞胎長子，傑克的雙胞胎哥哥。一頭長髮側髮有編小辮子，留著些許鬍渣，與傑克容貌一樣，但沒有傷疤。穿著一套氣派豪華的騎士軍裝，披著斗篷的男性，左側掛著一把軍刀，其軍刀擁有變身成「克爾柏洛斯」的能力。
世界會議篇，拜訪過五老星想詢問有關某個海賊的事。
艾爾帕布篇，受指令與軍子通過魔法陣潛入艾爾帕布，在軍子拷問巨人守衛詢問洛基的位置後，來到冥界邀請洛基加入神領騎士團，然而洛基拒絕了他們的提議。儘管洛基遭受到軍子的多次重擊，仍然拒絕加入騎士團的答案。洛基被打昏後，認為不得浪費時間，命令軍子聯絡馬力喬亞，要將艾爾帕布歸於世界政府的掌控下。在索瑪茲和奇林戈姆通過魔法陣來到艾爾帕布後，索瑪茲告知夏姆洛克被召回馬力喬亞，因此夏姆洛克向兩人提出綁架計畫後，認為他們可以把這變成一場遊戲，之後便返回馬力喬亞。
名字取自於「三葉草（Shamrock）」。
曼麥亞·軍子（Manmayer Gunko）
神領騎士團成員。穿著一套軍裝，戴軍帽和墨鏡，異色瞳，嘴上纏著繃帶，上半身穿著長袖服，下半身穿著高衩褲，披著斗篷的女性。性格傲慢，對人說話充滿威嚇。喜歡在飯後用聽音樂，她最喜歡的歌曲是布魯克的《NEW WORLD》。
「箭箭果實」能力者，箭頭人。能把創造並控制帶有箭頭的繃帶狀帶子，箭頭有多種用途，可箭頭刺穿對手，也可以束縛對手的身體或勒緊對手的脖子，能夠吊在空中。還能將箭頭帶子纏繞在四肢形成巨大的手套和靴子已進行強力攻擊，還可以在創造出箭頭路徑，可用於行走及增加攻擊的力道與速度。
艾爾帕布篇，受指令與夏姆洛克團長通過魔法陣潛入艾爾帕布的天界，在拷問巨人守衛詢問洛基的位置後，來到冥界邀請洛基加入神領騎士團，然而洛基拒絕了他們的提議。儘管洛基遭受到軍子的多次重擊，仍然拒絕加入騎士團的答案。洛基被打昏後，夏姆洛克認為不得浪費時間，被夏姆洛克命令聯絡馬力喬亞，要將艾爾帕布歸於世界政府的掌控下。
雪帕德·索瑪茲（Shepherd Somers）
神領騎士團成員。一位肌肉發達的老者，面容佈滿皺紋，一頭長髮用髮辮束起，嘴下方的絡腮鬍修剪成十字架。一身華麗軍裝，左臂佩戴印有神之騎士團徽章的淺色臂章，平日衣著隨意顯得一身邋遢，其左臂紋有著的獨特紋身。
「荊棘果實」能力者，荊棘人。當有人觸碰他的目標時，會被荊棘攻擊。對目標的愛越深，荊棘帶來的痛苦就越強烈。
艾爾帕布篇，通過魔法陣來到艾爾帕布與夏姆洛克和軍子會面，並告知夏姆洛克他必須返回馬力喬亞。
名字则参考加里·萨默斯和萨默斯 (纽约州)，形象则参考耶稣和功夫 (电影)里的火云邪神，果实能力对应耶稣佩戴的荆棘头冠。
利莫西弗·奇林戈姆（Limosif Killingham）
神領騎士團成員。身形高瘦修長，長時間以人形麒麟姿態現身，一身華麗軍裝，左臂佩戴印有神之騎士團徽章的淺色臂章，他帶著氣泡頭罩，呼吸部帶有面罩。
動物系「幻獸種」「龍龍果實 麒麟型態」能力者，夢境具現人。能變成麒麟，平時以覺醒形態示人，脖子周圍有白色的雲朵飄浮，可以將人們夢中的物體具現化。
艾爾帕布篇，通過魔法陣來到艾爾帕布與夏姆洛克和軍子會面。
名字则参考麒麟。

#### 羅斯瓦德一家
羅斯瓦德（Rosward）
聲優：掛川裕彥（日本）；孫中台（台灣）
年齡：53歲→55歲，生日：6月28日，身高：215公分，星座：巨蟹座，血型：F型，出身地：聖地馬力喬亞，喜歡的食物：猴腦。
羅斯瓦德一家之主，夏露莉雅和查爾羅斯的父親。戴著墨鏡的老頭，在自己的手杖中嵌入手槍，語尾是。喜歡收集些身分為船長的奴隸，偶爾會將奴隸借給兒子查爾羅斯和女兒夏露莉雅來使用。他將繳回天龍人證明芯片的唐吉訶德·荷敏以及勸說釋放與善帶奴隸的唐吉訶德·穆斯卡爾特當成異類來看待。
夏波帝諸島篇中因為目睹草帽海賊團的團長魯夫在拍賣會場上動手毆打查爾羅斯為此震怒，原本想連絡海軍本部的上將前來活捉草帽海賊團，並且聲稱將女性成員處於製成標本、男性成員處於禁食之奴隸的懲處當成是警惕眾人，卻被不慎從半空落下的騙人布給撞昏過去。
世界會議篇中曾成功“租借”已被完全改造、毫無自主意識的巴索羅繆·大熊當作自己的奴隸來使喚。對於同樣身為天龍人卻沒有奴隸還對兒子查爾羅斯出手教訓一頓的唐吉訶德·穆斯卡爾特感到很不滿並把他當作異類來看待。後來和兒子試圖抓捕白星兒目睹兒子遭到「行刺未遂」（被像敲釘子般打成重傷），同時因革命軍和珠寶·波妮的介入失去了大熊，顏面盡失。
查爾羅斯（Charlos）
聲優：茶風林（日本）；宋克軍（台灣）
年齡：22歲→24歲，生日：6月1日，身高：230公分，星座：雙子座，血型：XF型，出身地：聖地馬力喬亞，喜歡的食物：高級的冰淇淋。
羅斯瓦德的長子，夏露莉雅的哥哥。臉上掛著一條鼻涕的男子，口頭禪和父親一樣語尾是。總共有十二位「妻子」(全都是用硬搶過來的)，總是會把看上的女性給強制佔為己有（不管對方同不同意或是她們是否有戀人都一樣）然後以殘酷的方式來對待她們，平時習慣將佔有的「妻子」給銬上鍊子牽著走，騎在男性奴隸的背上行動。一旦對自己擁有的某些女性感到很厭煩或是奴隸辦事不力，就會委託部下將他們不是打發回去或是直接處決的方式來處理。
夏波帝諸島篇，帶著1號和5號妻子與部下閒逛時命令民众跪拜自己的面前還踹倒替病患送往醫院急救的護送隊伍，由於看上替病人急救加上是護送成員的護士瑪莉，委託保鑣將瑪莉申請為第13號「妻子」，然後打發1號和5號「妻子」回歸民众的身份回去的同时開槍射傷瑪莉的戀人朱迪。此时因為路过此地索隆未跪拜在自己腳下而產生爭鬥時因波妮的插入與制止索隆而未引起海軍的注意。之後在拍賣會場看上海咪並在魯夫等人的前面用五億貝里將她給買下，但因為開槍射傷而且連續侮辱小八被大為惱怒的魯夫以一拳毆打與揍飛。連同自己的奴隸與被強迫成為自己的第13號「妻子」瑪莉因此在混亂之際趁機逃跑。
世界會議篇，透過望遠鏡盯上人魚族白星，因此想將白星做為自己的寵物還要對CP-0成員路基下令對付替白星解危的魚人島國王尼普頓等人，卻先被欲報答尼普頓的唐吉訶德·穆斯卡爾特給出手毆打與教訓一頓而收手。後來動用巴索羅繆·大熊來企圖再次綁架白星，隨後遭遇雜菜和雷奧「行刺未遂」而重傷，同時因革命軍和珠寶·波妮的介入失去了大熊，又被穆斯卡爾特放走犯人以致神之騎士團介入審判。在聖地鬧飢荒時，親手處決手下的廚師。
夏露莉雅（Shalulia）
聲優：笠原留美（日本）；許淑嬪（台灣）
年齡：15歲→17歲，生日：3月29日，身高：178公分，星座：牡羊座，血型：XF型，出身地：聖地馬力喬亞，喜歡的食物：金箔魚子醬。
羅斯瓦德的長女，查爾羅斯的妹妹。戴著墨鏡使用絲巾遮住臉部的女性，口頭禪是「阿瑪斯」，豢養一隻名叫薩魯的巴哥犬經常跟牠一起行動。平時會借用父親羅斯瓦德的船長奴隸來使用，如果對無法給自己有些用處或是嘗試脫逃卻被抓回去的奴隸，就會感到厭煩並且以自己親手處理的方式來對付他們，例如被綁架集團給綁走後成為奴隸卻企圖逃跑的惡魔人海賊團的船長迪亞斯。
夏波帝諸島篇，跟父親羅斯瓦德使用被綁架集團給綁走成為奴隸的惡魔人海賊團船長迪亞斯，當迪亞斯將拘束他的引爆枷鎖項圈給引爆造成重傷，面對薩魯在迪亞斯的臉上弄個小便感到很厭惡並斥責牠的行為，事後用槍處決迪亞斯後交給海軍來處理，後來在拍賣會場上因魯夫等人的介入企圖行刺海咪作為要脅時被「冥王」雷利的霸王色霸氣給震懾與暈倒，在混亂中面對魯夫等人出手毆打哥哥查爾羅斯和父親羅斯瓦德的行為感到很氣憤並且毆打要求付出買走海咪的款項的拍賣主持者的迪斯可，在巴索羅繆·大熊「處理」魯夫等人後，面對海軍部隊無法處理自己與哥哥跟父親受盡太多的侮辱時的行為，因此當場辱罵與斥責他們一番。
蛋頭篇，在聖地和其他天龍人一起看著貝卡帕庫的直播，當其他天龍人指責貝卡帕庫時，唯獨她對於貝卡帕庫提及那「空白的100年」產生質疑。

#### 唐吉訶德一族
多雷斯羅薩的原王族，八百多年從多雷斯羅薩移居至聖地因而選出利克一族作為新王族進行統治。自從荷敏一家放棄天龍人身分開始，荷敏一家也因此從唐吉訶德一族的名單中除名，也自從穆斯卡爾特為魚人所救開始唐吉訶德一族不再買賣奴隸，也因此被其他天龍人視為異類。
唐吉訶德·穆斯卡爾特（Donquixote Mjosgard）
聲優：後藤哲夫〈第545話〉→菊池正美〈第886話起〉（日本）；符爽（台灣）
年齡：35歲（已故），生日：12月13日，身高：211公分，星座：人馬座，血型：X型，出身地：聖地馬力喬亞，喜歡的食物：海藻醃泡。
唐吉訶德一族成員。最初於吉貝爾的回憶中登場，原本個性驕傲，習慣稱自己「本少爺」和喜歡收集魚人的奴隸；但在邂逅魚人島王族後改變成會為他人著想的為人和行事作風。由於身為現時少數沒持有奴隸的天龍人，因此被查爾羅斯的父親羅茲瓦德給視為異類來看待。
十年前為搶回被父親給解放的奴隸們而準備前往魚人島，航行途中被海王類攻擊船隻而漂流至魚人島，即便身受重傷又求助無門，仍不改囂張的個性脅迫島上的居民要幫助自己。原本險被曾被自己奴役的魚人們給殺掉卻被乙姬王妃即時阻止，正當打算開槍射殺乙姬時但因白星的哭聲引來海王類而被嚇昏，在傷勢恢復後由乙姬親自送回聖地，受乙姬勸戒而感動，為魚人島連署移民陸地的提案撰寫推薦函並決定日後務必回報魚人島的恩情。
世界會議篇中認出前來參加世界會議的尼普頓等人，為了報恩不惜出手毆打教訓同樣為天龍人卻企圖綁架白星的查爾羅斯，同時制止欲聽從查爾羅斯指示準備出手對付尼普頓等人的CP-0成員，由此替尼普頓和白星解危並自願全程陪同魚人島王族出席世界會議。之後在查爾羅斯被行刺未遂的事件中涉嫌釋放犯人以致神之騎士團介入審判，並交由費加蘭德·賈林各處決。
唐吉訶德·希瓦卡雷洛（Donquixote Shivercalero）
聲優：岸野一彦（日本）；宋克軍（台灣）
唐吉訶德一族成員。在吉貝爾成為王下七武海後，特別開恩將原本收藏的魚人奴隸全數給釋放，因此被查爾羅斯的父親羅茲瓦德聖視為異類來看待。
唐吉訶德·荷敏（Donquixote Homing）
聲優：村治學（日本）；符爽／孫中台（台灣）
唐吉訶德一族成員，已故。多佛朗明哥和羅希南特的父親，心地十分善良，而且對奴隸很友善。
33年前時主動放棄天龍人的身份離開聖地後帶著家人來到北海的某個世界政府非加盟國生活，卻遭受曾被天龍人給迫害的群眾的追殺，事後為此感到反悔試圖向馬力喬亞本地的天龍人乞求让全家回去卻被視為異類遭受孤立。在妻子就病逝不久後和長子多佛朗明哥和次子羅希南特被人民給抓住並吊起來遭受無情地以對待，因此被多佛朗明哥所怨恨後在事發的兩年後被他給開槍射殺；臨終前含淚微笑著告訴長子多佛朗明哥和次子羅希南特自己是個不稱職的父親，事後被長子多佛朗明哥帶回自己的首級前往馬力喬亞試圖作為條件以取回恢復天龍人的權利卻失敗而終。
荷敏夫人（Homing's Wife）
聲優：浦和惠（日本）；詹雅菁（台灣）
唐吉訶德一族成員，已故。多佛朗明哥和羅希南特的母親，本名不詳。心地十分善良，在多佛朗明哥8歲時因染病逝世。
唐吉訶德·多佛朗明哥（Donquixote Doflamingo）
唐吉訶德一族成員，羅希南特的哥哥，唐吉訶德海賊團船長，前任「王下七武海」，外號「天夜叉」。
唐吉訶德·羅希南特（Donquixote Rosinante）
唐吉訶德一族成員，多佛朗明哥的弟弟，已故。海軍本部中校，臥底於唐吉訶德海賊團的最高幹部。

#### 費加蘭德一族
費加蘭德·賈林各（Figarland Garling）
費加蘭德家族成員。原神領騎士團最高司令官 → 五老星「科學防衛武神」。
費加蘭德·夏姆洛克（Figarland Shamrock）
費加蘭德家族成員。神領騎士團團長。賈林各聖的雙胞胎長子，傑克的雙胞胎哥哥。
費加蘭德·傑克（Figarland Shanks）
費加蘭德家族成員。紅髮海賊團船長，四皇之一，外號「紅髮」。賈林各聖的雙胞胎次子，夏姆洛克的雙胞胎弟弟。曾經返回過聖地馬力喬亞一次，但最終選擇回到下界。

#### 其他天龍人
查爾馬克（Jalmack）
聲優：增谷康紀（日本）；孫中台／陳彥鈞〈SP薩波篇〉（台灣）
於魯夫十年前回憶中登場的天龍人，戴著方型的頭罩，十年前曾搭乘世界政府的船隻前來造訪東海加亞王國，因不满打算出航的薩波通过在自己的船的面前，并且发现薩波的船上掛著海贼旗，因此使用手持大砲將小船給炸毀卻完全沒發現薩波還活著。
普爾敏各（Pluming）
聲優：增谷康紀（日本）；宋克軍（台灣）
在聖地馬力喬亞世界會議期間被革命軍卡拉司攻擊的天龍人。
克馬艾爾（Camael）
劇場版原創角色。有著藍色長鼻子，擁有兩個女兒，沒事總喜歡搖頭晃腦的，說話常常帶著「咦喲喲」的尾音，在電影中期帶著兩個女兒與保鑣前往「Gran Tesoro」向「黃金大帝」泰佐羅收取天上金。但還沒見到泰佐羅之前就先被娜美等人給擊昏來頂替，連同奴隸都被釋放。

### 政府官員
空古（Kong）
聲優：石塚運昇〈第511話〉→山口太郎〈第1130話〉（日本）；孫中台（台灣）
現任世界政府全軍統帥，具有相當的權力。特徵是一頭尖銳的白髮，身材健壯的男性老人。
38年前，在諸神峽谷發生的事件告訴了正在度假的卡普，在告訴卡普羅傑也來到諸神峽後，卡普改變主意趕赴那裡。
27年前，為時任海軍本部元帥，艾特·沃海戰時，指揮當時的上將戰國前往監視哥爾·D·羅傑與「金獅子」獅鬼的接觸，曾多次提拔卡普，但對卡普任意行事的作為頗傷腦筋。
頂點戰爭篇，接受了卡普和戰國的辭職，但讓他們保留軍銜留在軍隊中訓練年輕一輩的海軍士兵。
名字取自于佛教里的空和《金刚》里的同名巨猿。
柯基（Corgi）
聲優：江川央生（日本）；宋克軍（台灣）
世界政府官員。右臉有著一道傷疤。
多次被派遣到水都水之七島調查「冥王」設計圖一事，但時常無功而返，對海賊的味道特別敏感，後來在海列車上被「狙擊王」給擊敗。
名字取自于柯基犬。

### 海軍
是世界政府的直屬組織，以絕對正義為名義在全世界海洋執行維持治安的工作；海軍本部是偉大航道「三大勢力」之一，其附屬的支部分散在四大海，是世界範圍內最大規模的軍隊組織。對外招收、訓練平民作為基本層員；在軍階方面，本部高於支部同軍階一個等級。擁有許多能夠穿越無風帶的大型戰艦，平時會在各海域巡邏，遇到海賊便加以圍捕。雖然有聲名保護人民性命財產安全，但也存在著海軍支部官僚貪污、濫權現象，甚至與世界政府高層之間的衝突和對立也不少見。

### CIPHER POL
是世界政府直屬的秘密間諜機關，有編號1到9共9個分支，實力隨著數字遞增。此外還有特別編號為“0”的部門，是CP最高階的情報機構且直屬於天龍人，有著「天龍人的最強盾牌」的稱號。

### 艾尼愛斯大廳
艾尼愛斯大廳（Enies Lobby）是世界政府所屬，象徵司法的重要島嶼，因有「司法島」的別稱；由於島上沒有黑夜，卻有像地球上北極的夏天一般的永晝，所以又被稱作「不夜島」。整座島建立在一個海中深穴之上，陸地攀附海的邊緣分成兩部分。從入口到司法之塔之間，有三道關卡（城門）直線排列，構成島的腹地。島上中心區有城鎮，人口主要是政府相關人員，約一萬人。
島上有真正的法院，只有犯人才會被押送到那裏，加上陪審團都是從前被判刑而不安好心的海賊，在無法得到公平審判的情況下，接著犯人就會被押解送往正義之門，面對煉獄般的命運。該島和司法之塔之間沒有陸地連接，斷瀑在這裡隔絕一切，只能從一邊放下吊橋。通過司法之塔後，走過海底隧道到達“猶豫之橋”，三座堡壘連成的小橋，正義之門就在可及之處，打開正義之門必須在島塔內某設備房間進行。從正義之門順著盆子海流就能到達世界政府三大機構中的另外兩個機構——大監獄推進城或原海軍本部。
巴斯卡比爾（Baskerville）
司法島主審法官，真名分別是巴斯（左邊）、安道（中間）、卡比爾（右邊）。看起來像是三頭人，但實際上只是感情好的三個人黏在一起（中间的人较为高大，另外两人站在他的大腿上）。
名字的由來是取自福尔摩斯探案集的小说長篇《巴斯克维尔的猎犬》。
巴斯
聲優：大場真人（日本）；符爽（台灣）
生日：3月30日，年齡：46歲→48歲，身高：512cm（合體），星座：白羊座，血型：X型，出身地：偉大航路，喜歡的食物：牛左肋排肉。
安道
聲優：園部啟一（日本）；孫中台（台灣）
生日：3月31日，年齡：51歲→53歲，身高：512cm（合體），星座：白羊座，血型：XF型，出身地：偉大航路，喜歡的食物：雞肝。
卡比爾
聲優：服卷浩司（日本）；宋克軍（台灣）
生日：4月1日，年齡：40歲→42歲，身高：512cm（合體），星座：白羊座，血型：F型／出身地：偉大航路，喜歡的食物：金槍魚右頰肉。
法律看門狗部隊（Watchdog Unit of the Law）
聲優：中尾良平、平井啓二（日本）；孫中台（台灣）
司法島前廳一級衛兵部隊，簡稱法狗隊，衛兵會透過坐上狗來移動，魯夫等人侵入司法島後派一百名衛兵去迎擊，但完全不是他們的對手。
有罪陪審團（Just Eleven Jurymen）
聲優：不明（日本）；宋克軍、符爽、孫中台（台灣）
司法島陪審團，共有十一個人，由犯人組成的特殊部隊，本身就是罪犯，只想拖人下水，所以他們的「陪審」只會說「有罪」，全體人員左肩都被刺著「有罪」兩個字，巨大的鎖鍊和鐵球為他們的武器。
裘爾吉（Jorge）
聲優：阪脩（日本）；孫中台（台灣）
前司法島主審法官。22年前負責審理船匠湯姆爲哥爾·D·羅傑造船案件，但湯姆提出建造海上列車的想法與設計概念，而改變判決並暫緩十年時間給湯姆去製作。在完工後親自乘坐海上列車，原想替湯姆取消罪行，卻因為斯帕達姆的計謀使湯姆及其徒弟背上「攻擊司法船」的莫須有的新罪名，湯姆為保護自己的徒弟並以建造海上列車的功績移作抵銷「襲擊司法船」的罪名而認罪，法官順著他的意願把其罪名更正，改正為羅傑造船之罪。

### 推進城
推進城（Impel Down）是世界政府所屬世界最大的監獄，建築絕大部分位於海底，只有入口例外（位於海面上），其所處的海域是佈滿海王類的無風帶。
由於其受刑人都是有著重大犯罪紀錄的重刑犯，因此有著極嚴密的保安措施。前往監獄的訪客都必須經過搜身檢查，以確保沒有攜帶危險物品之虞；如果是惡魔果實能力者的話，還必須額外加上海樓石手銬以防萬一。受刑人則必須在正式入獄前先接受「洗禮」：赤裸的接受沸水加身，除了消毒之外也隱隱有測試囚犯能耐的意味。在頂點之戰前夕，監獄周圍的海面上佈下十多艘的軍艦，每一艘軍艦上約有八百名的海軍保衛著。
至於監獄內部會依照囚犯的罪刑輕重與其能力進行分層囚禁，在不同的樓層有不同的刑求手段，愈是深入海底則環境愈是恐怖。按樓層順序為LEVEL 1「紅蓮地獄」、LEVEL 2「猛獸地獄」、LEVEL 3「飢餓地獄」、LEVEL 4「焦熱地獄」、LEVEL 5「酷寒地獄」、LEVEL 6「無限地獄」。其中鮮為人知的LEVEL 6「無限地獄」是專門收押傳說的海賊，包含戰敗的王下七武海及四皇的船員，就連監獄人員也不能隨便進入。世界政府為了不讓他人得知LEVEL 6的相關傳聞，因此將其存在隱藏起來，只公開五層監獄。位於LEVEL 5「酷寒地獄」與LEVEL 6「無限地獄」之間的秘密夾層LEVEL 5.5有著卡瑪帕卡王國王—艾波利歐·伊娃柯夫創立的「新人類樂園」，是推進城裡唯一充滿歡樂氣息的樓層。形象则取自于监狱阿尔卡特拉斯岛联邦监狱和通天之塔巴别塔

#### 職員
麥哲倫（Magellan）
聲優：星野充昭（日本）；符爽（台灣）；羅偉亮（香港）
年齡：45歲→47歲，生日：10月9日，身高：491公分，星座：天秤座，血型：X型，出生地：偉大航道，喜歡的食物：毒湯、不去毒的河豚。
推進城所長→副所長（頂點戰爭後），被稱為「監獄最強的男人」。有著巨大的身形有著撒旦的輪廓，身後有一對惡魔般的黑翼，頭上兩隻角則可以卸下作為攻擊武器，他擁有當場處決「推進城」裡任何一位犯人的權力。
超人系「毒毒果實」能力者毒人，連嘆息都是有毒的瓦斯，可以使人昏迷。戰鬥時他的身體會化為半液態的劇毒物，這使得對手甚至無法接觸他，更不要說是肉搏戰，中毒者會受盡長時間的折磨而死，監獄裡雖備有多種解毒藥，但要是受到麥哲倫多次的攻擊會因為身中複數毒性而無法治療。
似乎排斥明亮或開放的空間，口頭禪是「想要黑暗的封閉空間」以及「可以的話最好連心靈都一起封閉」，雖然常說屬下般若拔是個「沒心沒肝的部下」，但其實對他有所冀望，認定般若拔是接任所長的不二人選。他最喜歡的食物是毒物，雖然他服用毒物不會被毒死，但還是會因此一直進出廁所，根據屬下的計算，他每天花在腹瀉的時間長達十個鐘頭，再扣除八個鐘頭的睡眠與用餐時間，身為所長的他一天只有四個鐘頭的辦公時間。因應所長的特性，屬下的獄卒們都會隨時預備好防毒面具，辦公桌上的電話蟲也配戴呼吸面罩。此外，童年時期的麥哲倫雖喜歡花草，卻因為其能力的緣故，導致種植的花草很快受到他的毒氣影響而枯萎。
推進城篇與副看守長托米諾帶領波雅·漢考克到達LEVEL6「無限地獄」與波特卡斯·D·艾斯會面，在囚犯逃獄混亂期間追擊囚犯們，並以壓倒性的實力依續擊敗魯夫、伊娃柯夫、雷電以及「黑鬍子」汀奇等人。但在原看守長矢龍倒戈協助汀奇解毒遭受黑鬍子海賊團圍攻，雖奮力扺抗但寡不敵眾，被重傷到奄奄一息，儘管接受醫療，但仍想承擔所有責任，據海軍回報，他處於只要一能活動就會自盡謝罪的情況，戰國為此表示要盯緊麥哲倫別讓他做傻事。
康復後臉上多出一些傷疤，頭上的犄角與背上左邊翅膀裝飾，有重新銜接修補的痕跡。「頂點戰爭」結束兩年後將所長的職位正式交接給般若拔，而自己降職再次成為副所長。
多雷斯羅薩事件過後，負責看守唐吉訶德·多佛朗明哥的專屬牢房。
名字來源取自16世紀著名的葡萄牙探險家斐迪南·麥哲倫，形象则取自于圣经中的恶魔路西法和恶魔撒但以及堕天使阿撒兹勒。

毒雲
從身體釋放毒氣，一旦碰觸到毒氣，身體的五感將漸漸消失。
毒通道
將自己身上產生的毒當滑行道滑行襲擊對手。
毒瓦斯彈
從嘴裡吐出帶有催淚瓦斯的毒氣泡攻擊對手。
毒河豚
連續吐出大量毒球攻擊目標使其中毒。
毒龍
從身體釋放巨大的龍形麻痺性神經毒，最多可以有三隻，一旦碰觸到毒龍就會立刻被毒素侵蝕。招式名字取自于希腊神话里被赫拉克勒斯击败的九头蛇海德拉和西方神话里的毒龙。
毒之巨兵「地獄審判」
從身體釋放骷髏形巨人的猛毒，跟一般釋放的紫色猛毒不同，這一招是特製的鮮紅色猛毒。任何物質與之接觸，都會受到感染逐漸擴散開將一切侵蝕，人只要接觸一下毒就會逐漸蔓延直到死亡為止。對麥哲倫來說是禁忌能力，就連解藥也無法輕易治好。
般若拔（Hannyabal）
聲優：後藤哲夫（日本）；宋克軍（台灣）；龍天生（香港）
年齡：33歲→35歲，生日：8月28日，身高：309公分，星座：處女座，血型：S型，出生地：南海，喜歡的食物：炸豬排。
推進城副所長→所長（頂點戰爭後）。人如其名是般若的臉孔，戴著埃及法老王風的頭飾，肚子像惡鬼一樣膨起。平常手持一把普通的鐵製長三叉戟，正式作戰的武器則是名為「血吸」（Kessui）的雙頭薙刀。其童年時代就有喜歡玩火的習慣。是一名野心家，說話時經常因為在名詞前面冠上「我的」二字，而不小心地顯露了野心；最大的宿願便是當上所長，覬覦所長麥哲倫的位置。常想著把所有責任都推給上司，以為這樣就能升官，如在「小丑」巴其和「Mr.3」打算逃跑時一度想縱放他們。
雖然有著不敵美色的弱點，曾被變成娜美面貌的「Mr.2」馮·克雷誘騙。但有著相當盡忠職守的一面，例如他習慣在前往LEVEL 5「酷寒地獄」的時候卸下武器和大衣，藉此讓囚犯們見識副所長的厲害，深得所有職員的欽佩，而且他在受刑人的動亂規模大到就連自己也難辭其咎時仍會挺身而出指揮大局，以及他擁有為弱小人民著想的心，因此被麥哲倫認定是未來的所長最佳人選。
推進城篇在LEVEL4「焦熱地獄」與魯夫展開激烈交戰，雖然被魯夫打至重傷，卻仍抱著必死的決心重新站起，直到不支倒地為止，最後被「黑鬍子」給壓倒在地。
根據扉頁連載《在世界的甲板上》Vol.42，般若拔在「頂點戰爭」結束兩年後如願接替麥哲倫的位子登上所長的寶座，名字则取自于迦太基战将汉尼拔和沉默的羔羊里的食人魔汉尼拔·莱克特，形象则取自于恶鬼笑般若和苍蝇王巴力西卜。
矢龍（Shiliew）
外號「雨」之矢龍，原為推進城看守長，實力方面上與所長麥哲倫持平，推進城也因為這兩張王牌而得到「鐵壁」之稱。頂點戰爭期間倒戈至黑鬍子海賊團。
托米諾（Domino）
聲優：進藤尚美（日本）；許淑嬪（台灣）；罗婉枫（香港）
生日：10月30日，星座：天蠍座，出身地：偉大航路。在童年時代個性活潑且喜歡玩足球。
推進城副看守長→看守長。配戴墨鏡，留著長而曲的秀髮，右眼被頭髮遮蓋住的女性。
推進城篇與推進城副署長般若拔帶領王下七武海「海賊女帝」波雅·漢考克與監獄署長麥哲倫會面，曾在對漢考克進行身體檢查時被她以果實能力石化一段時間，以致魯夫可以趁機從漢考克的衣服裡逃出來找尋「火拳」艾斯。
根據扉頁連載《在世界的甲板上》，托米諾在「頂點戰爭」結束兩年後升遷為監獄看守長，還披上了披風。
名字托米諾（Domino）為英語骨牌之意。
薩魯戴斯（Saldeath）
聲優：粗忽屋西神戶店（日本）；孫中台（台灣）；刘文光（香港）
年齡：16歲→18歲，生日：6月8日，身高：218公分，星座：雙子座，血型：F型，出生地：偉大航道，喜歡的食物：韓式烤牛肉。
推進城牢獄長，「藍猩猩」指揮官。手持三叉撠（同時也是操控「藍猩猩」的笛子），特徵是二頭身的短小身材和帽子上的兩隻角。童年時代的他有著扁長方的頭型，身邊豢養著一頭鬥牛犬。
推進城篇曾使用海樓石網短暫困住魯夫、巴其和Mr.3，巴其和Mr.3在LEVEL 2大肆解放犯人後，由他負責將剩餘犯人關回監獄並點收牢房鑰匙。名字音同日文「我是猴子（猿です）」而曾被魯夫吐槽說「但你長的一點也不像猴子啊」。
根據扉頁連載《在世界的甲板上》，薩魯戴斯在「頂點戰爭」結束兩年後變得更加強壯，而且長得很高大。
小莎蒂（Sadi）
聲優：小山裕香（日本）；許淑嬪（台灣）；曾月娥（香港）
年齡：21歲→23歲，生日：3月5日，身高：183公分，星座：雙魚座，血型：S型，出生地：偉大航道，喜好：囚犯的慘叫聲。
推進城獄卒長，LEVEL 4「焦熱地獄」4隻獄卒獸的指揮官。留著捲曲金髮，瀏海遮蓋雙眼，佩戴蠟燭形狀的白色耳飾，身穿極為曝露的桃紅色緊身皮衣，口頭禪是「嗯～」，平常手持一把普通的鐵製長三叉戟，正式作戰的武器是條名為「赤魔鞭」的長鞭子，有著嚴重的施虐癖好，只要聽到遭虐打對手的慘叫聲就會變的相當振奮。在童年時代有過心愛寵物過世的傷心往事。
推進城篇與變成女性的「人妖王」伊娃柯夫展開激烈交戰，後來她指揮的獄卒獸被「草帽」魯夫、「海俠」吉貝爾、「Mr.0」克洛克達爾擊敗，自己更被伊娃柯夫以逆海老吊縛給綑綁在半空中。
根據扉頁連載《在世界的甲板上》，小薩蒂在「頂點戰爭」結束兩年後迷戀上降為副署長的麥哲倫。
名字來源取自英語的施虐癖（Sadism）。

#### 獄卒獸
除麥哲倫外讓囚犯同樣感到害怕的4個獄卒，在LEVEL 3以下的樓層徘徊，實力皆在上層獄卒之上，全都擁有「覺醒」的動物系惡魔果實能力，特徵是垂下的鼻水，異常的頑強，健壯的身體和恢復體力的速度，並由小莎蒂指揮。在推進城篇中，由於發現魯夫入侵，與巴其、MR.3、MR.2順利闖入LEVEL 4消息，於是麥哲倫下令小莎蒂率領獄卒獸看守通往LEVEL 5大門，魯夫中麥哲倫毒而擊敗後，以小莎蒂為首，轉往LEVEL 3看守。一天後，由於魯夫與伊娃科夫等人闖入LEVEL 6放出克洛克達爾、吉貝爾後，與全體推進城人員往LEVEL 4迎戰魯夫等人。於LEVEL 4大部分看守人員被擊敗，小莎蒂下令所有獄卒獸往LEVEL 1追擊，最終被魯夫等人擊敗。
米諾陶斯（Minotaurus）
聲優：粗忽屋東品川店（日本）
麥哲倫稱呼其為「牛媽媽」，外貌為穿著短褲、手持巨大狼牙棒的乳牛，用於處置在獄中吵鬧的兇惡罪犯，也會進行刑求，據「Mr.2」表示，乳牛怪是一隻沒血沒淚，把人類當垃圾看待的怪物。
名字取自于希腊神话里的牛头人身怪米诺陶诺斯。
米諾犀牛（Minorhinoceros）
聲優：宮崎寛務（日本）
性格內向，外貌為手持兩支短小的狼牙棒的犀牛，曾被米諾無尾熊用暴力強迫吃尤加利葉。
米諾無尾熊（Minokoala）
聲優：平井啓二（日本）
激進派，外貌為一隻黃色的無尾熊，武器為老虎指，時常拿塞在褲袋裡的尤加利葉吃。
米諾斑馬（Minozebra）
聲優：藤本隆宏（日本）
性格怕生，外貌為有著一頭粉紅色捲髮的斑馬，武器為頂部圓球狀的狼牙棒。
米諾吉娃娃（Minochihuahua）
外貌為一隻穿著中國功夫裝、頸部配戴耳機的吉娃娃，武器為絞繩，是「頂點戰爭」結束的兩年後新加入的獄卒獸。

#### 獄卒
獄卒主要在LEVEL 1「紅蓮地獄」和LEVEL 2「猛獸地獄」徘徊，負責追捕逃獄囚犯的怪物。
藍猩猩（Blue Gorilla，布魯格利）
LEVEL 1「紅蓮地獄」的獄卒，大海的格鬥家，身形怪異，手持一個大斧頭。同時負責收集監獄的食物來源（捕殺海王類），並由薩魯戴斯指揮。
在推進城篇中，由於發現魯夫入侵，與巴其、MR.3順利闖入LEVEL 3消息，薩魯戴斯率領布魯格利前去迎戰，但薩魯戴斯知不敵魯夫，因此轉往LEVEL 2鎮壓所有暴動罪犯。一天後，由於魯夫與伊娃科夫等人闖入LEVEL 6放出克洛克達爾、吉貝爾後，與全體推進城人員往LEVEL 4迎戰魯夫等人，最終嚴重慘敗。
雞蛇（Basilisk）
LEVEL 2「猛獸地獄」的獄卒，是雞所生下的蛇，一旦放到外頭就會胡亂吃人，所以只能養在監獄裡。曾在LEVEL 2追殺魯夫及巴其，最後被魯夫以三檔打飛。
名字参考自欧洲中世纪传说中的同名怪物鷄蛇。
帕茲魯蠍（Puzzle Scorpion）
LEVEL 2「猛獸地獄」的獄卒，一種將身體複數連結在一起，外表看起來像大蜈蚣的蠍子，身體有劇毒。
人面獅（Manticore）
聲優：粗忽屋東品川店、平井啓二（日本）；宋克軍、孫中台、黃天佑（台灣）
LEVEL 2「猛獸地獄」的獄卒，靠著人的骨頭擁有模仿出的人臉，外觀為一兩邊長角邊短角的獅子，可以模仿說出簡單的人類語言（但大多都是低級的話語）。曾經在 LEVEL 1、 LEVEL 2攻擊Mr.3和巴其，之後Mr.3使用能力偽裝成地板逃過一劫。
人面羽毛獅（Sphinx）
聲優：粗忽屋雜司谷店（日本）；符爽（台灣）
LEVEL 2「猛獸地獄」的獄卒，負責看守樓梯，為一巨大的人面羽毛獅。LEVEL 2怪物中的領袖，但知能性低，Mr.3曾利用簡單的蠟像替身就簡單騙過牠，學到的的人類語言都是以麵類為中心，被魯夫打敗後，又在LEVEL 3「飢餓地獄」追殺「小丑」巴其和Mr.3和魯夫，後來被薩魯戴斯和魯夫一行人一起被海樓石網包起來，但最後還是掙脫了網子。
形象参考自古埃及传说的狮身人面像和狮身人面兽斯芬克斯。
軍狼（Wolf Unit）
LEVEL 5「酷寒地獄」的獄卒，性格凶暴的狼群，成群結隊一起行動，紅眼，毛色為白色。如果與猛獸層的怪物們共處一室的結果很可能是猛獸被吃掉，此外它們還擅長挖地洞。

### 世界政府加盟國
泛指所有同意歸順於世界政府的統治、接受世界政府發布法條的一百七十多個國家（島嶼）。加盟國必須每年繳交貢獻給天龍人「天上金」以換取世界政府的權勢保護，部分加盟國能獲選參與世界會議。如果繳不出「天上金」，國家大多會淪為海賊與人口販子橫行的不法地帶，嚴重時甚至會招致滅國。退出加盟國的國家亦會失去參與世界會議的資格。其举行四年一度的“世界会议”，是由拥有出席权利的五十个加盟国领导者组成，整个会议会持续七天，地点在玛利乔亚的盘古城内进行，会议结果将决定整个世界的状态。
阿拉巴斯坦王國（Alabasta Kingdom）
位於「偉大航道」前半段「樂園」。
納菲魯塔利·寇布拉（Nefeltari Cobra）
阿拉巴斯坦王國國王。
櫻花王國（Sakura Kingdom）
位於「偉大航道」前半段「樂園」，原島名為磁鼓王國（Drum Kingdom），前國王為瓦波爾。
多魯頓（Dalton）
櫻花王國國王。
龍宮王國（Ryugu Kingdom）
位於聖地「馬力喬亞」海底下一萬公尺。
尼普頓（Neptune）
龍宮王國國王。
多雷斯羅薩王國（Dressrosa Kingdom）
位於「偉大航道」後半段「新世界」。
利克·德爾多三世（Riku Dold III）
多雷斯羅薩國王。
普羅丹斯王國（Prodence Kingdom）
位於「偉大航道」後半段「新世界」。
伊力薩貝羅二世（Elizabello II）
普羅丹斯王國國王。
哥雅王國（Goa Kingdom）
位於「東方藍」。
史泰利（Sterry）
哥雅王國國王。
邪惡黑磁鼓王國（Black Drum Kingdom）
位於「南方藍」。
瓦波爾（Wapol）
邪惡黑磁鼓王國國王。
花之國（Kano Country）
位於「西方藍」。
拉麵（Ramen）
花之國國王。
伯萊塢王國（Ballywood Kingdom，巴萊塢王國）
位於「西方藍」。
漢堡（Ham Burger）
伯萊塢王國國王。
羅斯萬王國（Roshwan Kingdom，厄羅休王國）
位於「南方藍」。
比爾六世（Beer VI）
羅斯萬王國國王。
塔金王國（Tajine Kingdom，塔吉王國）
位於地區不明。名字由來取自摩洛哥特有的塔吉锅，人物和國家取材對應現實的摩洛哥和土耳其。
摩洛倫（Mororon，夢洛隆）
聲優：木下紗華（日本）；許淑嬪（台灣）
塔金王國的女王，外型優雅，穿著土耳其式長衫，經常手持酒杯的美女。
名字取自摩洛哥和美国电影明星玛丽莲·梦露的擬音。故事中引用電影北非諜影的名言「我這一杯，敬這世界的眼眸」，形象取自于美国电影明星玛丽莲·梦露和斯嘉丽·约翰逊跟格蕾丝·凯莉。
席夏諾王國（Shishano Kingdom，逝暇王國）
位於地區不明。名字由來取自墨西哥的傳統亡靈節「死者之日」擬音，人物和國家取材對應現實的仙人掌之国墨西哥。
塔可斯（Tacos，御米秉）
聲優：齊藤次郎（日本）；孫中台（台灣）
席夏諾王國的國王，穿著墨西哥風格衣裝的男性。生日12月9日。
名字取自墨西哥料理墨西哥玉米餅的擬音，外型則是取材自墨西哥革命家埃米利亞諾·薩帕塔。故事中引用埃米利亞諾·薩帕塔的名言「與其跪著生，不如站著死」。
魯魯西亞王國（Lulusia Kingdom，露露西亞）
位於「偉大航道」後半段「新世界」，被國家人民起義推翻王族，王族被人民關押監獄，後來世界政府動用不明武器將整個國家抹消殆盡。
關籍（Seki，賽基）
魯魯西亞王國的國王。
伊路西亞王國（Ilusia Kingdom）
位於「西方藍」。
達拉沙·魯卡斯（Thalassa Lucas）
伊路西亞王國國王（8年前）。
塞薩（Cezar）
伊路西亞王國國王（現在）。
白地王國（Whiteland Kingdom）
位於「北方藍」。
岩鳶（Iwatobi）
白地王國國王。
森巴王國（Samba Kingdom）
位於「南方藍」。
莫可卡（Moqueca）
森巴王國的國王。
蘋果王國（Ringo Kingdom）
位於地區不明。国家名字取自于苹果。
聖梨（Nashi）
蘋果王國國王。
名字取自于梨子，形象取自于自由法国领袖夏尔·戴高乐和俄罗斯首任总统叶利钦同日本前首相小泉纯一郎和其子众议院议员小泉进次郎。
粉筆王國（Chaco Kingdom）
位於地區不明。国家名字取自于粉笔。
馬里（Mari）
粉筆王國國王。
名字来自于非洲的金邦杜语，形象取自于英国前首相兼小丑鲍里斯·约翰逊和《老人与海》作者欧内斯特·海明威和美国总统詹姆斯·门罗和总统富兰克林·德拉诺·罗斯福。
什錦飯王國（Jambalaya Kingdom）
位於地區不明。国家名字取自于美国的一种什锦饭。
醬汁（Sauce）
什錦飯王國國王。
名字取自于酱料，形象取自于爱斯基摩人跟美国总统尼克松和林登·约翰逊以及理查德·尼克松和普鲁士铁血宰相奥托·冯·俾斯麦。
達蔥王國（Gingaball Kingdom）
位於地區不明。名字取自于汉字里的大葱。
奈基（Neggy）
達蔥王國女王。形象则取自于参演电影新铁金刚之金眼睛中的演员依莎贝拉·丝科鲁波和电影乱世佳人里女主角的扮演者费雯·丽和有着“时尚界的女魔头”之称的时装设计师安娜·温特。
卡麥隆王國（Cameron Kingdom）
位於地區不明。国家名字取自于同名电影卡麦隆或著名电影《阿凡达》导演詹姆斯·卡梅隆。
庫蘭（Couran）
卡麥隆王國國王。形象则取自于日本政治家安倍晋太郎和日本前首相安倍晋三和了不起的盖茨比作者弗朗西斯·斯科特·菲茨杰拉德。
貝斯特蘭德王國（Bestland Kingdom）
位於地區不明。国家名字取自于贝斯特兰德酒店。
雷蒙奇斯（Lemoncheese）
聲優：齊藤貴美子（日本）；許淑嬪（台灣）
貝斯特蘭德王國女王。形象则取自于苏卡诺的妻子达洛维夫人和侦探小说界女王阿加莎·克里斯蒂。
南火王國（South Fire Kingdom）
位於地區不明。
吉普（Jeep）
聲優：增谷康紀（日本）；宋克軍〈ep.884〉→孫中台〈ep.889〉（台灣）
南火王國國王。
名字则取自于吉普汽车，形象则取自于“股神”沃伦·巴菲特和法国前总统菲利普·贝当。
霍伊魯（Wheel）
聲優：高塚正也（日本）；符爽（台灣）
南火王國王子，吉普的兒子，曾和父親一起向白星求婚。
形象则取自于美国总统贝拉克·奥巴马和英国国王查尔斯三世和阿尔巴尼亚总理潘代利·马伊科和挪威首相延斯·斯托尔滕贝格。
長靴王國（Nagagutsu Kingdom）
位於地區不明。
法拉利（Furrari）
聲優：火山太田（日本）；孫中台（台灣）
長靴王國國王，曾在世界會議上和花之國的拉麵王發生衝突，疑似懼怕道爾王國的卓別王。名字则取自于法拉利汽车，形象取自于印度尼西亚总统苏卡诺和一代世界首富安德鲁·卡内基。
特里托布（Tritobu）
聲優：不明（日本）；宋克軍（台灣）
長靴王國王子，法拉利的兒子，曾和父親一起向白星求婚。形象则取自于美国总统吉米·卡特和林登·约翰逊以及杰拉尔德·福特和美国宪法起草人亚历山大·汉密尔顿。
牛肉王國（Beef Kingdom）
位於地區不明。名字和国家名均取自于俄罗斯名菜红酒炖牛肉
施特羅加諾夫（Stroganoff）
牛肉王國國王。形象则取自于沙皇俄国的沙皇伊凡六世和中华人民共和国海关创始人赫德和权力分立创始人约翰·马歇尔。
宙斯盾王國（Eigis Kingdom）
位於「偉大航道」前半段「樂園」。国家名字取自于希腊神话里智慧女神雅典娜所持有的盾牌埃癸斯。
迪伊四世（Tea IV）
聲優：不明（日本）；宋克軍（台灣）
宙斯盾王國國王。
弗勞斯王國（Frauce Kingdom）
位於「東方藍」。国家名字取自于美国战地护士弗劳伦斯·南丁格尔。
巴·多德希奈女王（Ban Dedessinée）
聲優：鹿野優以（日本）；許淑嬪（台灣）
弗勞斯王國女王。
道爾王國（Deul Kingdom）
位於「北方藍」。国家参考自现实里的纳粹德国。
卓別（Chap）
道爾王國國王。
其他國王
治理國家不明的國王。
波特夫（Potaufeu）
聲優：服卷浩司（日本）；符爽（台灣）
名字则取自于俄罗斯美食火上锅，形象则取自于福尔摩斯探案里的反派莫里亚蒂教授和圆舞曲之父老约翰·施特劳斯和马来西亚首相马哈迪·莫哈末和巴布亚新几内亚总理陈仲民。
薩莫薩（Samosa）
聲優：宮崎寛務（日本）；宋克軍（台灣）
名字取自印度小吃印度咖哩饺，形象则取自于印度总统扎基尔·侯赛因和印度总统纳伦德拉·莫迪和以色列总理本雅明·内塔尼亚胡和乌克兰总理维克托·亚努科维奇。
雪葩王國
位於「南方藍」。
巴索羅繆·大熊
前雪葩王國國王。
杰爾馬王國
沒有固定國土的國家，於圓蛋糕島事件落幕後已被世界政府褫奪出席「世界會議」的資格。
賓什莫克·賈吉士
杰爾馬王國國王。

## 組織&團體

### 巴洛克華克
巴洛克華克的創始人兼領導者是社長克洛克達爾，代號為Mr.0，副社長是妮可·羅賓，代號「Miss All Sunday」。旗下有十數名高級特務和許多一般成員，除了妮可·羅賓以外無人知曉社長的真面目。組織以阿拉巴斯坦王國為據點活動，表面上的目的是建立理想的王國，真正目的是得到藏於阿拉巴斯坦王國的古代兵器「冥王」，從而獲得更強大的力量。現已解散。
克洛克達爾
聲優：大友龍三郎（日本）；宋克軍（台灣）；蔡忠衛／李家輝（香港）
外號「沙漠之王」，前巴洛克華克社長，代號「Mr.0」，懸賞金額：8,100萬貝里（成為七武海前→逃獄恢復懸賞）→ 19億6,500萬貝里（和之國篇後）。
前任「王下七武海」，在阿拉巴斯坦事件被魯夫打敗後，被海軍褫奪其七武海稱號並逮捕至推進城，後其空缺由「黑鬍子」汀奇遞補。在頂點之戰前夕，與魯夫等人合作逃獄。

### 革命軍
革命軍（Revolutionary Army）被世界政府視為世界穩定的最大威脅。有別於一般海賊不會主動去攻擊世界政府或海軍，革命軍會策動推翻國家政權、幫助遭海賊掠奪的貧困國家擊退來犯的海賊、協助遭遇天災人禍的國家居民避難等，故長期與世界政府互有勝負，世界政府甚至動用CP9去暗殺革命軍地方領導幹部。革命軍作風神秘，一般人並不知曉他們的行動；惟首領蒙其·D·多拉格卻為世人所認知，更被政府認定為「世界最兇惡的罪犯」。
革命軍擁有很強的情報網，能掌握及分析世界各地發生的事件與後續，例如：白鬍子死後的世界變局。成員大多都戴著如老鼠、長頸鹿等各種動物造型的帽子。被革命軍收容或志願加入的對象不分身分、種族、階級，也會收容並訓練孤苦無依的孩童成為革命軍的戰力。
革命軍的根據地曾是位於偉大航道上的白土之島「巴爾迪可」（Baltigo）。革命軍的主船名「畢特·格拉馬號」（Wind Granma），是一艘船首為黑色西方龍的黑色大船。
20多年前，在歐哈拉的非常召集事件後，當時的多拉格為「自勇軍」隊長，歐哈拉的毀滅一事成為多拉格闖立軍隊的契機，之後多拉格與艾波利歐·伊娃柯夫、巴索羅繆·大熊共同成立了「革命軍」。
十年前革命軍曾現身於東海哥雅王國「不確定物終點站」協助因火災而毀掉家園的災民撤離。六年前在「聖地」馬力喬亞舉行的世界會議中，伊路西亞王國的國王修恩達·魯卡斯發表革命軍首領蒙其·D·多拉格存在的危險性。
在草帽海賊團大鬧司法島前後，革命軍在南海成功推翻國家「聖多雷亞」的政權。革命軍視「歐哈拉事件」的唯一生還者妮可·羅賓為「革命之燈」，多年來一直尋找羅賓的下落並想邀請她加入。在羅賓被巴索羅繆·大熊的果實能力彈飛到泰其拉烏爾普期間遇上革命軍動員解放此地，釋放包含羅賓在內因建造大橋而被囚禁勞役的奴隸。事後革命軍接引羅賓並共同行動一段時間。
兩年後的多雷斯羅薩事件裡，薩波等人間接協助魯夫等人對抗多佛朗明哥的黨羽。但在多雷斯羅薩事件落幕後，黑鬍子海賊團循線襲擊其總部巴爾迪可並予以嚴重損毀，使革命軍把總部遷移至桃色島的卡馬帕卡王國。隨後在舉行世界會議的前夕，革命軍的四名軍隊長現身幫助魯魯西亞王國擊敗隸屬黑鬍子旗下的桃鬍子海賊團。
世界會議期間，薩波以及三名軍隊長潜入「圣地」马力乔亚，並在會議第四天為了拯救大熊對戰海軍上將藤虎和綠牛而被廣為人知。世界会议结束后，留在新总部的幹部們通过世经报获悉关于萨波的惊人消息，但連繫不上前赴聖地的一行人無法進行確認。和之國篇之後，三名軍隊長和薩波先後返回新總部，而大熊則自行攀越紅土大陸並前往蛋頭島。

#### 領導層
蒙其·D·多拉格（Monkey D. Dragon）
聲優（壯年）：柴田秀勝〈第52－1120話〉→井上和彥〈第1131話－至今〉（日本）；孫中台／符爽（台灣）
聲優（青年）：井上和彥（日本）；孫中台（台灣）
演員：演員：里戈·桑切斯（Rigo Sanchez）、迪恩·達蒙斯（Dean Damonse）〈青年時期〉
年齡：53歲→55歲，生日：10月5日，身高：256公分，星座：天秤座，血型：F型，出生地：東海「哥雅王國」，喜歡的食物：波卡迪托牛奶蛋糕。
革命軍總司令官（Supreme Commander）兼創立者之首，別名「世界最兇惡的罪犯」（World's Worst Criminal）、「反叛之龍」（Rebellious Dragon）。
身穿深綠色大衣，左臉有紅色的方紋刺青。多年來倡導顛覆世界政府的革命思想，能夠直接對抗世界政府的革命軍領導人，由於從十多年前就開始倡導革命思想，甚至已經推翻好幾個王國，所以被世界政府視為必須特別注意的極兇惡人物。為卡普的兒子、魯夫的父親。
曾短暫待在海軍，退出海軍後，成立自勇軍，某段時間認識科學家貝卡帕庫。
22年前（33歲時），以自勇軍隊長的身份，來到考古學聖地「歐哈拉」，並遇見身為龐克哈薩特的所長貝卡帕庫，也對貝卡帕庫表示過「自己原本就很討厭戰爭」，之後與伊娃柯夫和大熊一同創立如今能夠撼動世界的革命軍。
12年前（43歲時），與伊娃柯夫等人在東海目擊故鄉哥雅王國的火災事件為了找出原因在街上觀察情況時偶遇正在求助的薩波，之後從他的口中敘述哥雅王國的黑幕真相後而感到很震驚，於是與革命軍幹部救出許多陷入火海的灰色車站的居民。為了儲備糧食曾在霜月村做短暫停留，隨後在天龍人抵達哥雅王國的當晚救走在該海域被天龍人查爾馬克的砲擊給擊中而落海的薩波並且回到總部。
在草帽海賊團現身在羅格鎮時及時救出被斯摩格給捉住的魯夫，好讓魯夫一行人繼續航行偉大航道。在頂點戰爭時當海軍正式宣布魯夫是自己的兒子的消息，在伊娃詢問革命軍的軍心是否會被動搖的答題時，認為這樣較為反而是好事。頂點戰爭過後對部下表示希望能親自會見妮可·羅賓於是委託部下將她帶到革命軍的本部。
多雷斯羅薩事件後認為需要龐大力量便指派可亞拉召集分散在全世界的革命軍幹部。後因黑鬍子海賊團的襲擊將總部轉移到卡馬帕卡王國。圓蛋糕島事件落幕後，閱報得知魯夫等人暗殺「BIG MOM」未遂而大幅提升懸賞額的消息。世界會議期間與革命軍幹部在卡馬帕卡王國等待潛入「聖地」馬力喬亞的薩波一行人聯絡。世界会议结束后与伊娃柯夫、貝洛·蓓媞、可亞拉等干部通过世经报获悉关于萨波的消息感到震惊，但連繫不上前赴聖地的一行人無法進行確認。
名字「多拉格（DRAGON）」是英文「西方龍」的意思，形象则取自于古巴革命的革命家切·格瓦拉。
薩波（Sabo）
聲優（青年）：古谷徹〈第663－1089話〉→入野自由〈第1116話－至今〉（日本）；孫中台（台灣）；杜景煜（香港）；皇貞季（中國大陸）
聲優（幼年）：竹內順子（日本）；錢欣郁→劉如蘋→連婉鈞（台灣）
年齡：10歲（少年）→22歲（成年），生日：3月20日，身高：100公分（童年）→187公分（成年），星座：雙魚座，血型：X型，出生地：東海「哥雅王國」，喜歡的食物：拉麵，代表動物：狗，霸氣：見聞色、武裝色。
革命軍參謀總長（Chief of Staff）兼革命軍No.2，外號「炎帝」（世界會議篇後）。為魯夫和艾斯的義兄弟。懸賞金額：6億200萬貝里。使用武器為鐵製水管。在多雷斯羅薩篇繼承艾斯的能力食用了在其身後重生的惡魔果實，成為自然系「火焰果實」能力者火焰人。
於魯夫的回憶篇中首次登場時，頭戴掛有防風鏡的大禮帽，金色短髮，嘴邊缺一顆牙。頂點戰爭的成年後蓄著波浪般的金色短髮，左眼殘留著年少時因受天龍人的炮擊所留下的傷疤。由於他只想聽重點的個性，經常匆忙中斷對話，總是讓身為其部下的可亞拉與哈克非常生氣。
原為出身於哥雅王國的貴族家，年幼時因為厭倦貴族的生活，加上面對雙親只關心地位和財產的情況下，選擇離開高區然後在灰色車站和艾斯相遇，為了存當海賊的儲金而一同跟艾斯勾當。在10歲經歷「波爾謝事件」後與魯夫和艾斯喝下交杯酒成為結拜兄弟共同生活數年。後來因為父親得知自己的下落不惜委託布魯賈姆海賊團來對付魯夫和艾斯，導致自己爲了保護艾斯與魯夫的情況下不得不返回高區，之後從乾弟弟史泰利的口中得知布魯賈姆海賊團與貴族跟皇族勾結要對非確定物終點站縱火的訊息後，為了知會與警告魯夫與艾斯而再度來到灰色車站卻遭高城士兵的驅趕，發生大火的當晚遇到革命家多拉格時揭露出火災背後的真相時，對他埋怨與訴苦出自己身為哥雅王國的貴族卻無法以自由的身分活下去，開始對一些身心腐敗然後做出一些無法無天的行徑的貴族們（包含自己的雙親）感到非常地很不齒。火災過後為了獲得自由下定決心要離開自己最腐敗的故鄉，在出海時曾遺留一封信交到魯夫與艾斯的手上，信中提到自己爲了得到自由想早一步出海並且約好一定會再海上見面，更在信中的後段委託艾斯一定要照顧與保護好魯夫。之後在暗中盜取一艘漁船獨自出航，卻因為座船行經天龍人查爾馬克巡訪東海的路徑，導致船隻因查爾馬克的砲擊給摧毀而沉入海中，所幸被多拉格在暗中給帶上船急救保住性命，但因遭受炮擊造成臉部殘留著燒燙傷的疤痕，自此喪失跟魯夫與艾斯相遇的記憶。之後跟隨革命軍行動並且一路升至參總長，可見實力之強大。由於出航時的旗幟標誌為一個打叉的S，使艾斯決定在左臂上自己名字的刺青「ACE」中央也多加一個打叉的「S」刺青。薩波跟艾斯與魯夫結為兄弟時曾說出貴族到18歲才能被人們真正地稱為「貴族」，所以他要在17歲出海。於是艾斯和魯夫決定在他們17歲的生日當天就是出海的日子。
在頂點戰爭過後的某日在閱讀報紙時發現艾斯已經去世的報導訊息，因無法接受艾斯已經離世的消息在心底過度悲痛與傷心之際而恢復記憶的同時下定決定繼承艾斯的遺志保護好魯夫。艾斯過世的兩年後以革命軍參謀總長身分正式現身，為了找出並摧毀多雷斯羅薩的武器工廠完成革命軍的其中一項任務，與可亞拉一同現身於多雷斯羅薩的鬥牛鬥技場。不過中途在多雷斯羅薩的競技場的決賽中跟魯夫重逢，並且以「魯西」之名代替魯夫上場爭奪火焰果實，戰鬥中僅以一擊擊潰競技場的對手，然後趁著混亂中搶奪並立即食用火焰果實後獲得火焰果實的能力，用月步登上競技場上空施展艾斯的經典招式「火拳」將鬥技場徹底擊毀。比賽結束後向蕾貝卡展示自己的真實身份，向她禮貌地自我介紹並拜託關照魯夫。隨後被多佛朗明哥在多雷斯羅薩內宣布自己為三星賞犯。運用火焰果實的能力和武裝色霸氣以一人之力阻擋海軍上將「藤虎」一笑、數名中將及數千海軍，徒手捏斷海軍中將巴斯提憂的「斬鯊刀」並將他輕鬆擊敗。與海軍大將藤虎展開決鬥和得知對方的本意之後，在地下港幫助無法脫逃的傷兵，隨後聽到可亞拉的訊息趕往中心街區救下被黑鬍子海賊團幹部伯吉斯給偷袭的虚弱状态的魯夫，隨即與伯吉斯展開戰鬥並擊敗他。在整起事件結束後跟隨魯夫等人前往居魯士的住所休養，之後他為魯夫製作生命紙並給自己留下了一小片，他將紙張交予索隆等人後便騎乘烏鴉離去。
圓蛋糕島事件，閱報得知魯夫等人暗殺「BIG MOM」未遂而大幅提升懸賞額的消息，為魯夫等人的成就感到高興。世界會議期間，和軍隊長摩利、卡拉司、林德伯格潛入聖地馬力喬亞「眾神之地」。世界會議第四天，和同行的革命軍幹部為了拯救已無自我意識且被奴役的巴索羅繆·大熊，與海軍上將藤虎、綠牛交手之後成功將大熊給救走，期間試圖拯救被五老星試圖殺害的寇布拉未遂，事後在世界會議結束後被世經稱他行刺阿拉巴斯坦國王寇布拉，後在魯魯西亞王國一帶緊急連繫上革命軍的時候否認此事，同時透露他發現伊姆存在的訊息，但隨後輾轉竊聽其訊息的世界政府動用從Dr.貝卡帕庫那裡竊取的兵器「聖母烈焰」抹消魯魯西亞王國，然而當時他本人已帶領一些王國人民出航到魯魯西亞王國附近的海域而逃過一劫，隨後在蛋頭島篇時成功和革命軍會合，並將世界會議所發生的事情全部透露給革命軍。
作者尾田在與同是漫畫家的松本大洋的一場對談中，提到很喜歡對方的《惡童當街》，該作品影響魯夫、艾斯與薩波在年少時三結義時期的生活描寫，以及薩波使用長水管當武器的設定。

#### 幹部
幹部們有分為五名軍隊長並活躍於東西南北方藍及偉大航路，每個軍隊長也都會有輔佐的幹部，即為副軍隊長。

##### 軍隊長
艾波利歐·伊娃柯夫（Emporio Ivankov）
聲優：今村清憲〈第438－452話〉→岩田光央〈第461話－至今〉（日本）；宋克軍（台灣）；黃啟明（香港）
年齡：51歲→53歲，生日：1月8日，身高：449公分，星座：魔羯座，血型：XF型，出生地：偉大航道「卡馬帕卡王國」，喜歡的食物：烤豬內臟。
革命軍「G軍」軍隊長兼創立者之一，外號「人妖王」（Okama King）。「卡馬帕卡王國」女王（永久稱號）。同時也是曾把醫生認為無藥可救的人、瀕臨死亡的國家救活，留下「救濟傳說」的史上最強「奇蹟之人」（Miracle Person）。
擁有異常龐大足以藏人的深紫色爆炸髮、長而濃密的眼睫毛、淡藍色眼影和紫色的唇彩；衣著也相當怪異：網格絲襪和斗篷、緊身超低胸連身裝（露出腹肌上大大的骷髅紋身）。第一人稱採用，第二人稱則採用或「○○ BOY」，語尾是和。對身邊的追隨者們都以「Candies」、「蜜糖」來稱呼。
超人系「荷爾蒙果實」能力者，荷爾蒙自如操縱人，可以控制人體的性別、體溫、色素、成長、轉生，是一個能把人從內部改造的人體工程師。
在38年前神之谷事件中與義妹金妮救下了當時仍是奴隸的熊。
與其首領多拉格有多年交情，並且在「Mr.2」馮克雷來到推進城找他以前，就已經知道他的存在。過去與克洛克達爾認識，手上握有著克洛克達爾以前不為人知的秘密。此外對於料理食材也頗有研究，當他和香吉士用餐時提到若全世界有90%的人喝牛奶就能大幅減少紛爭衝突的發生率。十年前與多拉格目擊哥雅王國的大火災。因莫須有的罪名入獄而關在推進城LEVEL 5，後來發生「鬼拉袖事件」使自己從監獄裡失蹤（實際上是到了只有少數囚犯間才知道的LEVEL 5.5，別稱「新人類樂園」），名字也就從犯人名單中被刪除。
由於得知魯夫為保護「Mr.2」馮克雷身受重傷，卻堅持要讓新人類先救「Mr.2」馮克雷的精神而大為感動，故接受請求利用「治癒荷爾蒙」為魯夫治療。在得知魯夫是多拉格的兒子後，率領推進城新人類們幫助魯夫等人逃出推進城。與魯夫一行人逃獄時自己和雷電在LEVEL 3的出入口斷後，與推進城署長麥哲倫展開激烈交戰，但是依然不敵麥哲倫而被擊敗，幸運的是由於伊娃只中一種毒自行解毒，並帶著同樣中毒的雷電與一行人會合，前往海軍本部參與頂點戰爭，與大熊展開激烈交戰，為魯夫再次注射「幹勁荷爾蒙」。
頂點戰爭落幕、將魯夫交由波雅·漢考克照顧後，率領從推進城逃出的新人類們回到自己所統治的卡馬帕卡王國，正好碰上被大熊拍飛到當地的香吉士。由於香吉士的模樣與通緝令上的照片不同，為防他是世界政府派來的間諜，拒絕告訴他有關魯夫的最新消息，香吉士再要求單挑伊娃柯夫以奪船離開卡馬帕卡，瞬間又便被伊娃柯夫擊倒；經歷一輪擾攘後，伊娃柯夫才把載有魯夫消息的報紙給他看。在閱過「只有伙伴才能看懂」的訊息和用餐過後，香吉士再次要求伊娃柯夫把島上獨有的菜單傳授給他，伊娃柯夫要求他得擊敗99個精於「新人類拳法」的師傅，才能將「99活力菜單」交給他。在卡馬帕卡王國期間，伊娃柯夫曾透過電話蟲與身在巴爾迪可的多拉格對話，告訴多拉格他是卡普兒子的事已經曝光，擔心革命軍的軍心會被動搖；多拉格也告訴他有關大熊的狀況，以及要馬上集合其他革命軍幹部們商討白鬍子逝世後的世界大局。
頂點戰爭結束兩年後，伊娃柯夫從報紙上獲知草帽海賊團重新出發的消息。圓蛋糕島事件落幕後，閱報得知魯夫等人暗殺「BIG MOM」未遂而大幅提升懸賞額的消息。總部巴爾迪可遭到黑鬍子海賊團嚴重破壞後，推薦自己的國家作為新總部，並邀請多拉格及其他高級幹部們在此開會。世界會議期間，與革命軍幹部在卡馬帕卡王國等待潛入「聖地」馬力喬亞的薩波一行人聯絡。
創造原型取自1975年上映的著名的邪典電影《洛基恐怖秀》中的主角福特博士，以及其首任配音員今村清憲。今村清憲因在網上公開不雅照被警方逮捕而結束《ONE PIECE》動畫的配音演出。
技能
艾波利歐·雄性荷爾蒙（エンポリオ･男ホルモン）
能讓女人變成男人。
艾波利歐·雌性荷爾蒙（エンポリオ･女ホルモン）
能讓男人變成女人。
艾波利歐·治癒荷爾蒙（エンポリオ･治癒ホルモン）
能讓罹患不治之症的人有解救的機會，但並不是讓存活機率變成100%，而是從0%變成2~3%。原理是讓「毅力」和特製的「荷爾蒙」結合後，會讓人體發揮出超乎常人的「自我治癒力」，隨後再用荷爾蒙帶出人體潛藏的「免疫力」後，讓人體改造成能夠對抗病毒或是劇毒的體質。由於在治癒荷爾蒙作用的期間，人體正在以非常快的速度進行破壞和再生，因此會帶給該病患莫大的痛楚，若是無法撐過這波痛楚便會死亡。且治癒成功的同時也必須付出犧牲數年甚至數十年壽命的代價，
艾波利歐·幹勁荷爾蒙（エンポリオ･テンションホルモン）
類似於「腎上腺素」，能夠在短時間內完全忘記疲勞和傷勢，力量會像噴泉一樣的湧現。此招類似於興奮劑的效果，但由於幹勁荷爾蒙並不是治癒傷勢而是忘記傷勢，所以效果消失後會產生嚴重的身體過勞副作用，嚴重者會死亡。
艾波利歐·顏面成長荷爾蒙（エンポリオ・顔面成長ホルモン）
將成長荷爾蒙注入臉部，把臉變大。
新人妖拳法（ニューカマー拳法）
新人妖拳法44之美容奧義「夢打擊處裏拳」
雙手持續超高速拳用手刀尖攻擊。
旋轉·美容（ローリング･エステ）
藉着身體旋轉迴避別人的攻擊。
DEATH WINK
透過眨眼发出的強大爆風，出招時會發出（字的濁點為三點）的效果音。
HELL WINK（地獄のWINK）
透過「顏面成長荷爾蒙」強化「DEATH WINK 」，出招時會發出的效果音。
GANMEN 殘像（GANMEN･残像）
產生大量自己的分身。
銀河 WINK
「GANMEN 殘像」狀態下使用的超高速「DEATH WINK」攻击次数就像银河的繁星一样。
貝洛·蓓媞（Belo Betty，貝洛·貝蒂）
聲優：甲斐田裕子（日本）；詹雅菁（台灣）
年齡：34歲，生日：6月15日，身高：196公分，星座：雙子座，血型：XF型，出生地：東海，喜歡的食物：杏仁，討厭的食物：美乃滋，興趣愛好：家庭菜園，霸氣：見聞色、武裝色。
革命軍「東軍」軍隊長。懸賞金額：4億5,700萬貝里。並負責引導人民。留著齊瀏海髮型，配戴風鏡高帽與墨鏡，菸不離口且習慣敞開上衣的女性，個性剛直，說話和作戰時毫不客氣，但在面對需要幫助的民眾時，則會顯露富人情的一面。
超人系「鼓舞果實」能力者，掌旗手，能在揮舞旗幟吶喊的同時，激發指定對象精神與肉體的潛在力量。
世界會議前夕和其餘三名軍隊長出面迎擊掠奪魯魯西亞王國的桃鬍子海賊團，將桃鬍子的懸賞金和革命軍的連絡方式留給魯魯西亞王國，並表示革命軍絕不會捨棄任何勇於反抗的弱者。世界會議期間，與革命軍幹部在卡馬帕卡王國等待潛入「聖地」馬力喬亞的薩波一行人聯絡。
人物原型取自法國浪漫主義畫家歐仁·德拉克羅瓦的作品《自由引導人民》里代表法国的国家象征玛丽安娜和在英法百年战争里带领法军冲锋陷阵的将领圣女贞德。名字Betty來自美國獨立戰爭的女英雄貝蒂·扎內或是被美國公眾廣泛認作美国國旗的首位製作者貝特西·羅斯（Betsy Ross）。
卡拉司（Karasu，烏鴉）
聲優：草尾毅（日本）；符爽（台灣）
年齡：49歲，生日：9月18日，身高：265公分，星座：處女座，血型：S型，出生地：北海，喜歡的食物：小香腸，討厭的食物：所有雞肉食物，興趣愛好：志願者活動，霸氣：見聞色、武裝色。
革命軍「北軍」軍隊長。懸賞金額：4億貝里。並負責革命軍通信與交通手段。配戴瘟疫面具，穿著黑色羽毛大衣，神態冷峻的光頭男子。平時說話聲音很小，仰賴擴音器和其他人對話，而且忌諱別人取笑他的聲音。與薩波關係較好，常勸導薩波保持冷靜。
超人系「煤灰果實」能力者，可將自己的身軀變成的煤灰塑成烏鴉，使其具有飛行能力及攻擊能力。
初登場時在多雷斯羅薩篇結尾，使用能力變身成烏鴉群，將薩波載回至革命軍的船上並離開多雷斯羅薩。世界會議前夕，和其餘3名軍隊長出面迎擊掠奪魯魯西亞王國的桃鬍子海賊團。世界會議期間，和同為軍隊長的摩利、林德伯格跟隨參謀總長薩波潛入「聖地」馬力喬亞「眾神之地」。世界會議第四天，和同行的革命軍幹部為了拯救已無自我意識且被奴役的巴索羅繆·大熊，與海軍上將藤虎、綠牛交手，之後成功將其救走。
名字由來取自日語的烏鴉。人物原型参考自欧洲中世纪黑死病时期的鸟嘴医生和蜘蛛侠的反派秃鹰 (漫威漫画)以及神兽八咫乌和妖怪乌天狗。
林德伯格（Lindbergh）
聲優：菅沼久義（日本）；符爽（台灣）
種族：貓種純毛族，年齡：37歲，生日：5月21日，身高：149公分，星座：金牛座，血型：F型，出身地：佐烏，喜歡的食物：漢堡排，討厭的食物：曲奇餅乾，興趣愛好：桌遊，霸氣：見聞色、武裝色。
革命軍「南軍」軍隊長。懸賞金額：3億1,600萬貝里。說話帶有日本關西腔的蒂芙尼发色男子。為一名發明家，使用武器為擁有冰凍能力的自製槍械及飛行器。蓓媞稱他為「林德」。
世界會議前夕和其餘3名軍隊長出面迎擊掠奪魯魯西亞王國的桃鬍子海賊團。世界會議期間，和同為軍隊長的摩利、卡拉司跟隨參謀總長薩波潛入「聖地」馬力喬亞「眾神之地」。世界會議第四天，和同行的革命軍幹部為了拯救已無自我意識且被奴役的巴索羅繆·大熊，與海軍上將藤虎、綠牛交手，之後成功將其救走。
人物原型名字取自于美国著名飛行員查爾斯·林白，形象则取自于漫威电影宇宙中星际异攻队成员火箭浣熊。
摩利（Morley，茉莉）
聲優：三宅健太（日本）；孫中台（台灣）
種族：巨人族，年齡：160歲，生日：9月11日，身高：1253公分，血型：F型，星座：處女座，出生地：西海，喜歡的食物：義式溫沙拉，討厭的食物：魚，興趣愛好：卡拉OK、地下散步，霸氣：見聞色、武裝色。
革命軍「西軍」軍隊長。懸賞金額：2億9,300萬貝里。外號為「毛皮的摩利」（Morley of Fur），配戴圓頂風鏡帽，臉型龐大且蓄著鯰魚般鬍鬚，僅穿著迷你裙和泡泡襪的巨人族男子。使用武器為巨型魚叉。有著粗曠的聲音但習慣用女性語氣說話，只要被盯著看就認為對方對他有意思。蓓媞稱他為「地瓜巨人」。
超人系「推推果實」能力者，可將其觸及的地面變成黏土展開攻擊或是限制對手行動，甚至可以在任何地方鑿出隧道。
100年前以兇惡海賊的身份被關押至大監獄推進城，之後利用其能力開鑿隧道並悄悄成功逃獄，當伊娃柯夫囚禁於推進城時在不知情的狀況下利用其遺留下來的隧道創造LEVEL 5.5「新人類樂園」。
世界會議前夕和其餘3名軍隊長出面迎擊掠奪魯魯西亞王國的桃鬍子海賊團。世界會議期間，和同為軍隊長的卡拉司、林德伯格跟隨參謀總長薩波潛入「聖地」馬力喬亞「眾神之地」。世界會議第四天，和同行的革命軍幹部為了拯救已無自我意識且被奴役的巴索羅繆·大熊，與海軍上將藤虎、綠牛交手，之後成功將其救走。
名字的羅馬拼音（Mōrī）與魚叉的日語讀法（銛，Mori）相同和茉莉花。形象则取自于圣经里记载的古代以色列战士参孙和被大卫王击败的巨人歌利亚。

##### 副軍隊長
雷電（Inazuma）
聲優：濱田賢二〈男〉／莊司宇芽香〈女〉（日本）；符爽〈男〉／許淑嬪〈女〉（台灣）；李家傑〈男〉（香港）
年齡：27歲→29歲，生日：8月3日，身高：228公分，星座：獅子座，血型：F型，出生地：南海，喜歡的食物：蒜香烤蝦。
革命軍「G軍」副隊長。也是負責教育組織的教師，為收容的孤兒教育一般知識，被伊娃柯夫稱為革命軍不可或缺的重要成員，也是伊娃柯夫的貼身心腹，對他有著絕對忠誠心。外貌是左半橙右半白的頭髮與跟髮色一樣的雙對色毛衣，手中常拿著酒杯，戴的是3D眼鏡。性格冷靜沉著，經常藉由雌性荷爾蒙變成女性。
超人系「剪剪果實」能力者剪刀人，能將身體的任何一個部位變成剪刀，可以切開任何東西，包括石頭等硬質物體都可以切開像紙一樣使用，但無法剪開人。因此魯夫直接稱他為「螃蟹」。
在推進城LEVEL 5的極寒地獄發現重傷受寒的魯夫和馮克雷，將他們帶回LEVEL 5.5休養，並在魯夫接受了伊娃柯夫的治療後給他一套新衣服。在逃獄時和伊娃柯夫兩人抵擋推進城署長麥哲倫為魯夫爭取逃出去的時間而被麥哲倫擊敗，在魯夫他們與海軍本部交戰時躲藏在伊娃柯夫的頭髮裡，之後利用剪剪果實能力將牆壁切開做了一道通往處刑台的橋。頂點戰爭結束後，與伊娃柯夫和新人類們回到卡馬帕卡王國。
名字來源取自閃電，形象则参考自知名歌手大卫·鲍伊。
阿比留（Ahiru，阿希露）
聲優：下地紫野（日本）；連婉鈞（台灣）
革命軍「東軍」副隊長。是一個茶色長髮、古銅膚色的女性。左手為機械手臂，也是她的武器，頭戴防風眼罩，身穿墨綠色襯衫。
名字來源取自日語讀音的家鴨（Ahiru）。
吉隆（Jiron）
聲優：武虎（日本）；孫中台（台灣）
革命軍「北軍」副隊長。是一個剃光了條紋頭髮的男性。戴著護目鏡形狀的面具及耳機，肩膀上披著一件毛茸茸的披風。名字则取自台湾的基隆市和马来西亚首都吉隆坡。
甘寶（Gambo，東立譯名：匠波）
聲優：山口太郎（日本）；符爽（台灣）
革命軍「南軍」副隊長。是一個圓潤的蛋形男性，有大的新月形鬍子。戴著一頂釘形帽子，格子圖案的工作服。
烏西亞諾（Ushiano，東立譯名：牛亞諾）
聲優：岸尾大輔（日本）；宋克軍（台灣）
革命軍「西軍」副隊長。是一種公牛毛皮族男性，脖子很長，有一對角，四肢瘦，下半身相對較厚。

##### 其他幹部
可亞拉（Koala）
聲優：雪野五月（日本）；詹雅菁、許淑嬪〈童年時期，ep.541～543〉（台灣）；鄭家蕙（香港）
年齡：23歲，生日：10月25日，身高：160公分，星座：天蠍座，血型：F型，出生地：偉大航道「福爾夏特島」，喜歡的食物：八寶粽子，代表動物：無尾熊。
革命軍幹部，魚人空手道代理師父，參謀總長輔佐。外貌有著橘黃色的短髮的女性，穿著連身衣短裙，帶有護目鏡的帽子。
性格溫柔善良，工作能力很強，能出色地完成任務而被夥伴信賴，與薩波關係很好，薩波也很信任她，認為沒有什麼是她不能對付的事。能在薩波下指令完成各種任務，以至於讓薩波無命令可下。但經常被薩波的任性和只聽重點就亂來的行為惹惱，導致她偶爾會有些粗暴，會憤怒地扯薩波的臉，有時會為此遷怒於革命軍的夥伴。
原福爾夏特島的居民，童年時期被人口販子抓去後淪為天龍人的奴隸，8歲時因太陽海賊團首領費雪·泰格大鬧聖地，趁乱和其他的奴隸一同逃出。3年後于某個島上被一同逃出却无力将其送回家乡的奴隸们託付給了太陽海賊團，希望他们能将其送回家乡。由於長期受天龍人虐待的創傷後壓力症候群影響，她對任何人都只能笑臉迎人，舉凡一受到惡意辱罵、壓力加身，或是在突然緊張，不知所措之時會下意識的做出跪地擦拭地板的動作。因當時泰格答應島民要送她回故鄉，加上之後更消除可亞拉背後的奴隸印記，使可亞拉成為太陽海賊團當中唯一人類，在理解到泰格和天龍人有所不同後，她流露出真感情，也恢復開朗樂觀的性格，克服陰影而露出笑容。也逐漸變的願意跟團裡的其他成員親近，而太陽海賊團各成員也相當喜歡她（惡龍除外）。因為當時衣著相當髒兮兮，小八因此特別帶她整理儀容和添購新衣裝給她，得以煥然一新。之後回到家鄉，在臨別前表示一定會跟故鄉的人們訴說魚人的善良，然而在回到故鄉後，村民們卻在可亞拉完全不知情的情況下通報海軍，導致費雪·泰格被圍攻，最後泰格被海軍槍殺而死。
在13歲那年加入革命軍，後來向哈克學習魚人空手道，後來達到代理師父的水準。後來薩波被革命軍所救加入革命軍後，和薩波很合得來並一起度過童年，經常以小隊的形式接觸各種任務，每當薩波偷懶或闖禍時也會教訓他。在妮可·羅賓頂上戰爭後的兩年短暫加入時，與羅賓建立了非常友好的關係，稱呼她為姐姐，並將魚人空手道的部份奧義傳授給羅賓。
與薩波和哈克等革命軍成員前往多雷斯羅薩，調查武器來源，調查途中解決部分唐吉訶德海賊團成員，後前往競技場觀看決賽，比賽結束後接應薩波。在地下交易港內和羅賓重逢後向羅賓擁抱。後在地下交易海港繼續調查武器的來源，發現偽裝成海賊的各個王國的船，並用攝像蟲將拍下標誌作為證據。在薩波為魯夫攔下藤虎和海軍後，相當生氣的教訓薩波。在王宮調查時發現想要追殺魯夫的伯吉斯，並連絡薩波請求支援。圓蛋糕島事件落幕後，閱報得知魯夫等人暗殺「BIG MOM」未遂而大幅提升懸賞額的消息。世界會議期間，與革命軍幹部在卡馬帕卡王國等待潛入「聖地」馬力喬亞的薩波一行人聯絡。
而作者尾田榮一郎曾表示，革命軍的成員們也許都懷有對那個世界的反抗意識，但隨著故事發展，看見現在這個掛著「魚人空手道代理師父」頭銜的可亞拉，就會聯想到她從那時候開始是懷著怎樣的一種心情一直活到現在的。而對尾田來說，可亞拉和荷帝過著的是完全相反的兩種人生，是個具有非常有意義的角色。
名字來源取自英文的無尾熊（Koala）。
巴索羅繆·大熊（Bartholomew Kuma）
聲優（壯年）：堀秀行（日本）；孫中台（台灣）；何偉誠（香港）
聲優（少年）：岡本信彥（日本）；符爽〈少年〉、詹雅菁〈童年〉（台灣）
種族：巴卡尼亞族（混血），年齡：45歲→47歲，生日：2月9日，身高：689公分，星座：水瓶座，血型：X型，出生地：南海「雪葩王國」，喜歡的食物：蜂蜜、鮭魚，代表動物：熊。
「雪葩王國」國民→「瑪麗喬亞」奴隸→「雪葩王國」牧師→「自勇軍」成員→「革命軍」軍隊長→「雪葩王國」國王→海賊「王下七武海」→「瑪麗喬亞」奴隸（已逃脫）。外號「暴君」。懸賞金額：2億9,600萬貝里（成為七武海前→恢復懸賞）。
身材魁梧，外型跟熊相似，常拿著一本封面寫著「BIBLE」疑似聖經的書，是用以判別本尊或複製品（和平主義者）的主要特徵。口頭禪是「要旅行的話，你想去哪裡？」。
超人系「肉球果實」能力者，肉球人，使用者會在雙掌中產生像是熊掌一樣的柔軟「肉球」，可以根據能力者的意思產生出彈開任何東西的力量，彈開物質的速度可根據能力者的意思控制，最高速度甚至能夠到達光速；能彈開的對象包括固體、液體、氣體、疲倦、痛苦、傷害、熱量、砍擊、斬擊波、衝擊波等，也可以將此能力用於高速移動。
前雪葩王國國民，後來因為被發現巴卡尼亞族身分，被政府捉住至瑪麗喬亞當奴隸，與同為奴隸的伊娃科夫、金妮等人脫逃成功來到雪葩王國，回到雪葩王國擔任牧師，與金妮加入多拉格率領的自勇軍，後共同成立革命軍，擔任軍隊長職位，直至金妮病故誕下一名女兒波妮，他成為波妮的養父並退出革命軍，專心為波妮找尋治病的方法，後來引發「一人革命」後，國民推舉成為雪葩王國國王，由於前國王的汙衊成為「暴君」，離開雪葩王國後，被世人冠上惡名成為縱橫跋扈的兇殘海賊，並環遊世界各地找尋為波妮治病的方法，在多拉格的引導下來到未來島蛋頭，與貝卡帕庫博士交易，以為波妮治病及研究大熊身體，創造複製人兵器「和平主義者」，加人政府成為「王下七武海」。是王下七武海之中受到「世界政府」高度重視的成員，他自願成為世界政府的研究對象「活人武器」的試驗品，而負責開發的人是政府的天才科學家Dr.貝卡帕庫。他們曾保留著大熊本人的意識，花了很長的時間來慢慢改造其身體的各部份：開始是手、之後是腳、最後是腦袋。經完全改造後，除了擁有比鋼鐵堅硬的身體，同時搭載「黃猿」的鐳射能力以及對政府唯命是從的行為模式。
初次登場時和同為七武海的唐吉訶德·多佛朗明哥一同到達「聖地」馬力喬亞，與海軍高層進行七武海與海軍會議，討論克洛克達爾從七武海除名的後續安排。
其後大熊奉世界政府之命，到恐怖三桅帆船造訪月光·摩利亞。他甫抵達恐怖三桅帆船時，就遇上培羅娜及其手下的殭屍，當他詢問摩利亞的所在時遭到培羅娜的反抗，因此使用能力將她拍飛。之後他又認出在場的娜美是草帽海賊團的成員，並向她確認魯夫是否有一個哥哥。在遇上摩利亞後，大熊將七武海的新人選告訴他，並表示世界政府擔心又有一名七武海將敗在草帽海賊團手下，提議助拳對付他們，但摩利亞出於驕傲的心理直接拒絕。在摩利亞戰敗後，大熊收到世界政府的指示，要他抹殺草帽海賊團和島上所有目睹摩利亞失敗的人，防止摩利亞失敗的消息洩漏以及保住七武海的名聲。他以壓倒性的力量輕鬆應對眾人的攻擊，並開出「只要交出魯夫的人頭，就可以放過所有人的命」的條件，但被眾人拒絕。遂使出「熊的衝擊」一舉打倒了在場所有人，正要拿走昏倒的魯夫之際，遭到索隆的強烈抵抗；最後大熊接受索隆開出「以命抵命」的條件，以果實能力讓索隆獨力接下魯夫在與摩利亞大戰後積累的所有痛苦和疲勞，之後守諾離開。
本來已經接受海軍本部召集的大熊突然現身夏波帝諸島的12號紅樹，找到正被海軍本部上將「黃猿」、戰桃丸及和平主義者追擊的草帽海賊團，同時阻止和平主義者PX-1的砲擊。被索隆認出時，他對索隆仍然活著亦感到詫異，隨後無視草帽海賊團、黃猿、戰桃丸的訝異和反對，阻止欲繼續追殺魯夫等人的PX-1，接連利用果實能力將草帽海賊團成員分別傳送往不同的地方。在拍飛草帽海賊團期間，大熊曾特地走到雷利身邊，低聲對他說了一番話，並叫雷利相信他。根據雷利在後來在九蛇島上憶述，當時大熊透露自己是革命軍幹部的身份；又解釋因為他與草帽海賊團有緣，想幫助他們逃脫才拍飛他們，其後大熊把拍飛魯夫的方向告訴他，還說自己的時間已經不多。
以七武海的身份奉召到「海軍總部」馬林福特，迎戰前來拯救艾斯的白鬍子海賊團及其旗下來自新世界的海賊團。戰爭期間以「熊的衝擊」重創小歐斯Jr.，並毫無保留地攻擊革命軍的老友伊娃柯夫，使伊娃柯夫感到相當驚訝，此時多佛朗明哥透露大熊在開戰前兩天已被完全改造為「活人武器」和平主義者PX-0，失去自己曾作為人的記憶。頂點戰爭過後，大熊突然出現在夏波帝諸島44號紅樹千陽號停泊的位置；原因是他跟Dr.貝卡帕庫有過約定，要在他完全沒意識的時候將程式設定成讓他到44號紅樹拚死保護千陽號，直至「草帽海賊團」的任何一員回來為止。
頂點戰爭過後兩年，戰桃丸在夏波帝諸島上亦提及，大熊即使被完全改造失去自我意識，但仍持續著許多怪異的行為。最先再次回到千陽號的佛朗基在船邊發現破損不堪的大熊，並從雷利那裡得知大熊在兩年來保護千陽號而受到侵襲者（包括海軍）的嚴重損害，在大熊把船交回他後便功成身退地離開了。
世界會議期間，大熊被身為天龍人的羅茲瓦德聖租借當成奴隸使役，模樣變得相當悽慘。革命軍軍隊長的林德伯格認為這是世界貴族對不聽話的加盟國國王進行的一次“殺雞儆猴”，潛入聖地的革命軍幹部們見到此景象決定伺機救出大熊；而獨自潛入聖地珠寶·波妮見到此景象後留下淚水。世界會議第四天，革命軍參謀總長薩波和軍隊長摩利、卡拉司、林德伯格為了拯救已無自我意識且被奴役的大熊，與海軍大將藤虎、綠牛交手，之後革命軍成功將其救走，使他短暫回歸革命軍總部，然而不久後他又自行折返紅土大陸闖入聖地，被海軍元帥赤犬出面攔截並以絕招「冥狗」重創其頭部，但他隨即逃脫並前往蛋頭島。
參考自歷史人物英國著名的海賊巴沙洛繆·羅伯茨，童年形象参考自政治家二宫金次郎。
吉妮（Ginny，金妮）
聲優：小林由美子（日本）；許淑嬪（台灣）
前任革命軍「東軍」軍隊長。大熊的戀人，珠寶·波妮的親生母親。懸賞金額：1億9,000萬貝里
原奴隸，在諸神峽谷事件，與伊娃科夫、大熊等人脫逃成功來到雪葩王國，與大熊在此定居。對大熊日久生情，期許未來和大熊結婚，但是大熊顧及自己的血統會牽連親近的對象而未答應求婚。
後來被天龍人強虜為妻長達兩年的期間，染上照射自然光肌膚便會結石的不治之症「青玉鱗」並懷上波妮，遭天龍人拋棄，臨死前向革命軍的夥伴們致電，將尚在襁褓的波妮託付給大熊撫養。

#### 其他成員
哈克（Hack）
聲優：廣田行生（日本）；符爽／孫中台〈ep.685〉／陳彥鈞〈SP薩波篇〉（台灣）
種族：骨鰃魚魚人，年齡：38歲，生日：8月9日，身高：280公分，星座：獅子座，血型：F型，出生地：魚人島，喜歡的食物：瓦形煎餅。
革命軍士兵兼武術教師，負責訓練組織收容的孤兒作戰技巧。魚人族的空手道大師，擅長魚人空手道，外號「百段」哈克，秉持武鬥家精神，留著波浪長髮的男子。與吉貝爾是熟交，將吉貝爾視為魚人的希望，認為以拳會友是友好之道。對薩波凡事只聽重點的個性傷透腦筋。
為調查武器來源前往多雷斯羅薩，出席鬥技場的競賽，與之交鋒的對手都不出一拳均敗其手，後看不慣巴特洛馬的藐視戰鬥，用魚人空手道攻擊巴特洛馬未果，反遭後者以屏障果實釋放出的防護罩反彈其攻擊力道，使他的手腕折斷而不支倒地。事後和其餘戰敗選手們被推進堆滿廢棄玩具的處理廠底部，因為砂糖的「童趣果實」而變成狗玩具被迫在玩具之家在做苦工，後由於草帽海賊團和頓達塔族的「SOP」作戰計劃成功而恢復原狀，和可亞拉及薩波會合。
泰利·基爾戴歐（Terry Gilteo）
聲優：不明（日本）；宋克軍（台灣）
革命軍情報管制官，戴著熊造型頭盔，嘴上叼菸的鬍子男。
巴尼·喬（Bunny Joe）
聲優：藤本隆弘（日本）；宋克軍（台灣）
革命軍士兵，頭戴黑帽的捲髮男子。在「勞工之國」龍舌蘭之狼解救羅賓，並以引導其前往巴爾迪可。
莫妲（Moda）
聲優：佐藤聰美（日本）；許淑嬪（台灣）
魯魯西亞王國的居民，在王國附近的小村莊的農場賣牛奶為生的少女，父母皆在海軍食堂擔任採購員。生日6月1日。
曾於扉頁「艾斯的黑鬍子大搜查線」中登場，在河邊救起溺水的艾斯並委託他以送介紹信的方式，將自家的牛奶推薦給海軍G-2支部的古米爾中將，改善了在會議中喝海軍咖啡太苦的問題。後來中將派遣莫坦在海軍食堂工作的父母往農場採購牛奶，她得以和父母重聚。
後於漫畫第904話中正式登場，在桃鬍子海賊團意圖侵略魯魯西亞王國時受到革命軍的鼓舞，與其他居民合力擊退了桃鬍子海賊團。其後參與推翻原王國成功，成為革命軍成功煽動叛亂的八國之一，後被世界政府連同王國的存在一起抹殺，然而她已和一些王國人民出海並倖存下來，由於想要加入革命軍而隨同薩波離開。
雷茲·馬克斯（Raise Max）
劇場版原創角色。

### 杰爾馬66
杰爾馬66（Germa66），別名為「戰爭商人」，成立了300多年，世人以連環畫把杰爾馬66當作惡之一方，因而被世人譽為「邪惡軍隊」，而位於組織頂點的就是賓什莫克家族（Vinsmoke Family）。

由左至右為：約吉士、尼吉士、伊吉士、賈吉士、麗珠

賓什莫克家族為地下世界知名的殺手一族，在從久遠前開始以武力鎮壓並統治北海，並以強大的科學戰鬥部隊獨霸一方；現任當家是香吉士的父親賓什莫克·賈吉士。家族成員的名字都跟數字有關，並以不同顏色作為代號，多數家族成員習慣穿著科技裝置作戰。賓什莫克家的5個孩子皆透過賈吉士「血統因子」的改造基因而成為了超人，除了改造失敗的香吉士，並有著「卷眉毛」的特征。
「杰爾馬王國」是一個沒有固定國土的國家，由數百艘蜗牛船拼湊成一個國土，「杰爾馬66」为此国的军队。國民几乎全數為男性兼士兵，其影響力有資格參加「世界會議」以及足以改變通緝令上的懸賞條件。圓蛋糕島事件中，賓什莫克家的第3子香吉士與四皇BIG MOM的夏洛特家族第35女兒普琳原定為兩大家族協議準備締結政治聯姻的對象，但因兩大家族缺乏互信而破局。圓蛋糕島事件後，已被世界政府褫奪參加「世界會議」的資格。杰爾馬66被刊登在世界經濟報紙上，據說以海軍英雄們的真實事蹟為原型所製作的連環畫故事「大海的戰士索菈」，敘述能在海上漫步的海軍英雄“索菈”，率領夢幻合體機器人及海鷗們對抗邪惡軍團的杰爾馬66，透過杰爾馬66不斷的失敗塑造了海軍強大正義的形象，同時也成為小孩子們很好的洗腦教材，在全世界有非常多粉絲。国家原型参考自纳粹德国首脑阿道夫·希特勒的纳粹德国和没有领土的马尔他骑士团以及电影《星球大战》里的66号密令和日本特摄剧的《超级战队》。
杰爾馬66的戰鬥服耐火防子彈，披風是「盾」，腳後跟有「加速裝置」，腳下有「懸浮裝置」。其交通工具為貓車（Nyasha），是由大型貓類拖行的車輛。

#### 賓什莫克家族
賓什莫克·賈吉士（Vinsmoke Judge）
聲優：堀秀行（日本）；宋克軍（台灣）；黃志明（香港）
年齡：56歲，生日：5月12日，身高：272cm，星座：金牛座，血型：S型，出生地：北海「杰爾馬王國」，喜歡的食物：龍蝦番茄義大利麵。
杰爾馬王國國王兼杰爾馬66統帥，賓什莫克現任當家，香吉士的父親，人稱「迦樓羅」（Garuda）。
頭戴金屬頭盔，長著金黃色長頭髮，身材高大。留有方向斜向上的尖狀黑色鬍鬚，突出的下顎留著小鬍鬚。戰鬥時身穿橙色披風和帶有杰爾馬的“66”標誌的淺灰色戰鬥服，配有白色長手套，帶有“66”標誌的金色腰帶和帶有噴射推進器的黑色戰靴。年青時則沒有配戴頭盔，身穿西裝。
性格高傲，崇尚力量，因此總是不將弱者和部下的生命當回事，冷酷無情。夢想是以「杰爾馬」之名再一次征服整個「北海」。過去與QUEEN、凱薩·克勞恩屬於海外非法研究團隊「MADS」的科學家，並與二人一同大量生產殺戮兵器。與Dr.貝卡帕庫進行兵器的研究，但發現「血統因子」對人的應用，被稱「生命設計圖」。在貝卡帕庫被捕後，成功擺脫了海軍的追捕，獨自一人進行「複製」與「改造」研究，成功「複製」科學戰鬥部隊杰爾馬66的士兵與「改造」香吉士除外的其餘4名兒女，原本預定將尚在妻子索菈腹中的4胞胎進行移除情感的目的，但因為索菈的堅持喝下毒藥，只有香吉士留住了情感。在妻子索菈逝世後，認為香吉士是害死索菈的兇手，因此開始用十分惡劣的態度對待香吉士並視其為家族之恥。
過去曾引發「斬殺北海四國」大事件，將北海四國之主頭顱斬下，並將此事件繪製巨畫作為紀念。為了再次征服北海，甘願放棄『世界政府』所屬的加盟國地位，主動向「BIG MOM」提出政治聯姻，借助其身為四皇的力量征服北海。但因為知道夏洛特家族的壓抑氣氛，不希望其他兒子去做夏洛特家族的女婿，因此決定將被視為家族之恥的香吉士作為聯姻的工具。在帶領杰爾馬來到萬國期間和香吉士打了一場，本來雙方勢均力敵，但因賈吉士用部下當肉盾使得香吉士遲疑，令賈吉士取勝。隨後他用炸彈手環和哲普的性命威脅香吉士不准離開，與家族用餐時議論杰爾馬王國的改變與實力的擴大，目睹香吉士和魯夫的“了斷之戰”後繼續入城，和BIG MOM一同共進午餐兼參觀萬國，但對麗珠遭偷襲重傷一事渾然不知情。
其後參加了香吉士與夏洛特家普琳的婚禮茶會，然而開始不久賓什莫克家族即被BIG MOM的長子裴羅斯培勒以糖漿限制行動，還被BIG MOM的子女們包圍並持槍威脅。賈吉士震驚自己遭到背叛之餘，表示相當信任BIG MOM，認為惡之世界也應該有仁義存在，反觀兒子們早已無情感，伊吉士更嘲笑其過於難堪。魯夫等人破壞茶會的計畫成功後，夏洛特家族成員悉數被BIG MOM的怪吼影響而限制行動，香吉士等人趁機將其救下。在娜美等部分人員被抓時，賈吉士雖對香吉士指示自己幫助魯夫等人的舉動不滿，仍隨同兒女更換戰鬥服變身救下娜美等人加入戰局。其後與魯夫等人進培基的城堡內暫時躲避夏洛特家族的攻擊，得知香吉士救助家族的理由，約定往後絕不侵犯東海，並協助魯夫等人爭取時間從婚宴現場脫困以償還人情，同時試圖和BIG MOM做了斷，但被擊敗，後因玉手箱炸裂引發蛋糕城堡崩塌，被趁亂救走。其後偕同兒女啟動杰爾馬66的艦隊迎擊BIG MOM海賊團，與前將星史納克交戰。
後與麗珠、伊吉士回到杰爾馬王國，並派兩人重回蛋糕島救出尼吉士和約吉士。在凱薩跟著來到杰爾馬王國時，因私人恩怨一度和凱薩打起來，後來和凱薩察覺到貝卡帕庫是他們過去的絆腳石，於是組成同盟成立「NEO MADS」。
角色原型為背景和身份都是谜团的圣日耳曼伯爵。名字「Judge」為英文裡的法官。外号迦楼罗取自于佛教所记载天龙八部里食龙娜迦的大鸟大鹏以及西游记里狮驼岭三妖之一的金翅大鹏鸟。

牆壁
命令杰爾馬66的士兵擋在面前，作為人牆擋住子彈或是對手的攻擊。
電磁震爆風
在杰爾馬家族製作的高科技的靴子上產生高壓電流，蓄積於腳部後向對手的要害踢擊，此招會帶給對手物理打擊和電擊兩大傷害。
電磁矛衝
在杰爾馬家族製作的高科技的矛上蓄積高壓電流，再一口氣放射出去將對手擊飛。
爆射飛踢
在杰爾馬家族製作的高科技的靴子後方噴射出高壓能量，產生爆炸性的威力後高速踢向對手，能夠帶給對手強大的傷害。
賓什莫克·索菈（Vinsmoke Sora）
聲優：山本百合子（日本）；許淑嬪〈ep.804〉→詹雅菁〈ep.819〉（台灣）
生日：7月9日，星座：巨蟹座，出生地：北海「杰爾馬王國」。
杰爾馬王國王妃，香吉士的母親兼促成其追尋廚師夢想的關鍵人物，現已病故，於香吉士的回憶裡登場。與繪本杰爾馬66對立的大海英雄的「天空」（索菈）同名。外型美麗，留著過頸金色短髮，個性賢淑開明，間接影響香吉士培養成體貼他人的個性。
在得知丈夫欲將自己的孩子們改造成沒有情感的戰鬥機器，不惜背著賈吉士服用能夠讓被操控過的血統因子產生影響的劇藥，結果導致自己的身體受藥物影響變得衰弱，所產下的4胞胎裡只有香吉士因此保住了情感。多年前因為患病不久人世時，香吉士為了照顧母親而特地親自下廚，將烹調好的料理交給女僕試吃，當女僕嫌棄香吉士的料理難以下嚥時，她仍高興的開口稱讚香吉士的料理相當美味，以至於香吉士為了看見母親的笑容開始學習廚藝，和麗珠是家族中會關心香吉士的家族成員。
賓什莫克·麗珠（Vinsmoke Rage）
聲優：根谷美智子（日本）；許淑嬪（台灣）；周恩恩（香港）
年齡：24歲，生日：11月30日，身高：175公分，星座：射手座，血型：F型，出生地：北海「杰爾馬王國」，喜歡的食物：熱熱海的鎧甲毒魚、蘋果。
杰爾馬王國公主，賓什莫克家長女，香吉士的姐姐。杰爾馬66「粉紅劇毒」（Poison Pink）。
留著覆蓋右眼的中長髮，左眉左旋，戴著耳罩，穿著杰爾馬科技特製的粉色形狀記憶鎧甲搭配蝶翼形狀的披風，雙腿個別有「6」的刺青的美女，腳穿的靴子能飛天或走在水面上。與弟弟們透過父親「血統因子」的改造基因而獲得了超人般的身體，連髮色都受到影響而異變為粉紅色。已知擁有特殊的抗毒體質，可吸食毒素，作戰時擅長運用劇毒攻擊對手。童年時期已經擁有徒手拉開監獄欄杆的力量。性格善良且善解人意，樂於助人，時常為他人著想，舉手投足大方得體且優雅有禮，擅於交際但有時很愛面子。為5姊弟裡和香吉士同為有保留情感的成員，但不能反抗父親的命令，同時受家族的影響，她在某些情況下仍得表現出冷酷的態度。私底下對於自己的父親與香吉士除外的弟弟們無法苟同，認為父親是導致弟弟們麻木不仁且不能被當成人類看待的罪魁禍首。
童年時期雖未像其他弟弟們被父親改造成沒有感情的戰鬥機器，但仍被父親改造成無法違反父親命令的性格。由於害怕自己倘若不取笑香吉士也會因此被欺負，使其表面上旁觀取笑被其餘兄弟欺負的香吉士，但暗地裡相當關心他，甚至幫助他逃離監禁，讓他離家去追尋自己的夢想。
初登場時便從魯夫之口吸食消化其誤嚐的魚皮之毒，向魯夫等人等人提議裝作沒碰過面這回事，待人處事的方式比起四弟約吉士較為成熟。與約吉士回到「杰爾馬王國」後與香吉士再會，認為13年未見的香吉士過於冷漠，還要他享受自己的王族血脈。在與家族用餐時議論杰爾馬王國的改變與擴大實力。用餐因弟弟尼吉士挑食而與香吉士吵架一樣只是旁觀，對香吉士對待廚師長珂婕特的行為感到相當紳士極為稱讚。
香吉士被其他兄弟打傷後出來用面膜掩蓋了香吉士的傷，和其他家族成員一起護送香吉士入城。目睹了為了保護夥伴立場的香吉士對魯夫說出不想回去的話並與魯夫開戰的場面保持了沉默，入城後和BIG MOM一同共進了午餐兼參觀托特蘭。後因為得知BIG MOM的陰謀被夏洛特普琳擊敗，被抓到普琳的房間兼被竄改（消除）遭設局重傷的記憶，全滅賓什莫克家族的計劃被香吉士偷聽到。療傷期間被香吉士告知遭普琳竄改記憶的真相，遂向香吉士透露當年母親為守護香吉士所作的犧牲和暗地調換控制引爆手環的實情，認為杰爾馬66已經變成徒剩虛名且無須留存世間的邪惡存在，希望香吉士能夠自行跟著草帽海賊團逃離。
參加家族與香吉士與夏洛特家普琳的婚禮茶會，在婚宴開始計畫中，由於魯夫等人搗亂等待BIG MOM發瘋的期間，BIG MOM的長子裴羅斯培勒已先下手束縛賓什莫克家族，被BIG MOM的子女們包圍限制並持槍威脅。其後魯夫等人搗亂計畫成功的讓BIG MOM發瘋，夏洛特家族成員也全數被BIG MOM的怪吼擊倒，隨後被香吉士、喬巴、娜美一行人救下。由於魯夫等人計畫失敗導致娜美等部分人被抓，窮途末路之時，隨同家族成員更換戰鬥服變身加入了戰場，其中麗珠用毒攻擊了抓住娜美的斯姆吉。之後與魯夫等人進培基的城堡內暫時躲避夏洛特家族的攻擊，協助魯夫等人爭取時間從婚宴現場脫困。後因玉手箱炸裂蛋糕城堡崩塌，眾人逃走。後回到杰爾馬王國，將夏洛特家族的追兵10,000人全部擊潰，啟動戰艦前往可可島。和弟弟們一起掩護香吉士和魯夫從島上撤退，擊潰了準備向香吉士和魯夫發射催淚瓦斯彈的雜兵。
後與父親賈吉士、弟弟伊吉士回到杰爾馬王國，接著與伊吉士一起秘密潛入蛋糕島，救出約吉士與尼吉士。
名字「麗珠」的「麗（レイ、Ra）」是日語中「0」的讀音。

吸收毒素
由杰爾馬高科技賦予基因後得到的力量，能吸收強烈的毒素，背後蝴蝶翅膀的造型披風會打開。
釋放毒素
在使用體術攻擊的同時釋放出劇毒侵蝕對手。
桃色毒箭
從嘴裡吐射出大量箭狀毒液攻擊敵人。招式名字取自于大黄蜂和马蜂。
賓什莫克·伊吉士（Vinsmoke Ichiji）
聲優：杉山紀彰／鈴木真仁〈幼年時期〉（日本）；宋克軍／連婉鈞〈幼年時期〉（台灣）
年齡：21歲，生日：3月2日，身高：186公分，星座：雙魚座，血型：S型RH陰性，出生地：北海「杰爾馬王國」，喜歡的食物：草莓、威士忌。
杰爾馬王國王子，賓什莫克家長男（四胞胎兄弟），香吉士的大哥。杰爾馬66「赤紅電火」（Sparking Red）。
與姊弟們透過父親「血統因子」的改造基因而獲得了超人般的身體，連髮色都受到影響而異變為赤紅色。已知擁有火的能力。同時並不會感到「可憐和悲傷」的情感，是家族中最沒殘留情感的人。右側留著大長翹髮且覆蓋右眼，左眉左旋，右臂有「1」字的刺青。身穿的戰鬥服是杰爾馬科技特製的形狀記憶鎧甲，戴著墨鏡、紅色戰鬥緊身服搭配白披風，披風標誌為「1」，特製白手套和腰帶，腳穿的靴子能飛天或走在水面上。性格非常高傲且冷血無情，視人命為草芥。具有王者氣質，為人嚴謹，膽大心細。以任務至上，同樣好色程度不亞於香吉士。
在童年時期的回憶中常與自己的兄弟欺負香吉士，把香吉士視為家族中的吊車尾，就連父親也視若無睹。曾經阻止香吉士給人做飯，認為他是王族的恥辱。
初登場時與二弟尼吉士在西蘭花島中，僅用了4小時便解決了當地持續了兩年的戰爭，並負責戰鬥。曾表示想快點見到香吉士。回到杰爾馬王國總部，在與家族用餐時議論杰爾馬王國的改變與擴大實力。用餐因弟弟尼吉士挑食而與香吉士吵架，香吉士表明自己的價值觀與家族截然不同，其對香吉士所說的話感到不理解，認為王族有王族應有的道理，而香吉士才是不一樣的人。後來陪同弟弟尼吉士去杰爾馬士兵工廠，聲稱歡迎香吉士回來，要再來一次決定兄弟們的實力排序，同時告知香吉士是個失敗作品。目睹了香吉士和魯夫的“了斷之戰”繼續入城，全程為嚴肅的神情看待。和BIG MOM一同共進午餐兼參觀托特蘭，對麗珠遭襲重傷一事渾然不知情。
參加家族與香吉士與夏洛特家普琳的婚禮茶會，在婚宴開始計畫中，由於魯夫等人搗亂等待BIG MOM發瘋的期間，BIG MOM的長子裴洛斯培勒已先下手束縛賓什莫克家族，被BIG MOM的子女們包圍限制住並持槍威脅，嘲諷因無法實現理想而痛哭不已的父親處境過於難堪。魯夫等人搗亂計畫成功的讓BIG MOM發瘋，夏洛特家族成員也全數被BIG MOM的怪吼擊倒，隨後被香吉士、喬巴、娜美一行人救下。由於魯夫等人計畫失敗娜美等部分人被抓，後隨同家族成員更換戰鬥服變身加入戰局，伊吉士痛毆企圖用糖果攻擊的裴洛斯培勒。之後與魯夫等人進培基的城堡內暫時躲避夏洛特家族的攻擊，協助魯夫等人爭取逃離婚宴現場的時間。之後為幫助凱薩等人逃跑而出手阻擋卡塔克利，但是被卡塔克利輕鬆擊敗。後因玉手箱炸裂蛋糕城堡崩塌，眾人逃走。後回到杰爾馬王國，將夏洛特家族的追兵10,000人全部擊潰與啟動戰艦。為幫助魯夫和香吉士脫困前來援助，歐本聽到卡塔克利被打敗怒火中燒，正準備砍向魯夫時，伊吉士出現將歐本打傷。
後與父親賈吉士、姐姐回到杰爾馬王國，接著與麗珠一起秘密潛入蛋糕島，救出約吉士與尼吉士。
名字「伊吉士」的「伊（イチ、Ich）」是日語中「1」的讀音。

牆壁
命令杰爾馬66的士兵擋在面前，作為人牆擋住子彈或是對手的攻擊。
火花幻擊
以單手部釋放出火焰給予對方重擊。
火花幻擊·Double
動畫原創，火花幻擊的延伸技能。以雙手部釋放出火焰給予對方重擊。
火花光拳
眼睛發射強烈的光芒屏蔽敵人的視線，同時打出多發足以貫穿人體的光拳。招式名字取自于北欧神话里的女武神瓦尔基里和纳粹德国应对国内动乱动员的行动方案瓦尔基里计划的拟音。
混色潰擊
與尼吉士和約吉士的合體技，三人同時聚集力量一瞬間攻擊目標。
賓什莫克·尼吉士（Vinsmoke Niji）
聲優：宮內敦士／三田友子〈幼年時期〉（日本）；符爽／許淑嬪〈幼年時期〉（台灣）
年齡：21歲，生日：3月2日，身高：185公分，星座：雙魚座，血型：S型RH陰性，出生地：北海「杰爾馬王國」，喜歡的食物：藍莓、蘇格蘭威士忌。
杰爾馬王國王子，賓什莫克家次男（四胞胎兄弟），香吉士的二哥。杰爾馬66「深藍電擊」（Blitz Blue）。
與姊弟們透過父親「血統因子」的改造基因而獲得了超人般的身體，連髮色都受到影響而異變為深藍色。已知擁有帶電的體質，以及隱形的能力。同時並不會感到「可憐和悲傷」的情感，但似乎還殘留一點點的情感。留著一個飛機頭且覆蓋右眼，雙眉左旋。身穿的戰鬥服是杰爾馬科技特製的形狀記憶鎧甲，戴著防護鏡與耳罩通訊器、藍色戰鬥緊身服搭配黑披風，披風標誌為「2」，特製黃手套和腰帶，腳穿的靴子能飛天或走在水面上。武器為光速之剑。性格冷酷無情，高傲自負。不懂得節約糧食和尊重女人。性情略為暴躁，容易因為一點小事而動怒，但是相比起伊吉士來說他還算通情達理。出手十分兇殘狠毒，似乎喜歡朝對方臉部攻擊，嚴重者甚至到幾乎被毀容的地步。同樣好色程度不亞於香吉士，但是會對女性出手。
在童年時期的回憶中常與自己的兄弟欺負香吉士，把香吉士視為家族中的吊車尾，就連父親也視若無睹。
初登場時與大哥伊吉士在西蘭花島中，僅用了4小時便解決了當地持續了兩年的戰爭，並負責收錢。現在已回到杰爾馬王國總部，對香吉士沒出來迎接他們而不滿。在與家族用餐時議論杰爾馬王國的改變與擴大實力。用餐時因挑食而與香吉士吵架，為宣洩情緒而將廚師長珂婕特叫來，將盤子扔向她的臉，但被香吉士及時阻止。對香吉士撿起掉在地上的食物，感到不理解很噁心，便向香吉士踢了過去但被父親阻止。翌日早晨為宣洩脾氣遂將珂婕特毆打成傷，令香吉士為之動怒。後來陪同伊吉士去杰爾馬士兵工廠，挑釁香吉士而被他踹傷臉部，隨後在反擊中將香吉士毆成重傷。目睹香吉士和魯夫的“了斷之戰”繼續入城，全程嘲笑著魯夫。和BIG MOM一同共進午餐兼參觀托特蘭，對麗珠遭襲重傷一事渾然不知情。
參加家族與香吉士與夏洛特家普琳的婚禮茶會，在婚宴開始計畫中，由於魯夫等人搗亂等待BIG MOM發瘋的期間，BIG MOM的長子裴洛斯培勒已先下手束縛賓什莫克家族，被BIG MOM的子女們包圍限制並持槍威脅，笑看家族完全被蒙在鼓裡的事實。魯夫等人搗亂計畫成功的讓BIG MOM發瘋，夏洛特家族成員也全數被BIG MOM的怪吼擊倒，隨後被香吉士、喬巴、娜美一行人救下，並遞上了戰鬥服。由於魯夫等人計畫失敗娜美等部分人被抓。後隨同家族成員更換戰鬥服變身加入了戰場，其中尼吉士用電擊對付歐本，救下了喬巴。與魯夫等人進培基的城堡內暫時躲避夏洛特家族的攻擊，協助魯夫等人爭取時間從婚宴現場脫困。戰鬥中父親被BIG MOM擊敗，前去救父親，但被BIG MOM擒獲。後因玉手箱炸裂蛋糕城堡崩塌，眾人逃走。後回到杰爾馬王國，將夏洛特家族的追兵10,000人全部擊潰，然後偽裝成夏洛特家族的其中一個追兵並假借告知蒙德爾戰況，讓夏洛特家族的成員們誤認為杰爾馬王國已經淪陷了，隨後便啟動戰艦前往可可島。香吉士帶著魯夫逃走時被敵人從地上射擊差點被擊中，遂以極快的速度將香吉士和魯夫帶離險境，以手上的劍快速斬殺地上的雜兵，將香吉士扔向了千陽號。
後證實與弟弟約吉士一同被捕並被夏洛特·蒙德爾囚禁在書本中，更被普琳痛毆；與約吉士差點變成人體實驗材料之際，被秘密潛入蛋糕島的麗珠和伊吉士救出。
名字「尼吉士」的「尼（ニ、Ni）」是日語中「2」的讀音。

隱形
可將自己的身體隱形。不需戰鬥服就能使用這招。
聲音模仿
杰爾馬高科技鎧甲所賦予的特殊能力，用手抓住別人喉嚨，能透過電流模仿該人聲音。
起電刺針
用膝蓋快速攻擊對方身體，在擊中的同時釋放出大量針狀電流將對手擊暈。不需戰鬥服就能使用這招。招式名字取自于美国的物理学家约瑟夫·亨利和电感的单位亨利H的拟音。
起電光劍
將電流傳輸到自己的光速之劍上，利用此劍，配合自身超高速的移動斬殺敵人。
混色潰擊
與伊吉士和約吉士的合體技，三人同時聚集力量一瞬間攻擊目標。
賓什莫克·香吉士（Vinsmoke Sanji）
聲優：平田廣明／大谷育江〈幼年時期〉（日本）；孫中台／連婉鈞〈幼年時期〉（台灣）
年齡：21歲，生日：3月2日，身高：180公分，星座：雙魚座，血型：S型RH陰性，出生地：北海「杰爾馬王國」。
杰爾馬王國王子，賓什莫克家三男（四胞胎兄弟），杰爾馬66「漆黑隱伏」（Stealth Black）。
現為草帽海賊團的廚師。因為血統因子改造失敗所以與父母相同髮色。當香吉士穿著戰鬥服的時候，特殊能力為「隱形」，右側梳著大長翹髮且覆蓋右眼，戴著墨鏡耳罩、繫著領巾，嘴巴被面罩遮住，身穿黑色戰鬥緊身服搭配黑披風，披風標誌為「3」，特製白手套和腰帶，腳穿的靴子能飛天或走在水面上。
名字「香吉士」的「香（サン、San）」是日語中「3」的讀音。
賓什莫克·約吉士（Vinsmoke Yonji）
聲優：津田健次郎／粗忽屋武藏野店〈幼年時期〉（日本）；符爽／詹雅菁〈幼年時期〉（台灣）
年齡：21歲，生日：3月2日，身高：194公分，星座：雙魚座，血型：S型RH陰性，出生地：北海「杰爾馬王國」，喜歡的食物：豌豆。
杰爾馬王國王子，賓什莫克家四男（四胞胎兄弟），香吉士的弟弟。杰爾馬66「綠色絞盤」（Winch Green）。
與兄姊們透過父親「血統因子」的改造基因而獲得了超人般的身體，連髮色都受到影響而異變為草綠色。已知體質能力是機械化，可以改變四肢的外型並擁有強大怪力。同時並不會感到「可憐和悲傷」的情感，但似乎還殘留一點點的情感。留著向後梳的尖髮尾短髮，雙眉左旋。身穿的戰鬥服是杰爾馬科技特製的形狀記憶鎧甲，戴著防護鏡與耳罩、綠色戰鬥緊身服搭配黑披風，披風標誌為「4」，特製綠手套和腰帶，腳穿的靴子能飛天或走在水面上。相當不近人情，其性格好色狂傲、衝動、魯莽、固執，有些調皮，相比起其他兄弟，其心智相當幼稚。同樣好色程度不亞於香吉士，第一眼看到娜美就露出花痴般的表情。
在童年時期的時候與自己的兄弟欺負香吉士，把香吉士視為家族中的吊車尾，就連父親也視若無睹。大多都是抱著看戲看著哥哥們欺負香吉士。
和大姊麗珠偶遇魯夫等人發生衝突，被麗珠及時制止，而他還一度對娜美產生好感。與麗珠回到「杰爾馬王國」後與香吉士再會，不久後用「老方法」（幼年時期的霸凌）說服香吉士去結婚，因而發生衝突但輸給對方，對於自己敗給香吉士感到不甘和恥辱。和家族用餐時議論杰爾馬王國的改變與擴大實力。隔天早上帶著香吉士進入製造杰爾馬士兵工廠，說明父親的過往和杰爾馬的理念。目睹香吉士和魯夫的“了斷之戰”繼續入城，全程嘲笑著魯夫。和BIG MOM一同共進午餐兼參觀托特蘭，對麗珠遭襲重傷一事渾然不知情。
參加家族與香吉士與夏洛特家普琳的婚禮茶會。在婚宴開始計畫中，由於魯夫等人搗亂等待BIG MOM發瘋的期間，BIG MOM的長子裴洛斯培勒已先下手束縛賓什莫克家族，被BIG MOM的子女們包圍限制行動並持槍威脅。夫等人搗亂計畫成功的讓BIG MOM發瘋，夏洛特家族成員也全數被BIG MOM的怪吼擊倒，隨後被香吉士、喬巴、娜美一行人救下，並遞上了戰鬥服。由於魯夫等人計畫失敗娜美等部分人被抓。後隨隨同家族成員更換戰鬥服變身加入了戰場，其中約吉士制伏代佛克的魔人，救下了凱洛特。之後與魯夫等人進培基的城堡內暫時躲避夏洛特家族的攻擊，協助魯夫等人爭取時間從婚宴現場脫困。戰鬥中父親被BIG MOM擊敗，前去救父親，但被BIG MOM擒獲。後因玉手箱炸裂蛋糕城堡崩塌，眾人逃走。後回到杰爾馬王國，將夏洛特家族的追兵10,000人全部擊潰，啟動戰艦前往可可島。為掩護香吉士和魯夫從島上撤退，擋住並擊敗夏洛特家的尤恩。
後證實與哥哥尼吉士一同被捕並被夏洛特·蒙德爾囚禁在書本中，更被普琳痛毆；與尼吉士差點變成人體實驗材料之際，被秘密潛入蛋糕島的麗珠和伊吉士救出。
名字「約吉士」的「約（ヨン、Yon）」是日語中「4」的讀音。

卷力斷頭
將手變成起重機，並迅速地緊緊扣住對方的脖子加以高速旋轉，能波及四周的人和建築。名字取自于刑具断头台和发明断头台的法国刽子手夏尔·亨利·桑松和法国大革命时期被断头台斩首的法国革命家乔治·雅克·丹东。
混色潰擊
與伊吉士和尼吉士的合體技，三人同時聚集力量一瞬間攻擊目標。

#### 杰爾馬國民
複製士兵軍隊（Clone Army）
複製士兵全部都是賈吉士應用Dr.貝卡帕庫「血統因子」的「生命設計圖」而造出來的複製人。只需花5年時間，即可創造1名20歲的士兵。
科學研究員
聲優：川原慶久（日本）；孫中台（台灣）
杰爾馬科學研究員。過去曾與賈吉士研究「血統因子」造人的應用科學研究員，曾治療被香吉士打傷的約吉士。
珂婕特（Cosette）
聲優：鈴木真仁（日本）；詹雅菁（台灣）
杰爾馬王國料理廚師長，留著齊瀏海長髮和面有雀斑的年輕女子。生日5月2日。
因尼吉士挑食而被香吉士要求吃完感到憤怒而叫了過來，差點被尼吉士吃剩的盤子砸到臉，但被香吉士截住盤子而毫髮無傷。後香吉士拾起食物評論起它的營養與調味，讚美了珂婕特，珂婕特聽了香吉士的話感動的哭了出來。翌日早晨，香吉士在角落發現並抱起遍體鱗傷的珂婕特，約吉士出現告知動手的人正是尼吉士。
名字由來取自音樂劇《悲慘世界》的女主角珂賽特（Cosette）。
愛波寧（Époni）
聲優：粗忽屋所澤店（日本）；詹雅菁（台灣）
杰爾馬王國女僕，負責照顧香吉士母親，留著黑髮，寬臉、鷹勾鼻的中年女士。當童年時期的香吉士端著親製的料理冒雨探望母親，卻不慎在雨中跌倒導致料理打翻時，雖擔心香吉士的母親食用料理導致身體不適，仍因為好奇心而試吃其製造的料理而險些昏厥。後來香吉士的母親請求親自品嘗並高興地稱讚香吉士親製的料理，令愛波寧感到震驚。
名字由來取自音樂劇《悲慘世界》的女配角爱波寧。

### 世界經濟新聞社
摩甘茲（Morgans）
聲優：加瀨康之（日本）；宋克軍（台灣）
年齡：53歲，生日：7月14日，身高：305cm，星座：巨蟹座，血型：XF型，出身地：偉大航路，喜歡的食物：爆米花。
世界經濟新聞社社長，地下社會界的帝王之一，新聞社本部是一艘由鸟类拉动的热气球蓬顶船只。外號「大新聞」（Big News）。擁有靈通的情報網，專門透過操控新聞報導達到操控群眾的目的（自称有時是用谎言鼓动读者的文字DJ）。為人守財如命及轻浮夸张，擅长炒热气氛，但十分重視自身所操專業，具有高专业水平和灵敏新闻触觉，即便政府官員要求封鎖重要的新聞訊息也不為所動。
穿著紳士風格衣裝的白色鳥人，是動物系「鳥鳥果實 信天翁型態」能力者，能變身為信天翁，平時都只以人獸型態示人。
和杰爾馬66有著密切往來，受邀參加BIG MOM海賊團和杰爾馬66聯姻婚宴，稱呼BIG MOM為「マミーゴ」。在婚宴上見證魯夫和培基的暗殺同盟搗亂婚宴並對抗BIG MOM海賊團，準備將事發經過寫成報導。在絲媞希攻擊路菲德欲取走玉手箱時，被絲媞希發現兼要求將路菲德報導成奪取玉手箱的犯人，請求絲媞希出示玉手箱裡的物品以便拍照記錄，結果因為玉手箱不慎墜落並引爆而未能如願。事後從絲媞希口中得悉玉手箱從魚人島落入「BIG MOM」手裡的經過，和絲媞希搭乘小型飛船離開圓蛋糕島，期許魯夫等人成功逃離「BIG MOM」的追擊，看到草帽海賊團與火戰車海賊團的表現之後，預言新一代的海賊王將會出現在最惡劣世代之中，之後在其撰稿的新聞中將魯夫譽為第5位「海上皇帝」。
為取材報導世界會議而前往「聖地」馬力喬亞，著迷於跟隨父兄出席世界會議的白星的出眾外貌。當他听到卡普和史泰利王短暫對話時決定將哥雅王國的相關人士列為報導題材之一。世界會議過後，他拒絕了世界政府欲封鎖重要消息而提出的支票賄賂，還出手收拾了偽裝成「火焰小拍拍」潛入報社企圖要威脅他的CP官員，接著他命令部屬搬遷本部撤离，同時接獲来自瓦波爾國王通知关于情报泄露的電报。最后他把政府企图抹杀消息失败事件在内，集結了国王们讨论结果「王下七武海制度废除」和会后发生的事件（死人及杀人未遂）一并通过世经报纸向全世界各地人民公开。
和之國事件後，他取材報導「百獸」海道和BIG MOM兩位四皇戰敗的事散發給世界各地，並將魯夫和巴其譽為取代前兩者的新四皇人選。
蛋頭篇中，選寫了「新任四皇的魯夫挾持了貝卡帕庫」的新聞，但此舉讓薇薇公主感到極度不滿，但摩甘茲回應道報紙就是要取悅他人且真假什麼的都不重要。
名字则取自于亚瑟王故事里的魔女摩根勒菲和摩高斯，形象则取自于古埃及的智慧神图特和荷鲁斯。
火焰小拍拍（Attach）
聲優：增谷康紀→松山鷹志（日本）；孫中台（台灣）
前海軍本部寫真部懸賞單攝影師，本名「立可拍」，在以攝影師身份活動時，外型是名個頭矮小、嘴邊留有壹圈鬍鬚的男子。人稱「火焰拍照俠」的他在任何地方都可以拍下犯人的長相，語尾總會加一句「FIRE」。
但是他在拍攝香吉士懸賞照時忘了將鏡頭蓋拿下來，結果拍出來的是全黑照片，使他只得將香吉士的懸賞用手畫出來，但是此次事件卻間接造成飛魚騎士團首領迪巴魯遭到誤認追捕，也導致迪巴魯初期對香吉士抱持極度的恨意。
雖然最後被海軍本部炒魷魚，但幸運地被世界經濟新聞社社長摩甘茲收為自己的部下，他亦持續認真執行拍攝工作。世界會議篇前往聖地馬力喬亞取材記錄，被白星出眾的容貌所吸引，有意特別為她設置專門採訪專題，同時對摩根斯著迷於白星的反應感到吃驚。在世界會議過後被CP諜報人員偽裝。
伊亞內努·奇諾德（Iyan'eno Chinode）
聲優：天希花音（日本）；連婉鈞（台灣）
年齡：24歳。世界經濟新聞社記者。
蛋頭篇中，將衣服借給從世界會議逃亡至新聞社的薇薇公主穿。

### 地下社會界
地下社會界是世界政府無法控制的走私和陰暗交易組織，主要活動於在新世界。
絲媞希（Stussy）
地下社會界的帝王之一，風化街女王（Queen of the Pleasure District），真實身分是「CP0」諜報員。受邀參加BIG MOM海賊團和杰爾馬66聯姻婚宴的賓客，稱呼BIG MOM為「莉莉」。據路菲德所說，雖然容貌、身型姣好但實際上已經有一定歲數。
路·菲德（Du Fled）
聲優：松山鷹志（日本）；孫中台（台灣）
生日：12月29日，星座：摩羯座。
地下社會界的帝王之一，高利貸王（Loan Shark King），外號「福神」（God of Fortune）。身材高壯，梳著雙色背頭，穿著綴毛大衣的男子。過去，曾作為贊助人支持貝卡帕庫所領導的非法科學研究團隊「MADS」。受邀參加BIG MOM海賊團和杰爾馬66聯姻婚宴，在婚宴上見證魯夫和培基的暗殺同盟搗亂婚宴並對抗BIG MOM海賊團，趁亂企圖打開玉手箱謀取其中珍寶，但BIG MOM吼叫的風壓吹走玉手箱，後被絲媞希趁亂用飛指槍打穿身體殺害，並栽贓嫁禍。名字则取自于美国股神巴菲特，形象则取自于美国富豪埃隆·马斯克。
藥王·皮克洛（Drug Peclo，德拉古·派克洛）
聲優：增谷康紀（日本）；孫中台（台灣）
生日：9月29日，星座：天秤座。
地下社會界的帝王之一，大牌葬儀社巨頭（Major Undertaker），配戴面具，隨身攜帶大鐮刀的男子，獨特笑聲是「唂嘰唂嘰」。受邀參加BIG MOM海賊團和杰爾馬66聯姻婚宴，被路菲德質疑受邀婚宴的理由感到不滿，隨後因為絲媞希出面緩頰才未釀成衝突，在婚宴上見證魯夫和培基的暗殺同盟搗亂婚宴並對抗BIG MOM海賊團。形象则取自于月光光心慌慌系列电影里的杀手迈克迈尔斯和十三号星期五系列电影里的不死杀手面具杰森魔以及猛鬼街里的梦境杀人魔弗莱迪·克鲁格。
基伯松（Giberson）
聲優：福原耕平（日本）；宋克軍（台灣）
生日：8月14日，星座：獅子座。
地下社會界的帝王之一，倉庫業界老字號業者，外號「隱匿師」（The Concealer），留著翹鬍子，身穿條紋西裝，喜歡喝酒的尖鼻年長男性。受邀參加BIG MOM海賊團和杰爾馬66聯姻婚宴，對摩甘茲視聯姻為大新聞一事不以為然，在婚宴上見證魯夫和培基的暗殺同盟搗亂婚宴並對抗BIG MOM海賊團。
烏米特（Umit）
聲優：藤原貴弘（日本）；符爽（台灣）
生日：9月23日，星座：處女座。
地下社會界的帝王之一，海運王（Shipping Magnate）的翹楚，外號「深層海流」（Deep Ocean Current），戴著特大頂海賊帽，作海賊船長裝扮的細腿男子，獨特笑聲是「嗯吶嗯吶」。受邀參加BIG MOM海賊團和杰爾馬66聯姻婚宴，對摩甘茲視聯姻為大新聞一事不以為然，在婚宴上見證魯夫和培基的暗殺同盟搗亂婚宴並對抗BIG MOM海賊團。形象则取自于法国大革命时期的欺诈师亚历山德罗·卡廖斯特罗和摩诃婆罗多里的持国百子老大难敌。
吉古拉（Jigra）
聲優：川原慶久（日本）；符爽（台灣）
臟器買賣業者，戴著漁夫帽和圓框眼鏡的男子。以前也收過茶會請帖，寫信告知BIG MOM自己正逢母喪無法出席，結果BIG MOM殺死其生病住院的父親並將頭顱寄給他。於是為向BIG MOM復仇遂出席婚宴，但因進場前不願配合培基進行攜帶物檢查，打算出手開槍射殺培基的部下，被預知其意圖的甜點三將星卡塔克利遠程狙殺身亡。
在動畫版的原創劇情中，其部下「臟器買賣暗殺集團」的共100名成員在他身亡後隨即出現鬧場，卡塔克利讓代佛克和歐本出面處理，瞬間就解決了所有人。形象则取自于中东的暗杀团队阿萨辛派首领哈桑·沙巴。

### MADS

#### MADS（舊）
正式名稱為「和平研究所 MADS」。由路．菲德出資組建，以貝卡帕庫為首的非法科學研究團隊，隨着26年前首領貝卡帕庫被捕並加入世界政府後解散。
貝卡帕庫
前「MADS」首領，現為海軍科學班的領導者。
凱薩·克勞恩
前「MADS」研究員，現為被通緝的科學家罪犯。
賓什莫克·賈吉士
前「MADS」研究員，現為杰爾馬王國的國王兼杰爾馬66的統帥。
QUEEN
前「MADS」研究員，現為百獸海賊團的招牌大將。
路·菲德
「MADS」金主。
白金漢·絲媞希
「MADS」食客，自稱科學家，前洛克斯海賊團成員，通稱「芭晴女士」。
絲媞希
「MADS」複製體第一號，現為CP0諜報員。

#### NEO MADS
由凱薩·克勞恩和賓什莫克·賈吉士組成同盟而成立的科學團隊。
凱薩·克勞恩（Caesar Clown）
聲優：中尾隆聖（日本）；孫中台／孟慶府〈SP薩波篇〉（台灣）；黃啟明（香港）
年齡：55歲，生日：4月9日，身高：309cm，星座：白羊座，血型：X型，出身地：偉大航道，喜歡的食物：葡萄糖、西班牙凍湯。
前「PH部隊」首領，化名「C.C」，部下們尊稱他為「主人」（Master）。特徵是黑色長髮，頭上有著類似羊角的裝飾物，外貌有如日本鬼怪，獨特笑聲是「咻嚕嚕嚕嚕」。原海軍科學部隊成員，是Dr.貝卡帕庫的原同僚，但他很討厭貝卡帕庫，是被海軍通緝的瘋狂科學家，並生產大量的殺戮兵器，過去屬於海外非法研究團隊「MADS」，與QUEEN、賓什莫克·賈吉士互相認識，曾與二人一同大量生產殺戮兵器。懸賞金額：3億貝里。
自然系「瓦斯果實」能力者瓦斯人，總是將穿著的大衣變成氣體狀，而裡面則穿著一套斜條紋的正裝，手上戴有印有「CC」字樣的黑色手套。
性格自負，認為自己的實驗絕對不會失敗，比誰都擅長殺人。雖然他在海軍科學部隊中排名第2，但他的思想太過極端偏激，並處處與貝卡帕庫作對，四年前在被逐出之際啟動大量毒氣侵襲龐克哈薩特而一度被逮捕，但之後成功從監獄船中脫逃，並在龐克哈薩特發生毒氣事件的一年後回到島上，替那些被世界政府留在龐克哈薩特自生自滅的囚犯裝上機械腿代替無法行動的下半身進而收為部下，被囚犯們當成救世主所敬仰，然而卻不知道他其實就是引發那場毒氣事件的最大元兇。他還曾讓褐鬍子的部下吃了某種新開發的藥並觀察情況，但發現結果不如預期的好，隨即將實驗對象炸死，顯示出他殘忍瘋狂的一面。
凱薩對自己的手下說是自己淨化了龐克哈薩特的大量毒氣，但實際上是將毒氣壓縮並製造成毒瓦斯凝膠史麥利，還讓它透過高科技吃下了蠑嫄果實-六角恐龍型態的惡魔果實，之後在草帽海賊團的魯夫等人以及海軍的G-5成員到達龐克哈薩特時放出了史麥利，意圖要將這兩批人馬消滅，之後魯夫抓住了凱薩並與他展開激戰，戰鬥途中放出的劇毒瓦斯都對魯夫沒什麼效果，亦被魯夫以武裝色霸氣而處於下風，隨後使出了無空世界將魯夫弄昏並抓住他們，抓住魯夫等人後透過電話蟲要公開展示自己研究成果，不料魯夫等人順利逃脫，凱薩本人最後被魯夫擊敗，心有不甘之餘，手握羅交給他、被他以為是屬於G-5海軍斯摩格的心臟，揚言要同歸於盡，但那其實是羅蓄意交還了其秘書莫內的心臟，使凱薩陰錯陽差地將冰柱刺向莫內的心臟而誤殺莫內。之後凱撒被羅和魯夫一行人當成談判籌碼帶走。
到了鄰近多雷斯羅薩的格林比特一帶後得知多佛朗明哥並沒有依照約定退出王下七武海，羅、多佛朗明哥和海軍上將藤虎發生了激戰，之後被羅趁機帶走並送到千陽號上，交由娜美、香吉士、喬巴、布魯克和桃之助等人看守，這時四皇BIG MOM海賊團的幹部乘船遇上了帶著凱薩的千陽號，由於凱薩曾從BIG MOM那裡騙取大筆的科研經費，因此被他們盯上。其後擺脫追捕抵達佐烏，因四皇百獸海賊團的大幹部JACK使用凱薩的毒瓦斯兵器，導致大量純毛族嚴重傷亡，被香吉士以銷毀其心臟做要脅而幫忙清除當地瓦斯毒氣，跟著娜美、香吉士、喬巴、布魯克解救瓦斯中毒的純毛族人。
不久後和香吉士一起被培基帶到BIG MOM統治的圓蛋糕島，被BIG MOM要求於兩週內完成「巨人藥」的開發而心生不滿，後來被培基取走心臟脅迫，加入培基麾下，同意和培基與魯夫等人聯手對抗BIG MOM海賊團，他們在暗殺BIG MOM的作戰失敗，在逃脫追捕後從培基那裡取回自己的心臟。
後來幫助麗珠、伊吉士、尼吉士、約吉士，利用瓦斯讓夏洛特·卡塔克利和夏洛特·歐本陷入混亂，並成功逃離蛋糕島。逃到傑爾馬王國時，因私人恩怨一度和賈吉士打起來，後來和賈吉士察覺到貝卡帕庫是他們過去的絆腳石，於是組成同盟成立「NEO MADS」。
官方英文姓氏Caesar取自古罗马著名的凯撒大帝，英文姓氏Caesar还可能取自于西非海盗Black Caesar以及海地海盗Henri Caesar.。英文名Clown取自小丑，山羊角的造型与阴险的表情、狂野的头发结合的外貌可能参考了塔罗牌里的羊角恶魔巴风特形象以及在阿尔卑斯山的民间传说里跟随着圣·尼古拉斯身边的拿着桦木棒子吓唬不听话小孩的羊角恶魔克朗普斯。凯撒的故事可能也参考了在奥斯维辛集中营的囚犯身上进行不人道且致命的实验的纳粹医师“死亡天使”约瑟夫·门格勒或731部队的石井四郎和梅津美治郎，他为年幼的实验对象创建了幼儿园以及游戏区，向他们提供了更好的食物及生活条件（包括糖果），然而毫无疑问，这只是假象，实际上是将他们当做人体实验的实验用小白鼠。

賓什莫克·賈吉士
前「MADS」研究員，現為杰爾馬王國的國王兼杰爾馬66的統帥。

## 東方藍

### 哥雅王國
哥雅王國（Goa Kingdom）位於東方藍的「唐恩島」，是一個和平的鄉村風格為主的王國。國內分為城鎮和郊野兩部分，城鎮又分為中心街和高街（貴族居住區）、王宮（王族居住區）、邊鎮，以非確定物終點站為界限，位於邊陲的科爾波山、佛夏村皆屬於哥雅王國。因為沒有任何一片垃圾而被稱為東海最美麗的國度，境內施行嚴格的隔離社會制。現任國王為史泰利王，是擁有出席世界會議權利的國家之一。
十年前因為王族勾結布魯賈姆海賊團縱火摧毀被視為王國汙點的非確定物終點站，釀成一場險些危及王國的大型火災。為魯夫和其義兄艾斯、薩波的故鄉。由于哥雅王国的贵族们都会在17岁以后继承贵族身份，因此萨波决定在成人以前出海，这也间接促成艾斯和鲁夫在同年龄出海的动机之一。

#### 王族
史泰利（Sterry）
聲優：鳥海浩輔、坂本千夏〈童年〉（日本）；宋克軍→符爽、許淑嬪→詹雅菁〈童年〉（台灣）
年齡：18歲→20歲，生日：3月12日，身高：180公分，血型：S型，星座：雙魚座，出身地：東海「哥雅王國」，喜歡的食物：最上等的香檳酒。
哥雅王國國王，原貴族之子，8歲時因父母放棄撫養權被同為貴族的薩波父親收為養子，為薩波的義弟，相當瞧不起曾在垃圾山生活過的薩波，跟義兄薩波講述哥雅王國打算要燒毀非確定物終點站之事。性格傲慢勢利，因為覬覦王族的身份而和莎莉公主結婚，加上前任國王和王子突然莫名離世從而登基成為哥雅王國之王。實際上為人膽小且神經質，缺乏见识，容易受外在事物的刺激驚嚇，且對人類以外的其他種族抱有嚴重的誤解與歧視。
與妻子出席世界會議，途中在東海羅格鎮一度停留住宿酒店。出席世界會議前出言叫住卡普並委託其介紹貴族人脈但一開始就被卡普給輕視，試圖成為天龍人的一份子反被蒙其·D·卡普謫問「你想成為那種垃圾」而受到驚嚇（由於辱罵天龍人是一件死罪的行為，然而卡普直接稱天龍人為“垃圾”），被魚人島國王尼普頓扶起時還因為見到魚人島皇族的模樣以為是巨人族，誤信和半人半魚的魚人族接觸會罹患傳染病而當場嚇昏。擁有強烈的懼高症，其後搭乘泡泡吊籠期間見藏身岩壁的革命軍摩利及烏鴉群而飽受驚嚇，因此被其餘出席世界會議的王公貴族嗤之以鼻。
進入聖地馬力喬亞以後與眾人一起乘坐「自動人行梯」送往目的地盤古城，因為從來沒見過還以為發生地震嚇得摔倒，還提到以後要把這種「文明利器」帶到哥雅王國。被帶到盤古城內虛位王座大殿上要求宣誓「國王之間相互平等，發誓永不萌生獨裁之心」的誓言。看見王座後詢問是否可以坐上去，萌生成為世界之王的想法。進場參與世界會議，坐在尼普頓國王旁邊。世界会议结束以后在返回哥雅王国的护卫船上读报获知自己的義兄萨波竟然也同样出现在马力乔亚的消息，而他的妻子表现得像是出乎预料和过于惊讶。
角色原型取自是18世紀法国大革命时被断头台斩首的法國國王路易十六。
莎莉·南特克涅特（Sarie Nantokanette）
聲優：小松由佳（日本）；詹雅菁（台灣）
生日：7月31日，星座：獅子座，出身地：東海「哥雅王國」。
哥雅王國王妃，史泰利之妻，原王族的女兒。個性驕貴，和丈夫同樣看不起天龍人除外的所有種族人士。與丈夫出席世界會議，對卡普公然對史泰利王出言不遜感到詫異，目擊魚人島國王尼普頓僅用兩指便扶起丈夫的模樣，誤以為要捏死丈夫，因而嚇得口吐白沫。曾因為史泰利迷上薇薇的美貌而發火。
角色原型取自是18世紀法国大革命里被断头台斩首的法國皇后瑪麗·安東尼。

#### 貴族
奧德路克三世（Outlook III）
聲優：粗忽屋新宿店（日本）；宋克軍→孫中台／陳彥鈞（台灣）
哥雅王國貴族，薩波的父親。性格傲慢，認為住在垃圾山的居民不是人類而是有著人類外型的「垃圾」，某天在王國中心街路上撞見薩波等人被警察給追捕後雇請布魯賈姆海賊團逼迫薩波離開垃圾山，成為薩波想要離家的主因之一。
形象则取自于法国国王“太阳王”路易十四和法国国王路易十五。
迪迪特（Didit）
聲優：進藤尚美（日本）；錢欣郁→詹雅菁（台灣）
哥雅王國貴族，薩波的母親。希望藉由薩波和王族結婚來鞏固金錢和權力，當兒子薩波曾因和王族孩子打架而受傷卻先跑去關心對方，成為薩波想要離家的主因之一。
形象则取自于贵妃蓬帕杜夫人和蜡像师杜莎夫人以及奥地利公爵夫人玛利亚·特蕾西亚。
亞波·達斯諾9世
聲優：田中一成（日本）；宋克軍（台灣）
哥亞王國貴族，長相十分醜陋，自恃甚高，瞧不起貴族以外的人。姓氏「亞波」在日文中為「阿呆」、「白痴」之意。形象则取自于西班牙的哈布斯堡王朝国王费尔南多七世与胡安·卡洛斯一世。
亞波·斯拉可
聲優：西原久美子（日本）；錢欣郁（台灣）
哥亞王國貴族，達斯諾的女兒，醜臉和父親一模一樣。形象则取自于西班牙的哈布斯堡王朝疯女王胡安娜二世跟伊莎贝拉二世。

#### 佛夏村
佛夏村（Civilians）屬於哥雅王國的領地，又稱風車村，蒙其·D·魯夫的出生地。
烏普·史拉布（Woop Slap）
聲優：千葉繁〈第4、496－505集〉／青野武〈第45集〉／園部啓一〈第324、878集－至今〉（日本）；孫中台／符爽／宋克軍（台灣）
生日：2月28日，星座：雙魚座，出身地：東海「風車村」。
風車村村長。不喜歡魯夫去做海賊，雖然口上總說「海賊會讓村子蒙羞」，但還是非常關心魯夫。在得知魯夫被通緝後，說出一句話：「這是夢想還是命運？」。於頂點戰爭結束兩年後風車村的村民一起慶祝草帽海賊團再度出航時，但亦表現得咬牙切齒。多雷斯羅薩事件落幕後和其他村民獲知魯夫等人賞金提高的消息，出席慶祝派對。
瑪姬（Makino）
聲優：大本眞基子（日本）；許淑嬪／詹雅菁／錢欣郁（台灣）
演員：凱瑟琳·史蒂芬斯（Kathleen Stephens）
年齡：29歲→31歲，生日：2月23日，身高：166公分（加增高鞋後），星座：雙魚座，血型：S型，出身地：東海「風車村」，喜歡的食物：果汁、蛋糕、可以開心和小孩子們一起吃的東西。
風車村的酒吧「PARTYS BAR」女老闆。平常臉上都帶著微笑的女性，對魯夫很關心，會提供魯夫食物，魯夫則以未來的「寶藏」賒帳，像是魯夫姐姐一樣的存在。在十年前也相當照顧艾斯和薩波。頂點戰爭過後出面制止達坦痛毆卡普，並對魯夫和艾斯的際遇有所感嘆。
根據扉頁連載《在世界的甲板上》和作者的說明，瑪姬於「頂點戰爭」結束兩年後已身為人母並抱著孩子與風車村的村民一起慶祝草帽海賊團再度出航，但被讀者問到孩子的父親是誰，作者只表示「就是那個人」。
多雷斯羅薩事件落幕後，和其他村民獲知魯夫等人賞金提高的消息，帶著孩子參加慶祝派對。世界會議結束後的大新聞的消息，讓自己反常的關店與幼子獨自在店內對著報紙叨念著薩波。
西格（Higuma）
聲優：岸野幸正（日本）；陳宗岳／孫中台／林谷珍／孟慶府（台灣）
演員：泰默・布賈克（Tamer Burjaq）
年齢：46歲（已故），生日：11月18日，身高：190公分，星座：天蠍座，血型：X型，出身地：東海，喜歡的食物：酒、野菜、熊肉。
西格山賊團團長，懸賞金額：800萬貝里。曾經殺死56個人，是一個一瓶酒都嫌不夠喝的惡劣山賊頭領。十年前曾在酒吧羞辱傑克，但魯夫為傑克感到生氣而向西格挑戰，正打算殺死魯夫時傑克及時出現，但看著部下們被陸續擊敗，在見勢不妙的情況下劫持魯夫逃到海上然後拋掉他，豈料自己隨即被突然出現的近海王者給吞噬。
名字的由來日語的「棕熊」。

#### 柯爾波山
柯爾波山（Mt. Colubo）屬於哥雅王國的領地，首都附近的山區。
卡莉·達坦（Curly Dadan）
聲優：上村典子（日本）；詹雅菁／林士程〈ep.460〉（台灣）
年齡：53歲→55歲，生日：8月30日，身高：221公分，星座：處女座，血型：X型，出身地：東海「柯爾波山」，喜歡的食物：野牛肉。
山賊「達坦家族」女總管，地盤在柯爾波山中，魯夫和艾斯的養母，懸賞金額：780萬貝里。體態寬廣，年輕時卻相當漂亮。
與海軍中將卡普是舊識，她是政府的懸賞犯，但卡普對她們一伙的罪行卻是「睜一隻眼、閉一隻眼」，不時以此脅逼她替其做事。卡普在艾斯出生後不久便將他委託給達坦照顧。十年前將自己的孫子魯夫一併託負給她寄養，其實也是以逮捕她們一行人進監獄做為要脅。
在非確定物終點站發生大火災時，與部下趕到現場救下被布魯賈姆給創傷的魯夫。後來與艾斯聯手擊敗布魯賈姆卻遭到嚴重燒傷。後因為艾斯到城鎮偷藥之下才保住一命，與艾斯負傷回到大本營。後因多古拉將在岸邊看到蕯波駕海賊船遭天龍人所毀的情況告知達坦一家與艾斯、魯夫，使艾斯氣憤的想衝去為蕯波報仇，她即時一把抓住艾斯並提醒現在的他能做什麼。
標準的刀子嘴豆腐心，嘴上說放任艾斯和魯夫兩兄弟自生自滅，但必要的時候卻非常在意和關心他們的安危，常派其部下偷偷觀察他們的情況，是一位很重感情的義母。在艾斯和魯夫分別各自在17歲出海時雖然沒有親自目送他們離開，卻都為兩兄弟臨走前的傳話而感動大哭。此外從報章讀得攸關魯夫的喜訊時還會主動為魯夫等人舉辦慶祝派對。
頂點戰爭過後對於卡普沒有對魯夫和艾斯及時出手援救一事感到悲憤，並對回到東海巡察的卡普一陣痛毆，還表示不論魯夫成為什麼樣的海賊都會支持他。兩年後沒什麼變化和部下分別在閱報獲知草帽海賊團重新出發，以及魯夫等人於多雷斯羅薩事件落幕後賞金提高的消息時，主動為魯夫等人舉辦慶祝派對。与多古拉、马古拉通过读世经报得知关于萨波的大新闻才知道他还活着的消息，并且不希望报导提及的相關事件是真的。
多古拉（Dogra）
聲優：粗忽屋東品川店（日本）；宋克軍／孟慶府〈SP薩波篇〉（台灣）
達坦家族成員。外形像人偶，個頭較一般人矮小，與馬古拉是少數性格較溫和的山賊。
親眼目睹蕯波遭到天龍人砲擊座船沉海一事，並且告訴艾斯和魯夫。多雷斯羅薩事件落幕後，和其餘佛夏村村民獲知魯夫等人賞金提高的消息，跟著出席慶祝派對。
馬古拉（Magra）
聲優：粗忽屋（日本）；符爽（台灣）
達坦家族成員。塊頭大，有著奇特的雞冠髮型的鬍子男，口頭禪是「好了好了」，與多古拉是少數性格較溫和的山賊。
多雷斯羅薩事件落幕後，和其餘佛夏村村民獲知魯夫等人賞金提高的消息，跟著出席慶祝派對。
納格利（Naguri）
聲優：稻葉實（日本）；符爽（台灣）
動畫原創角色。
納格利海賊團船長，擁有霸王色霸氣。
過去曾敗給哥爾·D·羅傑，但海賊團因這場戰敗而分散，因此在回到東海後藏身在非確定物的終點站收集建造海賊船的資源，想再度出海找回同伴，在魯夫童年時期被野熊給攻擊時出手幫助並指點他們修行，也向艾斯說明他和羅傑的過往，闡述獲得同伴承認才足以擔任船長的道理，後於海賊船完工後再次揚帆出海。

### 謝爾茲鎮
謝爾茲鎮（Shells Town）以海軍基地為中心的小鎮。
莉佳（Rika，麗佳）
聲優：宇和川惠美〈ep.2-3、68-69、SP東海篇〉／鎌田梢〈ep.291-303〉（日本）；許淑嬪／楊凱凱／詹雅菁（台灣）；王夢華（香港）
演員：卡姆丁·加里（Kamdynn Gary）
住在謝爾茲鎮的少女，家中經營食店「food foo」。有一天莉佳差點被貝魯梅柏飼養的狼襲擊，幸得在場的羅羅亞·索隆及時相救；貝魯梅柏亦因索隆殺死他的狼而命人將他逮捕，並哄騙稱只要索隆被綁在柱上捱撐過一個月就會放過他，但實際上打算提前處死他。
在索隆受刑的期間，莉佳為了感謝他而做了甜飯糰送給他，但卻被貝魯梅柏搶去吃了一口並批評飯糰放入砂糖太難吃，丟在地上踐踏後命人把她扔出圍牆外。不久莉佳得知索隆仍吃光撿回來的飯糰後，將他受刑的背後原因告訴魯夫和克比。
兩年後長高了不少，在謝爾茲鎮的海軍基地的廚房工作，很受海軍們歡迎，她的菜單上有每周一次的香甜咖哩。
莉莉佳（Ririka，麗麗佳）
聲優：疋田由香里〈ep.2-3、68-69〉／進藤尚美〈ep.291〉（日本）；王瑞芹／詹雅菁（台灣）
演員：妮可·傅康
食店「food foo」老闆娘，莉佳的母親。在蒙卡被擊敗後，招待拯救了城鎮的魯夫和索隆吃飯，但卻在用餐時被迫要驅離魯夫一行人。

### 霜月村
霜月村（Shimotsuki Village，東立譯名：西摩志基村）由霜月耕三郎和另外九名和之國移民所建立的村莊，羅羅亞·索隆的故鄉，他幼年時期學習劍道的道場也在這裡。多雷斯羅薩事件落幕後，由於索隆的懸賞金再度提升，名聲再度遠揚回鄉，使得該村習劍的孩童紛紛效仿索隆，興起學習單眼及三刀流的風氣。
霜月耕三郎
聲優：關輝雄（日本）；符爽（台灣）
年齡：（享年）68歲，生日：11月14日，身高：221公分，星座：天蠍座，血型：XF型，出身地：偉大的航路「和之國」，喜歡的食物：清酒、海獸刺身
已故。和之國移民，霜月家一員，名刀匠暨劍豪，霜月村的建立者。耕四郎的父親，克伊娜的祖父。相貌與擬人化的「和道一文字」十分相似。
在55年前，鍛造名刀「和道一文字」和「閻魔」，把閻魔送給時年4歲的光月家的繼承人光月御田，並在同年率領包括霜月振子在內的25人非法離開和之國。開始和之國武士的大冒險，52年前登陸了東海的某一片土地，從山賊手中拯救村民，在教村民劍術的時候墜入愛河決定住下，並建立村莊名為「霜月」。4年後兒子耕四郎出生，28年後孫女克伊娜出生。晚年時經常手持魚竿坐在海邊垂釣，索隆小時候曾經見過他，並送給他2把刀練習，也曾經把「捨名智」一詞告訴過索隆，認為「妖刀」其實是名刀。最終在故事開始的11年前去世，卓洛在喪禮上才知道他就是克伊娜的祖父。
霜月耕四郎（Shimotsuki Koushirou）
聲優：石塚運昇〈第19～324話〉→乃村健次〈第1030話起〉（日本）；宋克軍／符爽（台灣）；楊耀泰（香港）
演員：內森·卡斯特（Nathan Castle）
年齡：49歲→51歲，生日：5月4日，身高：184公分，星座：金牛座，血型：S型，出身地：東海「霜月村」，喜歡的食物：在道場庭院走廊上坐著吃西瓜。
霜月村劍術道場「一心道場」的主人，耕三郎的兒子，克伊娜的父親。是索隆幼年時代的劍術啟蒙老師。
在克伊娜過世後將她生前的愛刀「和道一文字」送給了索隆，除劍術以外，還教導索隆身為劍客的「志向」，對索隆日後有著很大的影響，索隆於阿拉巴斯坦王國事件與Mr.1的激戰中甫理解到過去耕四郎曾對他說「什麼都不斬卻能斬斷鋼鐵」的意思。兩年後將記載草帽海賊團重新集合出發消息的報紙，放在女兒克伊娜的墳墓上。多雷斯羅薩事件落幕後，對於道場學童紛紛模仿索隆單眼的模樣去學習三刀流感到詫異。
霜月克伊娜（Shimotsuki Kuina）
聲優：豐嶋真千子（日本）；許淑嬪／詹雅菁／連婉鈞（台灣）；王夢華（香港）
演員：奧黛麗·西蒙（Audrey Cymone）
年齡：（享年）11歲，生日：9月17日，身高：151公分，星座：處女座，血型：S型，出身地：東海「霜月村」，喜歡的食物：牛奶、炒雞蛋捲。
已故。耕三郎的孫女，耕四郎的女兒，年紀大索隆兩歲的女孩。
在孩童時代常與索隆對戰，但索隆卻怎樣都贏不了克伊娜，克伊娜只用一刀流就打贏了二刀流的索隆，克伊娜的戰績為0敗2,001勝，曾和索隆立下成為未來最強劍豪的約定，翌日卻因拿磨刀石不慎摔下樓梯身亡，索隆身上的名刀「和道一文字」是克伊娜的遺物。
名字的由來是「秧雞」。
霜月振子（Shimotsuki Furiko）
已故。和之國移民，霜月家一員，和之國大劍豪龍馬的後代，牛丸的姐姐，平佐隆的妻子，荒的母親，索隆的祖母。
在55年前，隨同霜月耕三郎非法離開和之國，在某島上定居建立霜月村後，與村中劍士平佐隆結婚，育有一子荒。
名字的由來，指的是搖骰子的人。
羅羅亞·平佐隆（Roronoa Pinzoro）
已故。村中劍士。振子的丈夫，荒的父親，索隆的祖父。
與和之國移民霜月振子結婚，育有一子荒。
名字的由來是「／」，在骰子遊戲中，指的是「雙一」，亦稱「蛇眼」。
羅羅亞·荒（Roronoa Arashi）
已故。平佐隆和振子的兒子，泰菈的丈夫，索隆的父親。
與盜賊的女兒泰菈結婚，育有一子索隆，後來在索隆年幼時與海賊的戰鬥中死亡。
名字的由來是「／」（Arashi），在骰子遊戲中，指的是三個同點。
泰菈（Tera）
已故。某盜賊的女兒，荒的妻子，索隆的母親。
與霜月村劍士荒結婚，育有一子索隆，後來在索隆年幼時病故。
名字的由來是，指的是提供寺作為賭博場所的人的錢。

### 橘子鎮
橘子鎮（Orange Town）曾是巴其海賊團的活動據點。
布多爾（Boodle）
聲優：八奈見乘兒／岩崎博【真人版】（日本）；陳宗岳（台灣）
演員：琳賽·里爾頓（Lindsay Reardon）
年齡：73歲→75歲，生日：1月16日，身高：172公分，星座：魔羯座，血型：F型，出身地：東海橘子鎮，喜歡的食物：鮭魚。
橘子鎮鎮長。橘子鎮是在鎮長地帶領下開墾出來的，時至今日已建設成有點規模的小城鎮，在看到咻咻及魯夫對抗海賊後，終於壓抑不住決心向「小丑」巴其挑戰，但卻被魯夫打昏。兩年後沒什麼變化，坐在鎮上新建的咻咻水池雕像閱讀報紙。
名字的由來是貴婦犬。
咻咻（Shushu）
聲優：新千惠子（日本）
年齡：12→14歲（人類的78歲），生日：11月22日，身高：40公分，星座：天蠍座，出身地：東海橘子鎮，喜歡的食物：狗糧。
橘子鎮飼料店「PET FOOD」店長飼養的白狗，替死去的主人看守飼料店，並與獅子利基進行搏鬥，卻眼見飼料店被燒燬，後來魯夫擊敗摩奇和利基讓牠深受感動，並幫助他們逃離橘子鎮。兩年後沒什麼變化，成為飼料店的活招牌，在鎮上甚至多了戴著草帽的咻咻水池雕像，形象参考自电影忠犬八公的故事里的忠犬八公。
荷卡（Hocker）
聲優：川津泰彦（日本）；孫中台（台灣）
橘子鎮飼料店「PET FOOD」老闆，布多爾的好友，因病去世。
波羅（Poro）
聲優：不明（日本）；符爽（台灣）
橘子鎮書店老闆，布多爾的好友。

### 珍獸島
卡蒙（Gaimon）
聲優：大平透（日本）；于正昇〈第18集〉→符爽〈第46集〉（台灣）
身體卡在寶箱內的海賊。魯夫曾邀請他加入草帽海賊團，但被拒絕。兩年後沒什麼變化，與珍獸島的新住民薩芬庫魯過著幸福快樂的日子。
薩芬庫魯（Sarfunkel）
於第二部中登場的角色，珍獸島的新住民，身體卡在酒桶內的女子。

### 西羅布村
西羅布村（Syrup Village）為騙人布的出生地。魯夫等人擊退來犯的黑貓海賊團後，在當地取得首艘正式的海賊船前進梅利號。
可雅（Kaya）
聲優：國府田麻理子（日本）；許淑嬪／王貞令〈SP梅利篇〉（台灣）；曾月娥／張雪儀（香港）
演員：塞萊斯特·盧茨（Celeste Loots）
年齡：17歲→19歲，生日：8月24日，星座：處女座，血型：F型，身高：169公分，出身地：「東海」西羅布村，喜歡的食物：海鮮。
西羅布村大屋的主人。留著黃色過肩長髮，個性溫柔端莊的少女。
一年前雙親不幸病逝，悲傷的她便臥病不起，騙人布見她很可憐便時常給她講自己編的冒險故事，逗她開心。後來她和眾人發現其原管家克拉巴特爾原來是黑貓海賊團的領導者「百計」克洛，密謀殺死可雅侵吞財產，魯夫等人擊敗克洛後，可雅將前進梅利號送予他們。把從騙人布上得到的自豪放在心裡。可雅以醫生為目標，每天都很有精神的學習著，尤其在以「狙擊之王」的名號傳回西羅布村後更加努力，希望能快點獨當一面，這樣才能在騙人布回來時幫他醫治。
兩年後變得更有氣質，除了成為醫學院的學生外，還倍受追求者的青睞。多雷斯羅薩事件落幕後，已成為醫師，獲知騙人布懸賞額再度提升的消息而感到高興。
名字的由來是榧。
梅利（Merry）
聲優：土門仁（日本）；孫中台→符爽／孟慶府（台灣）
演員：布雷特·威廉斯（Brett Williams）
生日：1月22日，星座：水瓶座，出身地：「東海」西羅布村。
西羅布村大屋的管家，對可雅很忠心，頭部與綿羊相似。前進梅利號是由他設計的，梅利號的羊頭應該就是從他自己的外貌得來靈感。在暗殺事件中被「百計」克洛斬成重傷。兩年後除臉上留鬍子之外沒什麼變化，依然隨侍在可雅身邊，還為如何勸退可雅的追求者傷透腦筋。
名字取自于童谣玛丽有只小羊羔。
青椒頭（Piiman）
聲優：七緒春日〈ep.9～17〉→福井美樹〈TVSP魯夫捕頭傳〉→川庄美雪〈ep.291、303、324〉（日本）；許淑嬪（台灣）
年齡：9歲→11歲，生日：4月9日，星座：牡羊座，血型：XF型，身高：120公分，出身地：「東海」西羅布村，喜歡的食物：青椒鑲肉。
西羅布村村民，以前是騙人布海賊團的3人小子，崇拜隊長騙人布，騙人布海賊團解散後就改叫「騙人布自衛隊」。頭髮顏色與髮型分別與青椒非常相像。夢想是「出色的工匠」。兩年後長高外，還換了新髮型，並且在樹下閱讀草帽海賊團重新出發的報章消息。多雷斯羅薩事件落幕後，獲知騙人布懸賞額再度提升的消息而興奮不已。
胡蘿蔔頭（Ninjin）
聲優：吉竹範子〈ep.9～17〉→日比愛子〈ep.291、303、324〉（日本）；宋克軍／詹雅菁／孟慶府（台灣）
年齡：9歲→11歲，生日：2月2日，星座：水瓶座，血型：X型，身高：127公分，出身地：「東海」西羅布村，喜歡的食物：蘿蔔汁。
西羅布村村民，以前是騙人布海賊團的3人小子，崇拜隊長騙人布，騙人布海賊團解散後就改叫「騙人布自衛隊」。頭髮顏色與髮型分別與胡蘿蔔非常相像。夢想是「經營酒吧」。兩年後長高外，還換了新髮型，並且在樹下閱讀草帽海賊團重新出發的報章消息。多雷斯羅薩事件落幕後，獲知騙人布懸賞額再度提升的消息而興奮不已。
洋蔥頭（Tamanegi）
聲優：大本真基子（日本）；詹雅菁／楊凱凱／連婉鈞（台灣）
年齡：9歲→11歲，生日：4月10日，星座：牡羊座，血型：S型，身高：124公分，出身地：「東海」西羅布村，喜歡的食物：炸洋蔥捲。
西羅布村村民，以前是騙人布海賊團的3人小子，崇拜隊長騙人布，騙人布海賊團解散後就改叫「騙人布自衛隊」。頭髮顏色與髮型洋蔥非常相像。夢想是「小說家」。兩年後長高外，還換了新髮型，並且在樹下閱讀草帽海賊團重新出發的報章消息。多雷斯羅薩事件落幕後，獲知騙人布懸賞額再度提升的消息而興奮不已。
班奇娜（Banchina，潘吉娜）
聲優：不明（日本）；詹雅菁（台灣）
演員：香緹·葛人傑（Chanté Grainger）
生日：12月17日，星座：射手座，出身地：「東海」西羅布村。
西羅布村村民，騙人布的母親、耶穌布的妻子，特徵是綠色頭髮與長鼻子。幾年前已病逝，在重病期間，騙人布為使母親病情能夠好轉，才開始說謊話。
莫寧（Mornin）
演員：Nicky Rebelo
生日：10月15日，星座：天秤座，出身地：「東海」西羅布村。
西羅布村村長，把騙人布每天早上都會說的「海賊來了」這句謊言當成報時器。

### 芭拉蒂
芭拉蒂（Baratie），是在同名船隻上經營的海上餐廳，所有廚師都有海賊之類的背景，也因此導致服務生脫逃事件。賓什莫克·香吉士曾在此擔任二廚。
哲普（Zeff，其他譯名：哲夫）
聲優：矢田耕司→樋浦勉〈圓蛋糕島篇起〉（日本）；孫中台（台灣）
演員：克雷格·費布雷斯
年齡：65歲→67歲，生日：4月2日，星座：牡羊座，血型：XF型，身高：189公分，出身地：東海，喜歡的食物：超級辣雞翅。
芭拉蒂的老闆兼主廚，香吉士的師傅，特徵是打成辮子的金色鬍子、非常高的主廚帽（可以用來K人）和右腳的木製義肢。
曾是廚師海賊團船長，擁有高超的踢技，是只憑踢技戰鬥的大海賊，外號「紅腳」，稱號源自被敵人的血所染紅的鞋子，香吉士與惡龍海賊團的克羅歐比對戰時曾說過「如果你空手道威力是40段的話，那麼那個臭老頭的腳就是400段」。即使在成為巴拉蒂的老闆之前是個性格殘忍、冷酷無情的大海賊，哲普卻了解飢餓的痛苦，常告誡自己的部下「只准搶奪金錢不准搶奪別人的糧食」。
曾率領廚師海賊團在偉大航路航行一年後回到東海（也因此克利克企圖奪取他的航海日誌）。9年前搶劫年幼的香吉士工作的客船時遭遇風暴，與香吉士流落孤島，將食物盡數讓予香吉士。因為香吉士與他一樣有著找到ALL BLUE（蔚藍海域）的夢想，哲普不惜切斷自己的右腿拯救了香吉士。
因為失去右腿所以不能繼續做海賊，獲救後與香吉士一起開創海上餐廳「巴拉蒂」，用意是在海上為沒有東西吃的人提供食物。除了教導香吉士足技與廚藝外，同時也是教香吉士「騎士道精神」的人。因不踢女性而不接受女廚師加入巴拉蒂，而且還告訴香吉士「男人絕對不能打女人，這是恐龍時代就已經定下的規矩」。
即使「紅腳」已經失去一條腿，「東海霸主」克利克還是不敢不敬他三分，由此可見「紅腳」作為海賊時可不是鼠流之輩。後來當香吉士向他說明自己決定離開巴拉蒂、加入草帽海賊團展開冒險的時候，哲普特別叮嚀他出門在外要注意自己的身體健康，不要輕易著涼，令香吉士感動得當場落淚。
兩年後的哲普特地將海上餐廳重新裝潢一番，還在甲板上閱讀草帽海賊團重新出發的消息。多雷斯羅薩事件落幕後，和其他員工獲知香吉士懸賞額增加及被註明活捉追緝的消息。
形象则取自于精于法式料理的大厨保羅·博庫斯与大厨安闹闹。
帕提（Patty，其他譯名：派迪）
聲優：稻田徹（日本）；符爽／孫中台（台灣）
演員：布拉沙德·梅威瑟（Brashaad Mayweather）
年齡：27歲→29歲，生日：3月12日，星座：雙魚座，血型：X型，身高：204公分，出身地：東方藍，喜歡的食物：布丁。
芭拉蒂最出名的廚師之一，擅長甜點類料理，特別是布丁。和卡爾涅並稱「極道二人組」，與卡爾涅共同駕駛「青花魚頭一號」。綁著頭巾，外型有日本的廚師風的光頭壯漢，口頭禪是「混帳東西」，經常將「服務格言」掛在嘴邊。是巴拉蒂眾廚師中性格最剛烈的，擁有足以將普通海賊一擊打倒的實力，但卻完全不是香吉士的對手。此外，雖然他儘量要求自己講話要溫文有禮，但還是經常會忍不住說一些粗話，而且面對客人時的笑容相當虛假。他的武器傷胃砲彈頗為厲害，但對著克利克的盔甲無能為力。
兩年後長了頭髮，被分派到巴拉蒂的新建連結式甜點艦「姐妹鮟鱇號」繼續為客人服務。多雷斯羅薩事件落幕後，和其他員工獲知香吉士懸賞額增加及被註明活捉追緝的消息。
名字由來是專業糕點師傅。形象则取自于法式料理大厨乔尔·罗布琼。
卡爾涅（Carne，其他譯名：卡爾）
聲優：里内信夫（日本）；宋克軍（台灣）
年齡：32歲→34歲，生日：2月9日，星座：水瓶座，血型：S型，身高：171公分，出身地：東方藍，喜歡的食物：烤牛肉。
芭拉蒂最出名的廚師之一，擅長肉類料理。與派迪並稱「極道二人組」，與他一同駕駛「青花魚頭1號」。戴著太陽眼鏡，鬍鬚很濃密的瘦小男子。
兩年後頭髮稍有變長，被分派到巴拉蒂的新建連結式鐵板燒艦「茄香褐菖鮋號」繼續為客人服務，船頭造型是以香吉士懸賞單畫像來設計，受到顧客好評。多雷斯羅薩事件落幕後，和其他員工獲知香吉士懸賞額增加及被註明活捉追緝的消息，因為懸賞單照片被換掉而氣到撕毀報紙。
名字由來是西班牙著名肉料理。形象则取自于法式料理大厨艾伦·杜卡斯。
沐蒂（Moodie）
聲優：西川宏美【動畫版】／内海安希子【真人版】（日本）；許淑嬪（台灣）
演員：琥珀·霍薩克（Amber Hossack）
巴拉蒂的常客，和芬布迪一起造訪海上餐廳「巴拉蒂」的美女。
摩切爾（Motzel）
聲優：稻田徹（日本）；孫中台（台灣）
演員：大衛·穆勒（David Muller）
巴拉蒂的常客，美食家，在女兒看芬布迪時，偷吃她盤裡的食物。

### 可可亞西村
可可亞西村（Cocoyasi Village）為娜美成長的故鄉，曾遭受惡龍海賊團的統治，直到魯夫等人擊敗惡龍海賊團後，才脫離惡龍等人的掌控。
貝爾梅爾（Bellemere）
聲優：日高範子（日本）；詹雅菁（台灣）；曾月娥／林司聰（香港）
演員：吉娜·加洛維（Genna Galloways）
年齡：享年30歳，生日：12月3日（橘子日），身高：186公分，星座：射手座，血型：S型，出身地：東海「可可亞西村」，喜歡的食物：橘子。
娜美和虹子的養母，已故。特徵是兩旁剃短但中央留著的酒紅色髮辮，嘴邊總是叼著一根菸，擁有像男人般的血氣方剛以及小孩子般的任性，有時候反而是女兒虹子的表現比她成熟。認為「只要活著，就會有好事發生」，為影響娜美的性格與人生觀的關鍵人物。
年輕時是個讓村民頭疼的不良少女，當她忽然宣布要出海加入海軍時令村民感到吃驚，並且升遷至軍官（應為校級以上，有穿「正義」字樣的大衣），但在一次戰役中，所屬部隊被海賊殲滅，勉強活下來的貝爾梅爾在戰場上撿到當時才1歲的娜美和3歲的虹子，燃起了求生意志，將兩人帶回可可亞西村並宣布要領養她們時，更是將村民嚇壞了。
她將娜美與虹子撫養長大，在自家後院種植橘子樹維生。直到8年前惡龍海賊團入侵村子，因煙囪冒煙而被惡龍海賊團發現，後來試圖要將惡龍擊潰，但還是宣告失敗，因為繳不出自己和孩子的費用，最終為了保護兩個孩子而被惡龍開槍射殺。
魯夫等人擊敗惡龍一行人的當晚，娜美回到和貝爾梅爾共同生活的住家，對她的幻影傾訴自己即將出海一事，她的幻影則趁著娜美離開屋子的瞬間，將她輕推出屋外。後來魯夫等人於「頂點戰爭」落幕兩年後重新出發時，虹子和阿健特地準備鮮花放在其墳前致意。
名字的由來是源自法語「養母（belle-mère）」。
虹子（Nojiko，其它翻譯：麗麗、莉莉、諾琪高）
聲優：山崎和佳奈（日本）；許淑嬪／詹雅菁／劉如蘋／連婉鈞（台灣）；曾月娥（香港）
演員：奇奧瑪·烏梅拉（Chioma Umeala）／艾里爾·莫迪塞（Elihle Modise）【幼年】
年齡：20歲→22歳，生日：7月25日，身高：170公分，星座：獅子座，血型：S型，出身地：東海「可可亞西村」，喜歡的食物：橘子。
戰地孤兒，比娜美大兩歲的乾姊姊，同為貝爾梅爾撫養長大。藍髮，有著像日本109辣妹般的膚色，嘴巴惡毒，卻是少數能夠理解娜美痛苦的人。在娜美最初加入惡龍海賊團時曾向她訴苦，不想讓人看到肩上等同海賊烙印的刺青；為了安慰娜美，她也跑去刺青，並且告訴娜美：「這樣一來我們兩個身上不就都有刺青了」。
貝爾梅爾死後繼承了後院的橘子田，在惡龍篇和娜美一同阻止惡龍老鼠上校搶走埋藏在橘子園的錢財時，被老鼠上校的部下開槍射擊，腹部重傷（動畫版改成為了保護娜美，肩膀被槍擊中），但仍與居民一同前往討伐惡龍，在魯夫被惡龍扔進水裡時與阿健輪流替他做心臟按摩救回其性命，在惡龍落敗後索隆和娜美為了幫她出氣，將企圖搶走功勞的老鼠上校痛毆一頓。在娜美出航前將自己的手鐲送給她。
兩年後成為貝爾梅爾橘子店老闆，蓄著及肩長髮，並將娜美肩膀上的風車型刺青圖案，當作工作圍裙的標誌。多雷斯羅薩事件落幕後，獲知娜美懸賞額提升的消息。
名字的由來是黃胸鵐（ノジコ）。
源造（Genzou，其它翻譯：阿健、阿源、健作）
聲優：鹽屋浩三（日本）；符爽／孫中台〈ep.303〉（台灣）
演員：格蘭特·羅斯（Grant Ross）
年齡：46歲→48歳，生日：6月17日，身高：173公分，星座：雙子座，血型：F型，出身地：東海「可可亞西村」，喜歡的食物：蜜瓜火腿。
可可西亞村村警。在娜美的嬰兒時期，因為每次娜美都被他可怕的外表弄哭，時常在帽子上插根風車逗她發笑。對娜美及諾琪高來說他是如同父親般的存在。8年前惡龍海賊團要佔領可可亞西村時，為了保護娜美而遭惡龍的幹部克羅歐比持長刀重創，從此導致臉部和全身有無數條大小不一的傷痕。在娜美加入草帽海賊團離開可可亞西村後，他把原先插在帽子上的風車，插在貝爾梅爾的墳墓上。
司法島事件後，他甚至還把娜美的懸賞照片放大貼在自己警局裡的牆上。
兩年後比過去老了一點，從報紙上讀得草帽海賊團重新出發的消息而感動落淚，還和虹子等人將幾束鮮花放在貝爾梅爾的墳墓上。多雷斯羅薩事件落幕後，在娜美的新通輯令發佈後，把娜美的新懸賞照片放大貼在自己警局裡的牆上，並向海軍投訴。
Dr.那克（Dr.Nako）
聲優：麻生智久（日本）；孫中台／陳彥鈞〈SP娜美篇〉（台灣）
生日7月1日，星座：巨蟹座。
可可亞西村醫生，替娜美把肩上的惡龍海賊團刺青改成全新的風車加上橘子圖形的刺青。
泰爾（Teru）
可可亞西村木工，在草帽海賊團要離開可可亞西村之前，替「前進梅利號」的女生房間設置了吧台。
恰波（Chabo，恰寶）
聲優：小松里賀（日本）；詹雅菁（台灣）
可可亞西村的隔壁鎮「克沙鎮」的少年，父親被「鋸齒」惡龍所殺，一心想找惡龍一行人報仇。兩年後成為「貝爾梅爾橘子店」的店員。
強尼（Johnny）
聲優：高塚正也（日本）；孫中台／宋克軍／符爽（台灣）
年齡：23歲→25歲，生日：11月12日，星座：天蠍座，血型：F型，身高：186公分，出身地：東海，喜歡的食物：洋芋片。
賞金獵人雙人組，強尼是黑髮戴著太陽眼鏡的男子，曾和還未加入草帽海賊團之前的索隆一起行動，他們稱索隆為「大哥」。武器為刀鞘上沒有任何刀刃的「斬擊菜刀」，身手很爛，爛得被惡龍海賊團評為「連殺掉的價值也沒有」，但是卻十分講義氣，不管遇到再強的敵人都能勇敢面對，即使每次基本上都是給別人以動一隻手指程度的力氣就足以令他們慘敗收場，但仍堅稱自己和對手是「半斤八兩」。兩人稱呼魯夫為「魯夫大哥」，對娜美則稱呼「娜美大姊」。
初登場的時候被魯夫等人從海裡救上梅莉號，因兩人長期營養不足而得到「敗血症」，娜美特地取用萊姆滴在兩人的牙齦上緩解症狀，為了答謝魯夫等人，便自願帶領魯夫等人找到海上餐廳「巴拉蒂」。在惡龍事件結束後，正式和草帽海賊團道別，並待在可可亞西村生活。
兩年後的強尼沒什麼變化，兩人在可可亞西村改行當漁夫。
約瑟克（Yosaku，錯譯：約瑟夫）
聲優：徳山靖彥（日本）；宋克軍／符爽（台灣）
年齡：24歲→26歲，生日：11月10日，星座：天蠍座，血型：F型，身高：185公分，出身地：東海，喜歡的食物：炒豆芽。
賞金獵人雙人組，約瑟夫是光頭戴頭罩的男子，曾和還未加入草帽海賊團之前的索隆一起行動，他們稱索隆為「大哥」。武器為刀鞘上沒有任何刀刃的「斬擊菜刀」，身手很爛，爛得被惡龍海賊團評為「連殺掉的價值也沒有」，但是卻十分講義氣，不管遇到再強的敵人都能勇敢面對，即使每次基本上都是給別人以動一隻手指程度的力氣就足以令他們慘敗收場，但仍堅稱自己和對手是「半斤八兩」。兩人稱呼魯夫為「魯夫大哥」，對娜美則稱呼「娜美大姊」。
初登場的時候被魯夫等人從海裡救上梅莉號，因兩人長期營養不足而得到「敗血症」，娜美特地取用萊姆滴在兩人的牙齦上緩解症狀，為了答謝魯夫等人，便自願帶領魯夫等人找到海上餐廳「巴拉蒂」。在惡龍事件結束後，正式和草帽海賊團道別，並待在可可亞西村生活。
兩年後的約瑟夫則在背上刺著「大漁」的字樣，兩人在可可亞西村改行當漁夫。

### 羅格鎮
羅格鎮（Loguetown）為海賊王哥爾·D·羅傑出生與遭受處刑的城鎮，因此擁有「開始與結束之鎮」的稱呼。
賣一刀（Ipponmatsu）
聲優：平野正人（日本）；孫中台、符爽（台灣）
演員：詹姆斯·博之·廖
年齡：38歲→40歲，生日：1月31日，身高：157公分，星座：水瓶座，血型：X型，出身地：東海羅格鎮，喜歡的食物：一根烏冬。
羅格鎮武器店的老闆，是個怕老婆的男人。由於羅格鎮曾受到時任海軍上校「白獵人」斯摩格管理讓他生意變的一落千丈，曾想騙取索隆的大快刀「和道一文字」，後對索隆收服店內最凶惡的妖刀「三代鬼徹」感到相當佩服，遂將三代鬼徹連同與店裡的傳家寶——良快刀「雪走」一併送給他。
扉頁連載《在世界的甲板上》，賣一刀在「頂點戰爭」結束兩年後將索隆的懸賞照片貼在自家浴室牆上，而他的太太在讀報得知草帽海賊團重新出發的消息時對他的舉動不以為然。
一本梅（Ipponume）
聲優：不明（日本）；詹雅菁（台灣）
生日：12月1日。
賣一刀的老婆。
名字的由來是。
漢葛（Hanger）
聲優：不明（日本）；孫中台（台灣）
羅格鎮時裝店「ROBECCA HANBERG」的老闆，其三腳架髮型和講話的語調都很有特色。
名字的由來是衣架。
沙皮（Sapi）
聲優：不明（日本）；宋克軍（台灣）
羅格鎮的魚店「THE Fisherman King uotome」老闆兼漁夫，本身是魚人和人類的混血兒，因此後腦杓部分有魚鰭，將親自釣到的「大象鮪魚」拿到魚店販賣，動畫版則是將大象鮪魚當作廚藝大賽的獎品。
名字取自于沙皮犬。
悠（Yu）
聲優：吉竹範子（日本）；許淑嬪（台灣）
生日：7月19日，星座：巨蟹座，出身地：東海羅格鎮。
羅格鎮的小女孩，就讀羅格鎮小學一年級，不小心把爸爸買給她的三層冰淇淋沾在「白獵人」斯摩格的褲子上，結果斯摩格不但沒生氣，還親自出錢賠給她。
達迪‧馬斯達森（Daddy Masterson）
聲優：古谷徹（日本）；孫中台（台灣）
動畫原創人物。羅格鎮的賞金獵人，外號「帶小孩的達迪」（子連れのダディ），也是東海著名的神槍手，身上帶了30把槍，和「白獵人」斯摩格是同期，原海軍少尉，自稱「海軍界第一狙擊手」，相當溺愛自己的女兒凱洛兒，總是將她帶在身邊。
過去和騙人布的父親耶穌布交手結果戰敗，因為耶穌布和他同樣有兒女，對他疼惜女兒的心理感同身受，戰勝後並未取他性命。隨後達迪便辭官成為一個賞金獵人，基於安全至上的理念只抓賞金偏低，自己能應付的海賊以圖餬口。在騙人布極為膽怯地閃避和他決鬥時，將這段過往告知騙人布，並激勵他成為一個勇敢的戰士，在二度比試射擊遠方風向標時，敗北於騙人布高明的精準度，欣然帶著女兒離開。
凱洛兒（Carol）
聲優：吉田小南美（日本）；詹雅菁（台灣）
動畫原創人物。羅格鎮居民，達迪的女兒，深受父親的溺愛。當騙人布在羅格鎮購買北海最新款護目鏡時，她趁騙人布掏錢時把護目鏡買下作為給爸爸的禮物，而與騙人布起爭執。
卡門（Carmen）
聲優：百百麻子（日本）；許淑嬪（台灣）
動畫原創人物。出現在羅格鎮廚藝大賽的女廚師，外號「火焰卡門」（炎のカルメン）。十年前還是小女孩時見識過香吉士的廚藝，在草帽海賊團到達羅格鎮前十天因為新聞報導了香吉士，所以前來找尋他比賽廚藝，帶同兩名弟子雷歐、荷西跳著踢踏舞出場。以眼花撩亂的料理手法在大賽中進入決賽，和香吉士一爭高下，但對他的廚藝心服口服，自認失敗。
雷歐、荷西（Leo、Jose）
聲優：高戶靖廣、服卷浩司（日本）；符爽、宋克軍（台灣）
動畫原創人物。女廚師卡門的弟子。
蜥蜴修（Shutai）
動畫原創人物。從東海的邊境來到羅格鎮參加廚藝大賽的廚師，在第一戰中敗給偉克利。
偉克利（Gally）
動畫原創人物。廚藝大賽選手中的羅格鎮代表，頭的外觀非常像白蘿蔔。在第一戰中贏了蜥蜴修之後，在第二戰敗給香吉士。
拉烏爾（Raoul）
聲優：矢田耕司（日本）；符爽（台灣）
動畫原創人物。羅格鎮酒吧「黃金·羅傑」老闆，魯夫來到的時候正打算隔天就要把店面收了。年輕時認識羅傑，對於斯摩格扼殺新人海賊相當不滿，對魯夫與羅傑相似的器度甚為欣賞。收藏著被羅傑殺死的「巨人殺手」的頭顱，也喜歡說羅傑的故事，但最近根本沒有人要聽了。

### 泰其拉烏爾普
泰其拉烏爾普（Tequila Wolf）又稱「勞工之國」，妮可·羅賓曾被巴索羅繆·大熊的能力彈飛到此地，原作中羅賓是直接被差人抓起來，動畫增加了與奴隸少女蘇蘭的相遇。該國勞動人力由非世界政府加盟國的人民及海賊、戰犯所組成，而後由革命軍發動政變解放。
蘇蘭（Soran）
聲優：名塚佳織（日本）；錢欣郁（台灣）
動畫原創人物。泰其拉烏爾普的奴隸少女。對外面的世界相當憧憬，平時喜歡在木板上畫自己所想像的島嶼，最大的夢想就是能在世界各地畫島嶼圖。在雪地裡意外發現妮可·羅賓昏迷不醒，並將她藏在奴隸集中所照顧傷勢。後來因一位奴隸向差人告密暴露羅賓的行蹤，蘇蘭和其他奴隸掩護羅賓離開奴隸集中所，但她的畫作因此被差人當場損毀，最終羅賓仍站出來自首讓她免於受差人的懲罰的命運。後為了答謝羅賓，將禮物帶到特別監禁塔交給她，巧遇來到泰其拉烏爾普臥底的革命軍，接下革命軍的鑰匙，從牢房內釋放羅賓，臨別前蘇蘭向羅賓說道很美的名字。

### 弗勞斯王國
弗勞斯王國（Frauce Kingdom），位於「東方藍」，是擁有參與世界會議權利的50個國家之一。
国家名字取自于美国战地护士弗劳伦斯·南丁格尔。
巴·多德希奈女王（Ban Dedessinée）
聲優：鹿野優以（日本）；許淑嬪（台灣）
弗勞斯王國女王。銀藍色短髮、藍色眼睛和紫色口紅的女性。戴著白色的頭巾、穿著深紅色的衣服。
名字取自法語的「法比漫畫（bande dessinée）」，縮寫為「BD」(法語漫畫)，另一種意思是"連環畫"。形象取自于俄罗斯罗曼诺夫王朝里的女沙皇叶卡捷琳娜二世和叶卡捷琳娜一世跟匈牙利小姐莎莎·嘉宝与英国超模史蒂娜·坦娜特和香港歌坛天后梅艳芳同香奈儿创始人可可·香奈儿。

## 西方藍

### 伊路西亞王國
伊路西亞王國（Ilusia Kingdom），位於「西方藍」，是擁有參與世界會議權利的50個國家之一。
達拉沙·魯卡斯（Thalassa Lucas）
聲優：園部啟一（日本）；符爽（台灣）
生日7月27日，星座：獅子座。
伊路西亞王國國王（8年前）。8年前在聖地馬力喬亞舉行的「世界會議」中，發表了革命軍首領 蒙其·D·多拉格存在的危險性。形象则取自于东罗马帝国皇帝君士坦丁大帝和君士坦丁堡末代皇帝君士坦丁十一世跟方便面之父安藤百福和南京大屠杀见证者约翰·拉贝跟电台节目拉里金现场名主持拉里金与发明牛痘疫苗的医生爱德华·詹纳
塞薩（Cezar）
伊路西亞王國國王（現在）。形象则取自于罗马帝国皇帝图密善和罗马共和国独裁官尤利烏斯·凱撒与中非帝国皇帝博卡萨以及NBA职业经理人大卫·斯特恩跟AK47之父米哈伊尔·卡拉什尼科夫与元素周期表之父门捷列夫。

### 歐哈拉
歐哈拉（Ohara）為妮可·羅賓的出生地，為考古學的聖地，20年前世界政府為阻止歐哈拉學者揭發空白100年的歷史，發動「非常召集」摧毀此處。
克勞烏·D·克洛巴（Claíomh D. Clover）
聲優：北村弘一〈第275－278話〉→稻葉實〈第1042話－〉（日本）；孫中台（台灣）
年龄：享年85歲，生日：4月8日，身高：172公分，星座：牡羊座，血型：X型，出身地：西海「歐哈拉」，喜歡的食物：蜂蜜、苦巧克力。
歐哈拉圖書館館長，考古學界的權威，被世人稱為「天才」，也是D之一族(之所以隱瞞中間名D的原因，是因為他的哥哥被世界政府官員所殺)，髮型和鬍子像四葉幸運草的葉片，羅賓考古學的啟蒙老師，對羅賓視如己出。
因為找尋歷史本文的考古學家是世界政府的眼中釘，他非常反對羅賓研究任何歷史本文的事物，似乎已經知道800年前「巨大王國」滅亡的原因，也因此使五老星透過電話蟲命令斯帕達因殺人滅口，直到羅賓在世界政府官員面前不小心暴露自己的考古學家身分，克洛巴才驚覺她有能看懂歷史本文的才能，並後悔沒有早點發現這件事，後來在拯救考古書籍時燒死在「全知大樹」之中，於死前留下「人類…實在是太膚淺了」的遺話。
克洛巴（Clover）為英文三葉草之意，形象则取自于中国体育之父马约翰。
妮可·歐爾比雅（Nico Olvia）
聲優：山口由里子（日本）；詹雅菁（台灣）
年齡：享年33歲，生日：2月6日，身高：186cm，星座：水瓶座，血型：S型，出身地：西海「歐哈拉」，喜歡的食物：咖啡、砂糖烤吐司。
妮可·羅賓的母親，歐哈拉的考古學家，使用的武器為獵槍。羅賓現在的容貌就酷似她（只有膚色和髮色不同），有著一頭白銀髮。懸賞金額：7,900萬貝里。
她的丈夫（羅賓的父親）過去為了尋找歷史本文而死於非命，為了完成丈夫的遺願，留下了年僅兩歲的羅賓，和探險隊出海尋找歷史本文，讓羅賓6年來過著沒有家人陪伴的孤獨生活。
在出海後的幾年，探險隊不幸被薩烏羅中將率領的海軍戰艦發現，眾人因為反抗海軍而慘遭戰艦集中火力砲轟，和歐爾比雅一起同行的33人全部死亡，她自己則被囚禁，後來在薩烏羅中將的幫助下，順利逃回故鄉歐哈拉。和羅賓短暫的重逢後，為了讓羅賓平安離開歐哈拉而將它託付給薩烏羅，後來在拯救考古書籍時燒死在「全知大樹」之中。
奧蘭（Oran）
聲：高塚正也（日本）；符爽（台灣）
歐爾比雅的弟弟，妮可·羅賓的舅舅。因歐爾比雅出海的緣故而讓年幼的羅賓寄住在自己家中，卻引來妻子羅吉的不滿。於20年前的歐哈拉事件中，和妻子、女兒搭乘的避難船遭到盃中將的艦隊砲轟，葬身海底。
名字取自于欧洲史诗疯狂的奥兰多。
羅吉（Roji）
聲優：上村典子（日本）；詹雅菁（台灣）
歐爾比雅的弟婦，妮可·羅賓的舅母。對丈夫讓羅賓寄住在自己家中感到相當不滿，有一個和羅賓同齡的女兒「米斯伊拉（Mizuira）」。於20年前的歐哈拉事件中，和丈夫、女兒搭乘的避難船遭盃中將的艦隊砲轟，葬身海底。

### 花之國
花之國（Kano Country），位於「西方藍」，是擁有參與世界會議權利的50個國家之一。
国家参考自现实中的重庆三峡奇观的石宝寨和中华人民共和国和中华民国以及唐朝和北宋的主城长安城和汴京城以及开封府和兰芳共和国和故宫与咸阳城和洛阳市。
拉麵（Ramen）
聲優：增谷康紀（日本）；符爽〈ep.777〉→孫中台〈ep.889〉（台灣）
花之國國王，出席世界會議的國王之一。穿著中華風服裝的男性長者，曾為了徹底破壞兵器走私派遣八寶水軍前去多雷斯羅薩。
在世界會議上和長靴王國的法拉利王發生衝突。
名字取自于日本拉面，形象则取自于西方黄祸论产物傅满洲；清朝末代皇帝溥仪；清朝开国功臣鳌拜；乾隆帝跟其爷爷康熙帝；民国大总统袁世凯；复辟满清的军阀张勋；中国共产党主席毛泽东和辽国皇帝耶律阿保机与金朝将领兀术。
二寶水軍棟樑
扉頁連載初登場，和八寶水軍有著合作關係的二寶水軍領袖。留著鯰魚般的長鬍鬚，身穿「二寶」和「CHI CHI LISA」字樣長袍的中高齡男子。在雜菜向霍璃莎解除婚約後，出面向旁觀的青椒興師問罪。形象则取自于清军将领关天培和陈化成与收复伊犁的将领左宗棠以及民国时期三造共和的北洋军阀段祺瑞与镇南关之战中抗击法军的将领老将冯子材与收复台湾省 (中华人民共和国)的南明将领郑成功与抗清将领史可法和袁崇焕。
霍璃莎（Uholisia）
聲優：齊藤貴美子（日本）；詹雅菁（台灣）
扉頁連載初登場，「二寶水軍」棟樑之女，多雷斯羅薩事件發生前為雜菜的未婚妻。外型為厚嘴唇，體態結實的女性。截至和雜菜訂婚之前，已經擁有25個丈夫，並以這些丈夫們組成「二寶 HUSBAND CLUB」當成自己的陪侍。原本青椒因為考量八寶水軍後繼無人和組織需要的金援，安排雜菜和霍璃莎締結政治婚約。多雷斯羅薩事件後，雜菜為了和BABY5訂婚主動向霍璃莎解除婚約，霍璃莎憤而將雜菜痛毆一頓。事後霍璃莎認為不願成為自己的第26任丈夫的雜菜不識抬舉，轉而向「二寶 HUSBAND CLUB」的丈夫們宣洩不滿。形象则取自于凤姐和芙蓉姐姐以及春秋战国时期的齐国皇帝齐宣王的皇后钟无艳与晋朝皇后贾南风以及清朝的统治者慈禧太后。
青椒、雜菜、阿葡
八寶水軍的領導層，詳參草帽大船團旗下「八寶水軍」。

### 伯萊塢王國
伯萊塢王國（Ballywood Kingdom，巴萊塢王國），位於「西方藍」，是擁有參與世界會議權利的50個國家之一。
名字由來取材自美国好萊塢和印度宝莱坞的擬音，人物和國家取材對應現實的美國和西部的牛仔文化。
漢堡（Ham Burger，翰·堡）
聲優：北島淳司（日本）；符爽（台灣）
伯萊塢王國的國王，配戴星紋高帽，行走速度緩慢的男子。出席世界會議期間，對哥雅王國的國王史泰利在搭乘前往馬力喬亞的纜車時總是在大驚小怪嗤之以鼻，並擔任這一屆世界會議的議長。生日7月20日。
名字取自漢堡包的擬音以及美国快餐连锁店汉堡王，外型則是取材自美國歷任總統的亞伯拉罕·林肯、唐纳德·特朗普、乔治·华盛顿、托马斯·爱迪生和美国拟人化形象山姆大叔。故事中引用美國總統亚伯拉罕·林肯的名言「我雖然走得很慢，但我卻從不後退半步」。

## 南方藍

### 托里諾王國
托里諾王國（Torino Kingdom）被譽為是個寶島，是由巨型鳥類支配人類的王國。這裡的人類為了取得巨鳥棲息的大樹上生長的植物，而與鳥類不斷爆發極為嚴重的衝突。居民體態寬廣，儘管過著採集獵捕的生活，仍擁有頗高的文化水準，島上的圖書館擁有相當豐富的藥草資料庫。王国名称取自于都灵的别称托里诺。
多尼多尼·喬巴曾被巴索羅繆·大熊的果實能力彈飛到此地，並且替雙方化解了長年以來的誤會。多雷斯羅薩事件落幕後，居民為感謝喬巴的貢獻，於島上開設了「狸貓藥局」。
香巴（Shanba）
聲優：平野正人（日本）；符爽（台灣）
托里諾王國的原住民之一。有很圓的身材，原本被喬巴認為是笨蛋，其實擁有著相當高的文化水準。他一開始原本想把喬巴作成燉菜料理，後來在喬巴為他們與巨型鳥類的誤會溝通，之後帶著喬巴來到島上的圖書館。
名字取自于佛教用语香巴拉和印度教圣地香格里拉。

### 巴鐵利拉
巴鐵利拉（Baterilla）是一個位於南海的島嶼，波特卡斯·D·艾斯的出生地。21年前，「海賊王」哥爾·D·羅傑被發現在島上做出像父親一般的行為，因而一度引起世界政府的懷疑，展開大規模搜捕孕婦與初生兒的行動，說是「寧可錯殺一百也不能錯放其一」。
波特卡斯·D·露珠（Portgas D. Rouge）
聲優：皆口裕子（日本）；許淑嬪〈ep.460〉 → 錢欣郁〈ep.465、484〉（台灣）；張雪儀（香港）
波特卡斯·D·艾斯的母親，同時也是哥爾·D·羅傑的妻子。一樣是「D」的一族，擁有一頭金色的長髮，臉上長著與艾斯一樣的雀斑。
為了逃避世界政府的搜捕行動，使用各種方法，拼了命地大大延遲艾斯的出生日期；足足懷胎20個月才生下了艾斯，也因此在誕下艾斯之後就因精疲力竭而去世。後來艾斯的姓氏「波特卡斯」爲了感念母親的恩情而所繼承下來的，而不與父親從姓。
名字露珠（Rouge）在法語是紅色的意思。

### 邪惡黑磁鼓王國
邪惡黑磁鼓王國（Black Drum Kingdom），位於「南方藍」，是擁有參與世界會議權利的50個國家之一。國王為瓦波爾，是他受到認可後自行創立。形象则取自于伊拉克和伊朗。
瓦波爾（Wapol，誤譯：瓦爾波）
聲優：島田敏（日本）；宋克軍／曹冀魯〈電影版9〉（台灣）
演員：羅布·科萊蒂（Rob Colletti）
年齡：27歲→29歲，生日：8月9日，身高：207公分，星座：獅子座，血型：X型，出身地：偉大航路「磁鼓王國」（現為櫻花王國），喜歡的食物：烤房子（10分熟）。
前磁鼓王國國王，外號「白鐵」瓦波爾，上上任國王的兒子，口頭禪是「カバ - 」（日文河馬之意），獨特笑聲是「哞哈哈哈」，坐騎是一隻名叫「羅布森」的毛河馬，身上披著羅布森的兄弟做成的毛皮。
超人系「吞吞果實」能力者，可以吃下任何東西，變成身體的一部分，或者是合成創造新的東西再吐出來，且可以自己把自己的身體吃下去，他吃自己是因為他可以變瘦。
是個自私的暴君，凡事只以自己為優先考量，常訂定一些有益自己卻不管人民死活的法規，訂立了「狩獵醫生」這種不人道的法令，讓原有「醫療大國」之稱的磁鼓王國逐漸沒落。
儘管表面上是個自私的暴君，但事實上內心非常懦弱、膽小，尤其是面對自己的敵人寇布拉之死不但沒有感到歡喜，反而更凸顯自己懦弱的一面。
多年前出席世界會議時，曾因為不滿阿拉巴斯坦王國的娜菲魯塔利·寇布拉國王當眾訓誡其作為，故藉手滑為理由公然打了跟隨寇布拉出席的納菲魯塔莉·薇薇公主一記耳光作為報復，當時的薇薇顧及任何於世界會議延伸的衝突皆可能演變成國家戰爭，遂低頭向其道歉化解此次衝突，寇布拉和多魯頓亦因此事對瓦波爾留下了負面印象。
一年前「黑鬍子」汀奇襲擊磁鼓王國時，拋棄了自己的子民逃到海上，當他領導白鐵海賊團打算奪回磁鼓國時，被魯夫以「橡膠火箭砲」擊敗，經歷了被海軍追捕、被小孩和狗欺負的苦日子，一無所有的瓦波爾起初只是將橋下的垃圾製造成玩具賣給附近孩子藉以餬口，怎知生意竟然越來越好，最後甚至被科學家發現他所製造的玩具有合金成分，從此開始受到世人矚目，後來開了家玩具公司，並和環球小姐結婚，成為超級富豪，以創造「瓦波合金」舉世聞名。
根據扉頁連載《在世界的甲板上》，瓦波爾在「頂點戰爭」結束兩年後獲得世界貴族的認可另尋一塊天地成為邪惡黑磁鼓王國的國王。多雷斯羅薩事件落幕後，欲藉著出席世界會議扳倒櫻花王國，還故意在世界會議會場刁難再度相會的薇薇，結果被櫻花王國國王多魯頓和Dr.古蕾娃出面制止。在天龍人唐吉訶德·穆斯卡爾特出面毆打同為天龍人的查爾羅斯聖的時候，他整個人在旁邊完全嚇傻了。世界會議結束後，因親眼目睹寇布拉被五老星和伊姆殺害，擔心自己會被事後清算而逃跑，途中無意間救走遭到CP0綁架的薇薇，事後透露情報洩漏的訊息給世經報社的摩甘茲。在世經報社內試圖阻止薇薇與摩甘茲的爭吵。
形象取自于伊拉克反美独裁者萨达姆·侯赛因与意大利法西斯领袖墨索里尼跟罗马帝国独裁者尼禄·克劳狄乌斯。
金蒂瑞拉（Kinderella，金德蕾拉）
聲優：藤井幸代（日本）；連婉鈞（台灣）
生日：1月20日，星座：摩羯座。別名「環球小姐」。
於連載扉頁《瓦波爾的雜食萬歲》首度登場，多雷斯羅薩事件落幕後始於漫畫正篇登場。大戶人家的千金，與成立玩具公司致富的瓦波爾結婚；兩年後更創造了「邪惡黑磁鼓王國」。
偕同瓦波爾出席世界會議，兩者試圖刁難阿拉巴斯坦王國的娜菲魯塔利·薇薇公主，但被同樣出席世界會議的櫻花王國國王多魯頓和Dr.古蕾娃出面制止。
名字來源取自童話灰姑娘的主人翁仙杜瑞拉。形象则取自于发现镭元素的女科学家居里夫人和美国众议院议长南希·佩洛西和京城名妓赛金花。
箱子狗（Hakowan）
瓦波爾的玩具寵物狗。

### 雪葩王國
雪葩王國（Sorbet Kingdom，索爾貝王國），位於「南方藍」，是擁有參與世界會議權利的50個國家之一。該國國王曾多次交替，現任國王為布爾道格，過去曾由貝科利及巴索羅繆·大熊擔任前任國王。
国家名字取自于雪葩，国家则取自于意大利和韩国。

#### 王族
珂妮（Connie，可妮）
聲優：鈴木黎子（日本）；詹雅菁（台灣）
雪葩王國王太后。曾照顧過波妮，波妮的老年形象多以她為樣板。出席世界會議的可妮是珠寶·波妮假扮的。相當明白偽裝護士的阿爾法為Cipher Pol成員，曾私下幫助波妮離開雪葩王國，好讓其能出海與父親相會。
形象则取自于韩国总统朴槿惠跟中華民國總統蒋介石夫人宋美龄。
布爾道格（Bulldog）
聲優：魚建（日本）；宋克軍（台灣）
現任雪葩王國國王，原前前任國王。
在大熊引發「一人革命」後，大熊被推舉成為國王，成為大熊的輔佐官，大熊離開雪葩王國後，布爾道格再次重回王位。
名字來源為鬥牛犬（Bulldog）。
貝考利（Bekori，貝克利）
聲優：菊池康弘（日本）；符爽（台灣）
前任雪葩王國國王，在大熊引發「一人革命」後退位，抹黑大熊是暴君的元兇。
巴索羅繆·大熊（Bartholomew Kuma）
雪葩王國國民→瑪麗喬亞奴隸→雪葩王國牧師→自勇軍成員→革命軍軍隊長→前任雪葩王國國王→海賊→王下七武海。

#### 國民
克拉普（Clapp）
聲優：松山鷹志（日本）；宋克軍（台灣）
雪葩王國國民，大熊的父親，巴卡尼亞族。因為被發現種族身分，全家被抓去馬力喬亞做奴隸，最終在逗大熊開心時，被天龍人嫌棄很吵鬧而被射殺。
大熊的母親
聲優：照井春佳（日本）；許淑嬪（台灣）
雪葩王國國民，大熊的母親，本名不詳，人類。因為丈夫被發現種族身分，全家被抓去馬力喬亞做奴隸，最終被天龍人奴役至死。
吉妮（Ginny）
瑪麗喬亞奴隸→雪葩王國國民→自勇軍成員→革命軍軍隊長→天龍人之妻（後因得到不治之症「青玉鱗」遭到拋棄）。
珠寶·波妮（Jewelry Bonney）
金妮的女兒，大熊的養女。
犰犰、魠茲、帕特、坡特托
雪葩王國國民，大熊和金妮的兒時玩伴，曾照顧過波妮，後來成為波妮海賊團船員。

### 羅斯萬王國
羅斯萬王國（Roshwan Kingdom，厄羅休王國），位於「南方藍」，是擁有參與世界會議權利的50個國家之一。
名字由來取自俄羅斯的擬音，人物和國家取材對應現實的俄罗斯和俄罗斯帝国以及前苏联以及乌克兰和白俄罗斯及车臣共和国和西伯利亚与立陶宛和拉脱维亚跟爱沙尼亚。
比爾六世（Beer VI）
聲優：後藤光祐（日本）；符爽（台灣）
羅斯萬王國的國王，戴著毛皮高帽，面容嚴肅的男子，偕同四名女兒出席世界會議。
名字來源取自啤酒。形象参考自俄罗斯帝国首任皇帝彼得大帝和初代沙皇伊凡雷帝以及前苏联共产党总书记约瑟夫·斯大林和前苏联国父列宁和俄罗斯帝国末代皇帝尼古拉二世和皇帝亚历山大一世以及奠基者沙皇伊凡三世跟俄罗斯总统普京与朱可夫元帅跟苏联骑兵元帅布琼尼跟电影《兵临城下》的狙击手瓦西里·扎伊采夫与其对手德军狙击之王马豪斯·海茨瑙亚以及前苏联共产党第一书记尼基塔·赫鲁晓夫和德国军队陆军元帅威廉·冯·里布。
套娃公主（Matryo Princesses）
羅斯萬王國的4名公主，比爾6世的4位女兒，偕同父親出席世界會議。名字分別是套娃大公主、套娃二公主、套娃三公主、套娃四公主
人物外型取材自現實的俄羅斯套娃和尼古拉二世的女儿安娜斯塔西亚和俄罗斯历史剧“索菲娅”中的末代公主索菲娅·巴列奥略跟俄罗斯总检察长顾问娜塔莉亚·波克隆斯卡娅跟俄罗斯外交官玛丽亚·扎哈罗娃以及俄罗斯高层瓦莲金娜·马特维延科。

### 森巴王國
森巴王國，位於「南方藍」，是擁有參與世界會議權利的50個國家之一。
名字由來取自森巴。国家原型取自于巴西。
莫可卡
聲優：服卷浩司（日本）；宋克軍（台灣）
森巴王國的國王。很喜愛森巴。
名字取自于摩可纳咖啡，形象则取自于美国总统乔·拜登与美国陆军上将艾森豪威尔以及德国旅行家菲利普·弗朗茨·冯·西博尔德。

## 北方藍

### 盧布尼爾王國
盧布尼王國（Lvneel Kingdom）位於北方藍，為蒙布朗·諾蘭德所屬的國家，存在於400年前。
蒙布朗·諾蘭德（Montblanc Noland）
聲優：大塚芳忠（日本）；孫中台／孟慶府〈SP空島篇〉（台灣）
年齡：享年39歲，生日：10月9日，星座：天秤座，血型：S型，身高：220公分，出生地：北海，喜歡的食物：蒙布朗、南瓜蛋糕。
蒙布朗·庫力凱的祖先，400多年前北海盧布尼爾王國的探險隊提督及植物學家，所屬船名：北方家園號，特徵是頭頂長著一顆大栗子。
海圓曆1122年（約400年前），諾蘭德及船員因躲避暴風雨而來到加亞島，正好拯救了受「樹熱病」侵襲的香狄亞一族，並結束活人獻祭的傳統儀式，還與「大戰士」卡爾葛拉成了一見如故的好朋友。雖然諾蘭德拯救了香狄亞，但因過程中砍伐了香狄亞的「神木」以避免疾病，被族人誤解為是侵犯傳統和信仰的罪人。卡爾葛拉下逐客令把他們趕走後，但經由船上的醫生輾轉告知砍樹的原因，使没能赶上送别諾蘭德成为他无比后悔的事情。
後來諾蘭德在登陸格林比特的時候，主動為當時正遭受人類欺壓的頓達塔族打抱不平，令頓達塔族恢復和平的生活，頓達塔族亦為了緬懷諾蘭德的恩情，於族民居住的群落鑄造諾蘭德的紀念雕像。海圓曆1127年，諾蘭德奉國王之命重返加亞島尋找黃金，此时那部分的加亞島卻已被沖上了白海變成空島；諾蘭德因为找不到黃金鄉犯了欺君之罪而被处死，还被冠以「大骗子」的称号。諾蘭德死前推測黃金鄉是因板塊運動沉入海底，但已經沒有人要聽他的話了。
「大騙子諾蘭德」現在是北海家喻戶曉的童話，主角諾蘭德是一個時常說謊的笨蛋和騙子，直到被處死仍堅稱黃金之鄉確實存在的「謊話」。
名字來源是栗子蛋糕（蒙布朗），形象则取自于探险家马可波罗和被称为“食物链顶端的男人”贝尔·格里尔斯。
霍納（Honner）
聲優：落合弘治／谷昌樹〈SP空島篇〉（日本）；符爽／李世揚〈SP空島篇〉（台灣）
盧布尼爾王國探險隊醫生。輾轉告知卡爾葛拉的女兒穆斯，砍「神木」的原因。
阿柳塔延五世（Aruyutayan V）
聲優：菊池正美〈SP空島篇〉（日本）；宋克軍／歐祖豪〈SP空島篇〉（台灣）
盧布尼爾國王，聽說諾蘭德在加亞島黃金鄉的事情，但找不到黃金鄉，判諾蘭德欺君之罪下令處死。名字取自于古波斯帝王阿尔塔薛西斯一世。

### 福連伯斯
福連伯斯（Flevance）托拉法爾加·D·瓦特爾·羅的故鄉，是個曾因為盛產和開發珀鉛礦而致富的城鎮，由於城鎮裡的多數建築物，皆由添加珀鉛的特製工業顏料漆成白色的樣貌，故有著「白色城鎮」的稱呼。但由於世界政府刻意隱瞞珀鉛礦經開發會產生毒素並於人體長期累積，甚至會將毒性傳給後代的特性，致使城鎮裡的居民罹患會讓病患及其後裔壽命逐代縮減，最終將令患者絕後的「珀鉛病」，亦間接引發福連伯斯和鄰近國家的戰爭，後於第二部劇情的16年前毀於戰火。
菈米（Lami）
聲優：植田佳奈（日本）；詹雅菁（台灣）
羅的妹妹，在福連伯斯和鄰國發生戰爭的期間，和多數居民在同時期出現珀鉛病的症狀。後因病情惡化而無法出門，錯失和其他鎮民逃生的機會，最終和多數居民葬身戰火之中。
羅的雙親
聲優：真殿光昭〈父〉、鹿野優以〈母〉（日本）；宋克軍〈父〉、詹雅菁〈母〉（台灣）
本名皆不明，擔任醫師的夫婦，是教授羅醫學知識的啟蒙恩師。在福連伯斯和鄰國發生戰爭後，兩人皆於戰亂中被敵軍開槍射殺。
修女
聲優：皆口裕子（日本）；詹雅菁（台灣）
福連伯斯的居民，在戰爭中對羅說這世界是沒有絕望存在的，充滿慈悲之光的救贖之星一定會降臨的，之後被士兵欺騙，在戰亂中被敵軍開槍射殺。

### 道爾王國
道爾王國，位於「北方藍」，是擁有參與世界會議權利的50個國家之一。
国家参考自现实里的纳粹德国和德国。名字取自于侦探小说福尔摩斯探案集的作者柯南·道尔。
卓別（Chap）
道爾王國國王。戴著軍帽、穿著軍服的中年男性，沉默寡言。
国王名字取自于著名喜剧和默剧演员查理·卓别林，形象参考自纳粹德国的首领阿道夫·希特勒。

### 白地王國
白地王國，位於「北方藍」，是擁有參與世界會議權利的50個國家之一。国家原型则取自于芬兰和瑞典跟瑞士同斯里兰卡与冰岛。
岩鳶（Iwatobi）
白地王國國王。穿著冬裝的老人。名字取自于风筝的别名纸鳶，形象则取自于塞缪尔·罗森医生和西班牙民族英雄佛朗哥与阿根廷球王马拉多纳与梅西同电器之父维尔纳·冯·西门子和在恒河之滨的共产党员柯棣华和披头士乐队的灵魂人物约翰·列侬。

### 斯瓦羅島
斯瓦羅島（Swallow Island）為哈特海賊團成員夏奇和企鵝的出生地。在羅希南特被多佛朗明哥殺害後，羅照著他的指示逃到此島。
沃爾夫（Wolf）
小說「ONE PIECE novel LAW」的人物。住在斯瓦羅島郊區的發明家，年齡大約60歲（羅推測），血型X型，白髮梳成大背頭，帶著紅色的太陽鏡，穿著跟嚴寒季節完全不符合的夏威夷襯衫、短褲和涼鞋的奇怪老人，秉持著「Give&Take」的信念，拒絕對方欠他人情，自稱天才發明家，但是做出來的機械用品大多是瑕疵品，被羅稱作「撿破爛屋」（ガラクタ屋），和歡樂鎮的居民感情很好，雖然眾人希望他搬回鎮上居住，但都被以住在現在地方比較舒服為由拒絕。
在羅獨自做完除鉛手術力竭昏倒時將他救起，因為同情羅的遭遇，並以工作換取吃住為條件讓他住在家裡，年輕時似乎當過軍人的經驗，也曾乘船環遊世界，因此熟知各種惡魔果實能力，能將受過唐吉柯德家族嚴格鍛鍊的羅輕易拋飛出去，在找尋夏奇叔叔兩夫妻犯罪證據的期間和五名黑幫人士打架並戰勝對方，在夏金和企鵝受重傷需要動緊急手術時，主動向羅提議要將自己的血捐給兩人，之後收留了孤苦無依的培波、夏金和企鵝（其實是羅擅自決定的）。
兩個月後將羅他們帶往歡樂鎮並給予所有人適合的工作，甚至揭發了夏奇叔叔兩夫妻虐待夏金和企鵝的惡行，在進行飛行實驗時因飛行器操作不當墜落農田，身受瀕死重傷的情況下被羅以手術果實能力成功救治，後將手術果實能夠使用「不老手術」的秘密告訴羅，並鼓勵認為是自己的緣故害死柯拉遜而沮喪的羅要好好將能力導向「善」的方向。
名字取自于狼的英文wolf和北欧英雄史诗《贝奥武夫》的主角贝奥武夫，形象则取自于诺贝尔奖的创始人诺贝尔和天文望远镜的发明家伽利略。
蘭特
小說「ONE PIECE novel LAW」的人物。斯瓦羅島歡樂鎮的警察，沃爾夫的老友，穿著紅色制服，腰間佩帶刀子的男子。
根據沃爾夫找到的犯罪證據，派出警力搜索夏金叔叔夫妻的房子，罪證確鑿後順利逮捕兩人。形象则取自于奥斯维辛集中营警官鲁道夫·霍斯。
夏金的叔叔
小說「ONE PIECE novel LAW」的人物，本名不詳，穿著金色西裝，全身掛滿名貴珠寶的男子，在夏金、企鵝的父母意外過世後，與妻子以監護人的名義收留兩人，卻將他們當成方便的道具去做走私武器以及偷竊等不法行為，如果不從並以拳頭伺候，甚至給兩人惡劣的吃住環境，導致夏金和企鵝逃離他們家，後因為被沃爾夫找到犯罪證據，兩夫妻遭到警方逮捕。形象则取自于南宋时期的奸臣秦桧和北宋时期的高俅。

### 爾馬王國
爾馬王國（Germa Kingdom）由杰爾馬66領導，其王族賓什莫克家族為地下世界知名的殺手一族，在從久遠前開始以武力鎮壓並統治北海。是一個沒有固定國土的國家，是由數十艘船拼湊成一個國土。

## 偉大航道前半段（樂園）

### 雙子岬
雙子岬（Twin Capes）是顛倒山海流的終點，也是偉大航道的入口，更是7條航線的共同起點。
可樂克斯（Crocus）
聲優：納谷悟朗〈第62－381集〉→天田益男〈第959集－〉（日本）；孫中台〈第62－381集〉→符爽〈第959集－〉（台灣）
演員：克萊夫·羅素
年齡：71歲→73歲，生日：6月4日，身高：203cm，星座：雙子座，血型：XF型，出身地：偉大航道，喜歡的食物：烤大王烏賊，霸氣：見聞色。
原羅傑海賊團船醫，慣用武器為鯨魚叉。現在是住在拉布體內的一位老醫生。魯夫稱呼他為「花朵大叔」。
52年前曾答應倫巴海賊團船長「花紋」尤奇照顧年幼的拉布。28年前遇上由哥爾·D·羅傑率領的羅傑海賊團，被邀請上船當船醫，並替羅傑治理患疾，以確保他所剩的時日能完成偉大航道的旅程；由於可樂克斯亦想到偉大航道打聽倫巴海賊團的下落，故答應上船。後參與過27年前的「艾特·沃爾海戰」，在羅傑解散海賊團後，可樂克斯回到雙子岬，並將倫巴海賊團從無風帶離開而不知所終的消息告訴拉布，但實為尤奇患疾後使用舊船隻欲離開偉大航道治病，布魯克等餘下成員仍繼續前進，直到鬼魂島附近的魔幻三角地帶遭逢變故覆滅。
兩年後沒什麼變化，和一位頭戴蓑笠、身穿長衣的長髮人士在雙子岬把酒言歡。
名字的由來是他的髮型藏紅花（也稱英國報春花）。形象取自于印第安部落酋长杰罗尼莫。
拉布（Laboon）
年齡：51歲→53歲，生日：9月16日，全長：40,000cm，體重：7,600噸，星座：處女座，血型：F型，出身地：西海，喜歡的食物：大王烏賊。
草帽海賊團在雙子岬遇到的鯨魚。「西海」特有的「島嶼鯨」，世界上最大的鯨魚。
是一隻具有靈性，能聽懂人類的話，亦有情感的聰明鯨魚。1歲的時候就遇見了倫巴海賊團，分開的52年來一直等待著進入偉大航道後就音訊全無的夥伴們，近來不停的以頭撞擊紅土大陸的岩石，以致可樂克斯必須長期施予鎮定劑等藥物，拉布的頭上也因此留下多處疤痕。
鲁夫為了讓牠不要再用頭撞雙子岬，便利用「前進梅利號」的桅杆來攻擊牠，並和牠打了一架，最後魯夫對牠說：「不分上下，我們以後再打過，不過要等到我們繞世界一圈，回來找你。」之後在拉布的頭部畫了一個草帽骷髏的標誌，因此和牠有了約定。
在恐怖三桅帆船篇發現拉布是在等布魯克所屬的「倫巴海賊團」，但倫巴海賊團已知僅剩布魯克一人倖存，然而布魯克依然記得從前與拉布的約定。

### 威士忌山峰
表面上是美酒、音樂甚至歡迎海賊的小鎮，事實上卻是存在著秘密犯罪組織「巴洛克華克」部分賞金獵人的活動據點之一。

### 櫻花王國
櫻花王國（Sakura Kingdom）位於「偉大航道前半段（樂園）」座落於冬島的國家，原島名為磁鼓王國（Drum Kingdom），在歷史上一直具有「醫療大國」的響亮名聲，是擁有出席世界會議權利的國家之一。磁鼓王國國王原為視民如草芥的「白鐵」瓦波爾，因黑鬍子海賊團到來而亡國，瓦波爾更率先棄民逃亡。民間自行籌組護衛團，其後復國名為「櫻花王國」，由原為瓦波爾部下的多魯頓繼位為「櫻花王國」的國王。
多魯頓（Dalton，多爾頓）
聲優：小野健一（日本）；孫中台、宋克軍〈ep.324〉（台灣）；楊耀泰（香港）
演員：蒂龍·基奧
年齡：33歲→35歲，身高：218公分，血型：X型，生日：6月10日，星座：雙子座，出身地：偉大航道「櫻花王國」（原磁鼓王國），喜歡的食物：栗子飯。
櫻花王國現任國王。他原本和傑斯（磁鼓王國事務官）、克羅馬利蒙（磁鼓王國參謀） 同是瓦波爾身邊的三幹部。外型體態健壯，習慣穿著一襲綠衣的男子，武器是背後的配劍。
動物系「牛牛果實 野牛型態」能力者，野牛人，擁有野牛強大的爆發力，必殺技是「野牛突擊」。
曾在第0話中登場，勸告磁鼓王國前任國王注意當時還是王子的瓦波爾。在多年前陪同瓦波爾出席世界會議時，目擊瓦波爾公然欺負陪同阿拉巴斯坦王國國王寇布拉出席的納菲魯塔莉·薇薇公主並感到不齒，暗地向擔任寇布拉護衛的伊卡萊姆低聲致歉。後來受Dr.西爾爾克寧死不屈的精神所感動，挺身對抗暴君瓦爾波，最後一度戰敗被囚。仁慈老實的個性深受磁鼓國居民的信任和愛戴，在魯夫打倒瓦波爾後成為櫻花王國國王。
兩年後沒什麼變化，任命肉食拉邦兔成為櫻花王國和平部隊的成員，並在閱兵的同時閱讀草帽海賊團重新出發的消息。多雷斯羅薩事件落幕後，閱報獲知草帽海賊團懸賞額提高的消息，採用喬巴的鹿角和兜帽造型，設計成櫻花王國和平部隊的頭盔。作為國家代表出席世界會議途中閱報獲悉草帽海賊團、火戰車海賊團、杰爾馬66、太陽海賊團暗殺「BIG MOM」未遂的消息。世界會議期間和Dr.古蕾娃為遭邪惡黑磁鼓王國瓦波爾及其王妃金德瑞拉挑釁的阿拉巴斯坦王國公主納菲魯塔莉·薇薇解圍。
名字的由來取自英國物理學家約翰·道爾頓，人兽型取自于西游记里的牛魔王和独角兕大王。
Dr.古蕾娃（Dr.Kureha）
聲優：野澤雅子（日本）；許淑嬪（台灣）；林司聰（香港）
演員：凱蒂·薩加爾
年齡：139歲→141歲，生日：9月8日，身高：188cm，星座：處女座，血型：S型，出身地：偉大航道「櫻花王國」（原磁鼓王國），喜歡的食物：酒、梅干。
住在磁鼓島的139歲老婆婆，喬巴的醫術導師，別名「朵麗兒醫奴」（Doctorine）、「磁鼓島的魔女」，喬巴稱她為「朵麗兒醫娘」，是醫生20計劃中唯一到最後都沒被抓到的醫生。特徵是波浪般的中長髮與肚臍上的臍環，無論長相和笑聲都會讓人聯想到「魔女」或「巫婆」，口頭禪是「想知道我永保青春的秘密嗎？」和「你快樂嗎？」，喜歡喝梅子酒，脾氣不好，卻有能夠一腳踢破牆壁，甚至輕易踹飛魯夫和香吉士的驚人力道，常說自己是如花似玉的139歲，如果有人叫她「老婆婆」或「老太太」，就會被她狠狠修理一頓，有時甚至還誤以為別人問她保持「青春」的秘訣。醫術非常高明，收費卻相當昂貴，常會自行下山找病患。西爾爾克死後，收留了二度孤苦無依的喬巴為徒，並教授其醫術。對喬巴相當嚴厲，生氣的時候甚至會對他射菜刀（動畫版改為槍和大鐵球），即便如此，在喬巴心中卻視她同母親般的存在。
在魯夫擊敗瓦波爾之前，負責醫治身受重傷的香吉士與生病的娜美，喬巴跟隨草帽海賊團離開磁鼓島前，她命人朝天空發射Dr.西爾爾克留下的粉紅色粉末，讓磁鼓山宛如寒天裡綻放的大櫻花樹，並留下一句「快去吧！笨蛋兒子」祝福喬巴第一次出海。司法島事件後，Dr.古蕾娃收到草帽海賊團的懸賞單，當其他人因為喬巴的低懸賞額感到納悶不已時，只有Dr.古蕾娃對此露出會心一笑。
兩年後沒什麼變化，重新整頓島上的醫療團體，成為磁鼓島醫療中心的領導人，並將醫療中心的旗幟，設計成交叉圖案內包含喬巴的帽子的模樣。多雷斯羅薩事件落幕後，閱報獲知草帽海賊團懸賞額提高的消息。作為隨行船醫陪同多魯頓出席世界會議，途中閱報獲悉草帽海賊團、火戰車海賊團、杰爾馬66、太陽海賊團暗殺「BIG MOM」未遂的消息。世界會議期間和多魯頓為遭邪惡黑磁鼓王國瓦波爾及其王妃金德瑞拉挑釁的阿拉巴斯坦王國公主納菲魯塔莉·薇薇解圍。
名字的由來取自日本戶隱山的鬼女「吳葉」。
Dr.西爾爾克（Dr.Hiriluk）
聲優：牛山茂（日本）；孫中台（台灣）
演員：馬克·哈雷利克
年齡：享年68歲，身高：213公分，血型：F型，生日：1月12日，星座：魔羯座，出身地：偉大航道「櫻花王國」（原磁鼓王國），喜歡的食物：櫻花漬蘿蔔。
住在磁鼓山山麓的庸醫，喬巴的養父，原為聞名遐邇的大盜卻染上不治之症，幾十年前看到了某座山上盛開的奇蹟櫻花後不藥而癒，其後半生用盡一切精力研究櫻花奇蹟，希望藉此拯救人們的心。經濟來源是搶奪他人的錢，可是幫人醫病從來分文不收，但即使這樣也沒有人願意接受其「好意」。被警備隊追擊時便會採用「誘餌作戰」將喬巴扔向警備隊，喬巴也從其身上領會此術。
8年前帶回被人類與鹿群遺棄的喬巴，視其如親生兒子，並教導喬巴身為醫生的道義。知道自己罹患絕症時日不長後忍痛趕走喬巴，而且刻意被瓦波爾騙至城堡，最後在喬巴趕到前選擇喝下裝有炸藥的酒在磁鼓城堡前結束自己的生命，他的死成為喬巴心中永遠的痛。
Dr.西爾爾克的海賊旗成為了後來櫻花王國的代表旗幟。
名字西爾爾克為德語的「治療」之意。
醫生20（Isshi-20）→醫生100（Isshi-100）
聲優：田中大文〈電視版〉→青野武〈劇場版〉（日本）；符爽〈電視版〉→孫中台〈劇場版〉（台灣）
在國王所推行的「醫生20計畫」中選出的20名優秀醫生，想找他們看病的居民必須跟瓦波爾下跪求情。5年前受到Dr.西爾爾克的感召，產生自己是全國僅剩20名醫生的一員的覺悟，認真地為了現在與將來真正需要的病患日夜研究醫學。
醫生20計畫選出全國最優秀（且願意服從）的20名醫生，其餘任何自稱是醫生的都殺掉或放逐，以確保醫生20團隊是求醫的唯一路徑。目的是讓瓦波爾可以看到民眾對他苦苦哀求的神情，純粹是好玩。但計畫實行時有兩名醫生遲遲無法根除，即Dr.西爾爾克和Dr.古蕾娃。其中Dr.西爾爾克約在5年前聽到醫生20生病的假消息，使喬巴讓自己喝下阿密烏菇湯後，帶著酒、醫療用具來到城堡，引爆炸彈自殺。Dr.古蕾娃則沒有被抓到。
兩年後在Dr.古蕾娃的整頓下，由原先的20人擴充到100人的規模，合併為磁鼓島醫療中心的成員。
蔥熊瑪利亞（Negikuma Maria）
聲優：吉竹範子〈80、81話〉→日比愛子〈292話〉（日本）；許淑嬪、詹雅菁〈劇場版〉（台灣）
年齡：43歳→45歳。生日：11月14日。
磁鼓國居民。家庭主婦，已知有兩個兒子，擅長的料理是葱蛋糕。曾被魯夫和騙人布誤認為是健行熊而向她行禮。
玉町（Tamachibi）
聲優：吉竹範子（日本）；詹雅菁（台灣）
磁鼓國某家餐廳老闆的兒子。父親（聲優：稻田徹（日本）；宋克軍（台灣））忙於照顧餐廳顧客，即使問孩子也只是一直哭鬧，直到古蕾娃經過，知道哭鬧的原因，是因為化膿性發炎，便擅自為他做治療，收取餐廳一半費用，事後很感謝古蕾娃的治療
拉邦（Lapahn）
聲優：稻田徹（日本）；符爽（台灣）
身長：約180cm，喜歡的食物：鹿肉，主要棲息地：偉大航道「櫻花王國」（原磁鼓王國）。
凶惡的肉食性兔子。有兔子的靈敏和熊的體格，常集體攻擊獵物。一開始魯夫和香吉士帶著生病的娜美前往磁鼓山求助醫生時，由於香吉士踹飛拉邦的幼獸導致他們被一大群拉邦攻擊，後因為魯夫救出被雪堆活埋的一隻拉邦，所有拉邦出面幫助魯夫他們抵擋瓦波爾的追殺。事件後代替喬巴拉著Dr.古蕾娃的雪橇。兩年後沒什麼變化，成為櫻花王國和平部隊的成員。

### 阿拉巴斯坦王國
位於「偉大航道前半段（樂園）」中的「聖汀島」的沙漠王國，首都是阿爾巴那，整個國家的人口約有100萬人。紀錄指針存滿需5天。此外，秘密犯罪組織巴洛克華克曾施行「理想鄉作戰」。是擁有出席世界會議權利的國家之一。

### 加亞島
加亞島，曾經存在着黃金都市香朵拉的島嶼，島嶼原本的形狀是個骷髏，蒙布朗·諾蘭德曾造訪此處，後來香朵拉一帶形成空島而分離。其魔谷鎮（モックタウン）為海賊建立的城鎮。
泰利（Terry）
聲優：不詳（日本）；符爽（台灣）
魔谷鎮酒吧的老闆，雖然說自己不是廚師，但對料理的味道似乎非常講究。
史貝克托爾（Spector）
聲優：不詳（日本）；符爽（台灣）
魔谷鎮「熱帶大飯店」的店長，說話時搖頭晃腦的滑稽模樣，讓人印象深刻。
修波（Jobo）
聲優：不詳（日本）；孫中台（台灣）
魔谷鎮鎮上的酒鬼，把魯夫的懸賞金其實是1億貝里告訴貝拉密的人。

### 長環長島
長環長島（Long Ring Long Land）形狀像長戒指，平日被大海分成10個小島，每3年會有一天發生3小時的海水大退潮。
東吉特（Tonjit）
聲優：龍田直樹（日本）；孫中台（台灣）
年齡：61歲→63歲，生日：10月2日，身高：118公分，星座：天秤座，血型：F型，出身地：長鏈島，喜歡的食物：牛奶。
長環長島的游牧民族，第一部故事的10年前向踩高蹺的世界紀錄挑戰，結果因為懼高症加上高蹺是世界第一的高而不敢下來，而那天剛好是移居的日子，全村村民因為找不到東吉特，只好丟下他離開。這10年之間竹子甚至繼續生長，他僅靠著樹上的水果果腹，直到魯夫將他的高蹺誤以為是竹子精靈而打斷才摔下來。喜歡拿羊奶招待客人（但東吉特的羊奶放了10年後已經變成奶酪）。
在Davy Back Fight後遇上海軍上將「青雉」主動出手相助，他和愛馬榭莉才得以直接移居至村人所在的島。動畫版中的東吉特在DBF事件後正好遇到從另一個島挖洞過來的孫子力東多，並沿著地道回到村子，而受到青雉幫助的是一群落難船客。
兩年後沒什麼變化，定居在族人所在的島，身邊多了兩個孫子女，邊吃乾酪邊看著記載草帽海賊團重新出發的新聞消息。
榭莉（Shelly）
聲優：粗忽屋後楽園店（日本）
生日：10月31日，星座：天蠍座，喜歡的食物：蘋果。
東吉特的愛馬，是一匹脖子很長的白馬。在居民遷移的10年間只有牠苦苦等待失蹤的東吉特，與主人相聚後在草原上奔跑時，遭弗克西海賊團開槍射傷腿部，後來在喬巴的照顧下痊癒。兩年後沒什麼變化，依然陪在東吉特身邊，還和東吉特的孫子一同玩耍。名字取自于雪利酒。
力東多
聲優：阪口大助、日比愛子〈幼少期〉（日本）
動畫原創角色，東吉特的孫子。

### 水之七島
水之都，盛行造船業的島嶼。島上的居民將城市建在沉於海底的地基上，亞誇·拉格娜（水之諸神）和地基下沉所引起的水災是這座城市最大的心病，記錄指針存滿紀錄約要一週的時間。水之諸神的巨浪加上大海賊時代海賊的海上掠奪，讓過去以造船來飛黃騰達的水都面臨荒廢的命運，直到10年後，傳說中的船匠湯姆創造了海上列車「冒煙湯姆」，才終於有了重大的轉機。

### 鬼魂島
鬼魂島（Ghost Island）是位處於魔幻三角地帶的一個四周被濃霧包圍的「島嶼」；但根據布魯克敘述，這「島嶼」的真面目其實是一艘來自西海、世界最大型的海賊船「恐怖三桅帆船」。整個「島嶼」被高高的外牆包圍，入口是一道外型像巨大嘴巴的大閘；「島嶼」中央位置有著古堡建築群，中間有著支撐船體的巨大桅杆。居住著時任「王下七武海」之一的領導人月光·摩利亞和幹部“三怪人”率領的殭屍軍團，以及因被捕獲失去影子只能屈身在陰影下的落敗受害者，其中包括翻滾海賊團。
在與草帽海賊團對決期間，恐怖三桅帆船（鬼魂島）遭到摩利亞、歐斯及巴索羅繆·大熊嚴重破壞，多數建築物被摧毀至倒塌；在摩利亞落敗撤離後，島上的殭屍全數被消滅和埋葬，失去影子而在周圍徘徊的受害者也陸續離開。戰後索隆在司法島被海軍所損的佩刀「雪走」和布魯克以前所屬倫巴海賊團的船頭和同伴都同葬於此島。在陽光重新籠罩此處之後，該島（船）處於廢棄狀態。
兩年後，佩羅娜曾經回到這裡找回庫馬希的軀殼。世界會議時期似乎被摩利亞回收用來航行至黑鬍子海賊團的海賊島「蜂巢」。

### 夏波帝諸島
夏波帝諸島（Sabaody Archipelago），是個盛行人口販賣的島嶼，也是通往「新世界」的入口。岛上建筑风格是接近现实中东的矮小平房风格。因為樹木本身的樹脂加上樹根的呼吸，造就了島上特有的「泡泡文化」，亦利用泡泡做為生活用途，例如：泡泡包裝、泡泡腳踏車。各種不同的人都會在這座島上活動，包括世界貴族、賞金獵人、海軍、人口販子，以及要前往新世界的海賊等。岛上觀光娛樂业发达，有游乐园及演唱会，还有聚集各個不法之徒的“灰色地区”、拍賣行即位於此。由於島上仍然存留黑暗的歷史，人口販賣、鄙視人魚和魚人的行為仍遭默許。島嶼由79棵世界上最大的亞爾基曼紅樹組成，每一棵樹都有相應的城鎮和設施，島嶼之間有橋樑相連著，所以記著號碼就不會迷路（但索隆那樣的路痴是個例外）。由於是樹林組成的，所以島嶼本身沒有磁力，紀錄指針也就無法發揮作用。

#### 夏姬的敲竹槓BAR
席爾巴斯·雷利（Silvers Rayleigh）
聲優：曾我部和恭〈第8話〉→園部啟一〈第394話起〉（日本）；符爽〈第8話〉→宋克軍〈第394話起〉（台灣）；黃啟明（香港）
年齡：76歲→78歲，生日：5月13日，身高：188公分，星座：金牛座，血型：XF型，出生地：不明，喜歡的食物：煮豆子，霸氣：見聞色、武裝色、霸王色。喜歡的東西：年輕女子
原羅傑海賊團副船長，別名「冥王」及「海賊王的右手」。
年輕時期的雷利為金色短髮，首次登場於巴其的回憶當中。年老的雷利留有長曲髮，下巴亦長有鬍子，鬚髮皆銀，戴着眼鏡，右眼有一道直列的疤痕。有酒不离身、岛内或外四处流连不常在家的习惯。雖然已隱居多年，但其身手和速度仍相當出色。擅長劍術、踢擊等體術，並精通三色霸氣的高階運用（例如一开始展示给鲁夫类似“隔山打牛”的高阶武装色霸气）。
年輕時的雷利因為自己家被燒毀而四處遊蕩，並以偷來的一艘小漁船為家，當他飄流到某個港口，因緣際會下遇到尚未出道的羅傑，年輕的羅傑經一番自我介紹後並詢問「要不要和我一起把這個世界搞的天翻地覆啊？」，雖然雷利覺得這個想法很可笑，但終究還是成為羅傑的第一個夥伴。先後參與過三十八年前的「諸神峽谷事件」和二十七年前的「艾特沃爾海戰」。在羅傑海賊團解散後定居夏波帝諸島擔任上膜工人，成為一個愛喝酒及玩樂的老頭。在二十四年前羅傑被處刑時他並沒有出現在圍觀群眾當中，而那一晚後就從沒笑得這麼開心過，也從沒哭得這麼傷心過，更從沒像那晚喝過那麼多酒。二十多年前在海上遇難時因故被當時還是孩子的小八所救。二十二年前從報導中得知金獅子獅鬼逃獄的消息。十三年前，與夏姬和嘉蘭百合一起保護了正在逃避天龍人追殺的波雅·漢考克三姐妹。
初次登場於人口販賣的拍賣會場上，因為沒有金錢去玩樂，自願把自己送到人口販賣場欲從雇主那裡竊取錢財，不了解情況的會場人員似乎也只把他當成一個普通老頭來販賣。在草帽海賊團引發天龍人的事件後，和恢復自由之身的巨人族奴隸斯坦森出現在眾人面前，並使用霸王色霸氣瞬間擊倒眾多敵人（包括試圖行刺海咪的天龍人夏露莉雅），甚至用高階武裝色霸氣徒手拆掉海咪頸部上的引爆枷鎖項圈。由於雷利本身與小八是老交情、加上為感謝草帽海賊團對小八的挺身相救，因此很快就答應一行人免費幫千陽號上膜，還特地將自己的生命紙分給草帽海賊團，還和魯夫談論海賊王的定義，而魯夫的回答則是「在這大海上最自由的人才是海賊王」，讓雷利深感自己果然沒有看錯人。當雷利被羅賓詢問歷史本文的問題時，他雖表示能將所有的一切都告訴羅賓，但卻希望羅賓自己透過冒險來找尋答案，因為他們找到的答案未必會和羅傑他們當初看到的一樣。
在海軍上將波爾薩利諾利用閃光果實的能力重傷索隆時，挺身救下索隆並持劍和黃猿展開激烈交戰，表示新的時代即將來臨，不會讓黃猿摘掉這些茁壯中的「嫩芽」。同時和平主義者亦開始捕獲行動，但因巴索羅繆·大熊也來到夏波帝諸島，他將草帽海賊團分別拍飛到不同的島嶼上，私下向雷利透露自己的身份是革命軍幹部並解釋自己與草帽海賊團有緣，想幫助他們逃脫才拍飛他們，同時表示自己時間已經不多還告訴雷利拍飛魯夫的方向。在馬林福特發生的「頂點戰爭」中一直待在夏波帝諸島觀看現場直播，得知白鬍子的死訊而眼眶泛淚。
在頂點戰爭結束後，雷利憑藉夏姬的推測前往女人島亞馬遜百合尋找受傷的魯夫，途中他搭乘的船隻因暴風雨被毀壞，便以游泳方式穿越滿佈海王類的無風帶，花一天的時間到達亞馬遜百合與魯夫會合，並與漢考克三姊妹再度會面。同時阻止魯夫倉卒回到夏波帝諸島並向他作出一個提案。雷利與魯夫和吉貝爾再次前往馬林福特且奪下一艘軍艦，讓記者捕捉到魯夫的影像後隨即離開；雷利認為只要魯夫的伙伴看了報導就會明白他們的用意。在魯夫與伙伴分散期間作為指導他使用霸氣的啟蒙師父，雷利與魯夫留在露斯卡依纳島展開修練。另一方面，雷利認為野外就有取之不盡的天然食物資源，太安逸的環境會讓魯夫無法成長，為了鍛鍊魯夫的求生意志特地吩咐漢考克不可以在魯夫修行的期間為他送食物，同時建議漢考克擔心魯夫的話可以為他祈禱。後來雷利因為魯夫在1年半學會三色霸氣的基礎，故提早半年回到夏波帝諸島。
兩年後在草帽海賊團重聚後，當魯夫對前來送別的自己大喊著：「我一定會做到的！我要成為海賊王！」；雷利對魯夫的成長感到相當欣慰，同時也想起年輕時與羅傑初次相遇的景象，認為魯夫一定會成為適合戴那頂草帽的男人。在海軍企圖追捕草帽海賊團時，雷利持劍在地上劃出一道界線令海軍因畏懼而不敢前進。和之國篇落幕後，與夏克雅克前往亞馬遜百合救援漢考克等人，鑒於自己年事已高難敵黑鬍子，要求漢考克讓被石化的海軍和黑鬍子海賊團幹部恢復正常，作為讓海軍和黑鬍子海賊團撤離亞馬遜百合的交換條件。
姓氏意思為白銀（Silver）。名字的由來為英國探險家兼海盜沃爾特·雷利爵士（Sir Walter Raleigh）。
夏克雅克（Shakuyaku）
聲優：鶴弘美〈第392～518話〉→淺野真澄〈第870話起〉（日本）；許淑嬪（台灣）
年齡：62歲→64歲，生日：5月8日，星座：金牛座，血型：X型，身高：186公分，出身地：亞馬遜百合，喜歡的食物：威士忌。
夏姬的敲竹槓BAR老闆娘。別名「夏姬（Shakky）」，亞馬遜百合上上代皇帝，九蛇海賊團的前船長。現今與雷利一起生活，有抽煙的習慣。本身就是個情報通，收集很多情報，對草帽海賊團非常看好。稱魯夫為「小蒙其」。
在第一部42年前擔任九蛇海賊團的副船長。擁有極高的人氣，所收到的信甚至是當時的船長格羅莉奧莎的一百倍。因格羅莉奧莎患上相思病辭去九蛇海賊團船長和亞馬遜百合皇帝之位後，成為九蛇海賊團船長和亞馬遜百合皇帝。
四十年前曾當过海賊且被蒙其·D·卡普給追捕，其後退隱在「蜂巢」經營酒吧，並深受洛克斯、艾德華·紐蓋特等一眾男性歡迎。在洛克斯海賊團解散後在夏波帝諸島上經營酒吧，擁有輕易打倒兇惡海賊的實力。多年前波雅·漢考克三姐妹逃離天龍人的掌控時與雷利和嘉蘭百合聯手保護她們。當草帽海賊團初次到訪時正在店裡教訓賒帳的海賊，但她在得知草帽海賊團是小八的朋友後，便對魯夫等人表示他們可以免費享用店裡的餐飲，還主動告知他們有關海賊界十一位超新星的情報。
「頂點戰爭」結束后，与迪巴魯率领的飛魚騎士團一起保护停留在夏波帝諸島的千陽號，直到巴索羅繆·大熊到来接手保护任务。「頂點戰爭」結束兩年後，雷利援護草帽海賊團再次出航，夏姬則在事後陪同雷利眺望海岸，並聆聽對方敘述當年和羅傑相遇的經過以及對草帽海賊團的期盼。和之國篇落幕後，與雷利前往亞馬遜百合救援漢考克等人。
名字的意思為芍藥（しゃくやく）。

#### 飛魚騎士團
飛魚騎士團（Flying Fish Riders）是以夏波帝諸島附近海域為根據地的綁架集團；曾夥同馬可羅三人捉拿章魚小八。除頭目以犛牛作為坐騎外，其餘團員皆以飛魚作為坐騎，飛魚的速度很快，而且可離開水面5分鐘作短暫的高速飛行。自頭目迪巴魯整形後，團體更名為「彩色人生騎士團」（Rosy Life Riders），也不再從事綁架勾當。
迪巴魯（Duval）
聲優：關俊彦（日本）；孫中台（台灣）；蔡忠衛（香港）
年齡：23歲→25歲，生日：8月11日，星座：獅子座，血型：S型，身高：470公分，出身地：偉大航道，喜歡的食物:豬蹄。
飛魚騎士團（彩色人生騎士團）頭目。外號「鐵面具」（Iron Mask Duval），海賊王羅傑死後一星期出生的嬰兒。自嬰兒時期，他的外貌就被家人認為是「大海賊時代」的詛咒。一旦憤怒或緊張，說話就會口齒不清（尾音是「了呦啦」），口頭蟬是「啥？你在說俺帥？」跟「俺是帥哥，不，俺是迪巴魯…」，非常喜歡拋媚眼卻不擅長。
本為在鄉下地方當不起眼的黑手黨，以威脅和勒索附近村民維生。由於長得和香吉士第一份懸賞單的畫像一模一樣（不過眉毛是往下卷），遭到海軍及賞金獵人的追捕，因此戴上鐵面具並到處尋找草帽海賊團。後來在根據地被香吉士以「整形套餐」徹底整容，變成一位自戀的型男，亦對香吉士非常感激。
在整形後把團體由「飛魚騎士團」改名為「彩色人生騎士團」，稱號也由「頭目」轉為「大哥」。迪巴魯承諾會在這片海域幫助草帽海賊團，並留下電話蟲號碼讓他們隨時呼叫。在夏波帝群島協助草帽海賊團尋找人魚海咪被人口販賣的場地也接送他們逃走。在草帽海賊團分散期間與章魚小八及手下負責在島上守衛著千陽號，不讓試圖對千陽號下手的集團偷走它。兩年後與手下在夏姬的店負傷休養，香吉士還前來探望他們的狀況。
摩托巴洛（Motobaro）
聲優：竹本英史（日本）；符爽（台灣）
種族：犛牛，生日：8月19日，星座：獅子座，出身地:偉大航道。
迪巴魯的寵物兼坐騎。有著一對被稱為「好漢角」（Heart-smashing Horns）的強韌牛角，個性很呆。被魯夫用霸王色霸氣威壓而昏倒。在海面上能夠游泳載人，但速度很慢；經過佛朗基改造之後，游泳的速度比飛魚飛行還要快。
名字取自于摩托罗拉手机。

#### 其他居民
迪斯可（Disco）
聲優：增谷康紀（日本）；符爽（台灣）
生日：6月12日，星座：雙子座，出身地：偉大航道「夏波帝諸島」。
夏波地諸島人口拍賣會場的主持者，被稱作「會走路的超特價拍賣會」。身材瘦弱、有著長長的銀色頭髮、下巴分裂、細碎的鬍鬚的男性。戴著紫色的外套、粉紅色的圍巾、高大的黃色帽子（底部周圍有花朵圖案）。上場主持時會戴上星形眼鏡。兩年後變成流浪漢，雖然衣衫襤褸、鬍鬚和髮型也凌亂不堪。但是仍戴著原本的帽子和眼鏡。
初次登場於人口販賣的拍賣會場上的主持人休息室，聆聽工人報告有商品收到獵狗寵物團給抓進拍賣會的人魚海咪時以保持着笑眼。但當海咪對自己吐舌頭時為此十分生氣，賞她個摑掌甚至要施暴，但因為工人的勸說中提到貨物有受損就會影響到價錢的情況而收手。當天龍人查爾羅斯出價五億貝里要買走海咪，在倒數出價時間然後敲板時卻發現魯夫從天而降出現在自己的面前，在魯夫等人出動釋放要販賣的奴隸而引發的騷動中，要求查爾羅斯的妹妹夏露莉雅付出海咪的款項時卻被她給痛打一頓，隨後和在多數人士被席爾巴斯·雷利使出霸王色霸氣給擊昏。之後他對海軍的處理感到不信任，致電向其雇主王下七武海之一的多佛朗明哥請求協助，結果被多佛朗明哥以「新時代正向著我微笑」和「人口販賣已經過時」撇清關係切割收場。
「頂點戰爭」結束兩年後，他因人口拍賣會場正式倒閉而被迫流落街頭，使他用刀刺著魯夫、尤斯塔斯·基德、托拉法爾加·羅以及雷利的通緝海報，並發誓一定要找他們復仇。
名字取自于流行于八十年代的舞蹈的士高。
彼得曼（Peterman）
聲優：高戶靖廣（日本）；孫中台（台灣）
生日：1月4日，星座：摩羯座。
獵狗寵物團團長。衣著打扮跟羅賓漢相似。以夏波帝諸島為基地的綁架集團。曾成功抓住人魚海咪並將她帶到拍賣會場上進行販賣。後被草帽海賊團和彩色人生騎士團給歐打教訓一頓。
名字取自于漫威系列的蜘蛛侠主角彼得·帕克。
咖啡猴子（Coffee Monkeys）
聲優：森岳志（日本）；符爽〈第395話〉→宋克軍〈第512話〉（台灣）
結成日：11月14日，星座：天蠍座，出身地：偉大航道。
以夏波帝諸島為基地的綁架集團，團員的外貌和行為也像猴子一樣。曾成功抓住熟睡中的巨人族斯坦森並將巨人族帶到拍賣會場上進行販賣，但風頭卻被抓到人魚的獵狗寵物團給搶去。
「頂點戰爭」過後，試圖搶奪停拍在44號紅樹的千陽號，但被彩色人生騎士團給擊退。
形象参考自西游记里花果山美猴王孙悟空的猴子猴孙。
安東尼奧（Antonio）
聲優：沼田祐介（日本）；孫中台（台灣）
夏波地諸島的特產「偉大饅頭」的老闆。
凱里肯、米魯巴（Kairiken、Minoruba）
聲優：平井啓二、藤本隆宏（日本）；孫中台、宋克軍（台灣）
夏波地諸島的賞金獵人。企圖攻擊魯夫等人，但遭到反擊。
瑪莉（Marie）
聲優：小松里歌（日本）；許淑嬪（台灣）
生日：11月2日，星座：天蠍座，出身地：偉大航道「夏波帝諸島」。
夏波地諸島的醫院護士，朱迪的戀人。魯夫等人登陸夏波地諸島期間，正在搬運受傷的人去醫院時擋到帶著自己據有的女性巡島的天龍人查爾羅斯的路，所以查爾羅斯用腳給踢翻護送的隊伍。因為查爾羅斯給看上所以就當著在朱迪的面前被查爾羅斯給強制帶走。後來在雷利與魯夫等人大鬧人口販賣場時，連同其他被押往人口販賣場的人們被魯夫等人趁機解放順利逃走，回到朱迪的身旁。
朱迪（Judy）
聲優：岡本寬志（日本）；符爽（台灣）
生日：11月2日，星座：天蠍座，出身地：偉大航道「夏波帝諸島」。
夏波地諸島的居民，瑪莉的戀人。魯夫等人登陸夏波帝諸島期間，因為不滿查爾羅斯想強行帶走瑪莉反而遭他給開槍射傷。事後被索隆帶往醫院接受治療，在前往醫院的路上對瑪麗的事感到很擔心。
馬琳（Marin）
聲優：不明（日本）；宋克軍（台灣）
生日：10月17日，星座：天秤座，出身地：偉大航道「夏波帝諸島」。
22號GR人口販賣店裡的出售奴隸之一，穿著人魚尾的人類男子，不擅水性。魯夫等人尋覓被擄走的海咪時，向店主詢問店裡是否有被帶來的人魚，店主推薦魯夫等人買走馬琳，但被魯夫識破其偽裝身份。
名字取自于亚瑟王传说里的大魔法师梅林 (亚瑟王传说)。
帕西雅（Pascia）
聲優：不明（日本）；詹雅菁（台灣）
生日：2月21日，星座：雙魚座，出身地：南海。
被帶往人口販賣場拍賣的年輕舞孃，20歲，在人口販賣場以八十萬貝里被起價拍賣，被參與競標者以七百二十萬貝里奪標。後來在雷利與魯夫等人大鬧人口販賣場時連同其他被押往人口販賣場的人們被魯夫等人趁機解放順利逃走。
漢弗萊（Humphrey）
聲優：高塚正也（日本）；宋克軍（台灣）
夏波地諸島的酒吧老闆。告訴娜美海軍總部位置已經搬到新世界。
比庫·里馬克（Beak Remark）
聲優：服卷浩司（日本）；符爽（台灣）
夏波地諸島的魚店老闆。告訴前來買魚香吉士，一名獨眼劍士（索隆）誤以為是漁船，而登上了一艘海賊船。

### 機關島「巴爾的摩」
機關島「巴爾的摩」（Karakuri Island），冬岛。又稱為「未來國」，此島也是448話的扉頁中《艾涅爾空間大作戰》VOL 17所提到的機關島。Dr.貝卡帕庫的故鄉，為了緩和當地長年嚴寒的環境，貝卡帕庫建造了巨大煙囪並利用地熱發動的取暖裝置。科技水平發達，擅長把動物改造成（半）機械狀態。佛朗基曾被巴索羅繆·大熊的能力彈飛到此地，期間佛朗基曾誤觸Dr.貝卡帕庫研究所的自爆按鈕而使得島上發生大爆炸。
基冬（Kitton）
聲優：日比愛子（日本）；許淑嬪／錢欣郁〈ep.512～514〉（台灣）
居住在機關島未來國巴爾的摩的男童，塔羅伊莫主人的孫子。原作則是和塔羅伊莫主人一同外出狩獵的年輕男子。
與爺爺（聲優：佐藤正治（日本）；孫中台（台灣））外出狩獵時，在雪地發現被大熊彈飛到此的佛朗基，並對他的「變態之舞」非常感興趣，因此在佛朗基以紅茶當能量變成無趣的紳士時，基冬擺出「變態之舞」的架勢希望他變回原來的模樣，卻反被回問「孩子，你不害臊嗎？」基冬為了讓佛朗基變回原樣，將他放置在改造動物之森與改造動物搏鬥，自己卻反遭改造動物襲擊深陷危機，被佛朗基所救，後來為了取得製作可樂的資源，與塔羅伊莫帶領佛朗基抵達Dr.貝卡帕庫的研究所。
多雷斯羅薩事件落幕後，和祖父與塔羅伊莫獲知佛朗基的懸賞額再次提升的消息。
芋頭（Taroimo，塔羅伊莫）
聲優：藤本隆宏（日本）；宋克軍（台灣）
經過改造的半機犬，在雪地誤將佛朗基當成獵物，對他展開攻擊，後來牠的主人主動提供圍裙讓佛朗基取暖，被佛朗基回絕。

### 桃色島「卡馬帕卡王國」
桃色島「卡馬帕卡王國」（Momoiro Island「Kamabakka Kingdom」）所有居民和動物都是人妖的國家，亦擁有一顆少女心，與全員女性的亞馬遜百合齊名，擁有「第二女人國」之稱，島上的動植物都是粉紅色的。
香吉士曾被巴索羅繆·大熊的能力彈飛到此地，革命軍幹部「人妖王」伊娃柯夫即為此地的女王。當地特產是名為「進攻料理」的活力菜單，島上居民正是因此而擁有強壯肉體、高強武功，是支戰鬥民族。多雷斯羅薩事件落幕後，當時革命軍大本營「巴爾迪可」被黑鬍子海賊團嚴重摧毀，因此首領多拉格將大本營遷至此地。
艾波利歐·伊娃柯夫
外號「人妖王」，卡馬帕卡王國女王兼革命軍幹部（永久缺席），荷爾蒙果實能力者，從推進城逃獄後恢復女王的身分。
凱羅萊茵（Caroline）
聲優：岩崎浩（日本）；符爽〈ep.510、514〉（台灣）
卡馬帕卡王國的代理女王，自稱「新人妖拳法宗師」（代理）。作為代理身分的象徵，身上戴著具有「代」字標記的徽章等物品。必殺技為新人妖拳法奧義「少女的覺醒」，與她交手過的人都會被植入少女心而成為人妖。在與香吉士的決鬥中，讓香吉士徹底人妖化（少女化）的罪魁禍首。
迪巴尼（Tibany）／伊麗莎白（Elizabeth）
聲優：川津泰彥〈人妖〉／前田愛〈幻想女性〉（日本）；符爽〈ep.419·522〉→宋克軍〈ep.454〉→宋昱璁〈ep.514〉【人妖】／許淑嬪〈幻想女性〉（台灣）
桃色樂園卡馬帕卡王國的居民，有著金髮綠眼的高大人妖。動畫版名字為伊麗莎白。
動畫版中在海邊發現被巴索羅繆·大熊彈來此地的香吉士，並親自為他擦拭臉部時，不慎將手帕遺留在他身上，使得香吉士在意識模糊中對他產生遐想。後來香吉士登門造訪並歸還他的手帕，被他的真面目嚇得落荒而逃。
兩年後香吉士來到夏波帝諸島時，他也在送行的人妖群內，當海軍抵達夏波帝諸島準備捉拿草帽海賊團時，伊莉莎白為了幫助香吉士，率領人妖們阻擋海軍的攻勢，並拋了一記媚眼（碎掉的）當作給香吉士的餞別禮，香吉士雖然不知情，卻說自己好像有種「心臟被捏爆的感覺」。

### 波音列島
波音列島（Boin Archipelago）的外形像綻放的花，實際上是數個漂浮在海面上，學名為「斯托馬克巴隆」（胃之男爵）（Stomach Baron）的食肉植物。此處的「強盜森林」綠石棲息著可怕的食人植物和大到嚇人的昆蟲、鳥類，而且海獸或海王類亦會登島，深處「誘惑之森」裡的植物多呈現餐餚狀的外貌，皆可食用，就連瀑布都是拉麵。島的中央是斯托馬克巴隆的覓食口，外圍在特定的時間會開始震動，將在誘惑之森覓食的肥胖生物全倒入覓食口，騙人布曾被巴索羅繆·大熊的能力彈飛到此地。
海格拉斯
聲優：西凜太朗（日本）；孫中台（台灣）
年齡：49歲→51歲，生日：5月10日，身高：214公分，星座：金牛座，血型：F型，出身地：南海，喜歡的食物：拉麵。
居住在波音列島的勇士，特徵是獨角仙般的穿著，能輕易殺死「食人植物」，說話語尾總會加個「嗯」，經常重複訴說自己的名字（動畫版中的末尾會說到一半就被切斷，跳到「下集待續」畫面）。
在森林中遇見被巴索羅繆·大熊彈來的騙人布。動畫版與騙人布被食人向日葵意外彈飛至某處森林，倆人飽餐後遇上島中心食人植物的開合覓食，與騙人布逃過一劫。騙人布展開特訓之後，負責指導騙人布島上植物的特殊性能，並在旁協助騙人布的修行。
兩年後，當海軍抵達夏波帝諸島準備捉拿草帽海賊團時，海格拉斯為了幫助騙人布，與波音列島的巨型昆蟲聯手對抗海軍部隊。多雷斯羅薩事件落幕後，獲知魯夫等人懸賞額再度提升的消息。
名字由來是希臘神話的大力士海克力斯。

### 納馬克拉島「哈拉黑塔涼」
納馬克拉島「哈拉黑塔涼」（Namakura Island（Harahettania））又稱「貧困之國」，為了向奪走一切，害他們國民一無所有的長手族復仇，時常不定期舉行黑魔術儀式。布魯克曾被巴索羅繆·大熊的果實能力彈飛到此地。国家则取自于菲律宾与新加坡和东南亚各国。
佩克利（Pekkori）
聲優：辻村真人（日本）；孫中台（台灣）
貧困之國的首領，頭戴黑綿羊裝飾的帽子。在布魯克被彈來貧困之國的隔日早晨，與當地居民帶著食物（原為全體村民一星期份）招待布魯克，並告知長手族強盜在島上橫行猖獗一事。形象则取自于越南劳动党主席胡志明和菲律宾总统杜特尔特跟英国首相里希·苏纳克跟西藏活佛仓央嘉措与五世达赖罗桑嘉措同藏族未完史诗格萨尔王中的主角格萨尔王。

### 劍山島「泰納凱納王國」
劍山島「泰納凱納王國」（Kenzan Island（Tehna Gehna Kingdom））為長手族居住的地方。国家原型则取自于非洲各国和南美洲各国。
桑克林（Sancrin）
聲優：大場真人（日本）；孫中台（台灣）
泰納凱納王國長手族強盜，於哈拉海塔尼亞王國綁走布魯克，後來相中布魯克的音樂才華，將其視為搖錢樹，積極將布魯克推往音樂舞台發展，使其成為當紅樂手。
「大事件」落幕兩年後，為了舉辦布魯克的巡迴演唱抵達夏波帝諸島，後企圖將布魯克出賣給海軍，反讓布魯克得以和夥伴重逢而趁機離開經紀人旗下，更因使布魯克的粉絲與海軍發生衝突造成巨額損失。在多佛朗明哥的勢力倒台後，閱報獲知布魯克懸賞額提升的消息而咬牙切齒。形象则取自于南非总统曼德拉和乌干达军官伊迪·阿明·达达跟英王乔治六世与指纹鉴定之父阿方斯·贝蒂荣跟法学家孟德斯鸠和《红星照耀中国》作者埃德加·斯诺。

### 魯魯西亞王國
魯魯西亞王國（Lulusia Kingdom，露露西亞）為經濟貧困的國家，是擁有出席世界會議權利的國家之一，但亦使居民們除了繳稅之外還必須負擔進貢給天龍人的高額天上金。在圓蛋糕島事件之後，遭受黑鬍子海賊團的麾下桃鬍子海賊團襲擊，被革命軍的四名軍隊長所救。
在和之國篇之後，是參與八國革命的國家之一，當地人民推翻了其國王及公主，不久後帶領當地人民離境的薩波向革命軍透露伊姆的存在，隨後獲知訊息的世界政府動用從Dr.貝卡帕庫那裡竊取的兵器「聖母烈焰」抹消魯魯西亞王國，使該國消失殆盡並留下一個深邃大坑，亦導致全世界的海平面上升一米，世界政府對外宣稱其原來所在地的那一帶被海嘯吞滅。国家原型取自于盛产石油工业和吸血鬼传说的罗马尼亚。
關籍（Seki，賽基）
聲優：高塚正也（日本）；宋克軍〈第889集〉→符爽〈第1089集〉（台灣）
魯魯西亞王國的國王，是個過分的王，使人民過得不是很幸福。由於人民起義推翻王國而將其關押監獄，使他揚言待海軍反攻後要對反叛的人民處於穿刺之刑，後被世界政府連同王國的存在一起抹殺。
名字取自于日语的咳嗽和石油的拟音。形象参考自罗马尼亚的英雄和帝王弗拉德三世和吸血鬼德古拉伯爵以及吸血鬼原型该隐和罗马尼亚之王弗拉德二世。
柯瑪奈（Komane，克瑪內）
聲優：佐佐木愛（日本）；詹雅菁〈第879集〉→連婉鈞〈第1089集〉（台灣）
魯魯西亞王國的公主，跟著父親前赴世界會議途中遭海賊綁架，後來被克比與貝魯梅柏的海軍小隊平安救出，當她獲救後憤而對綁架她的海賊拳打腳踢。由於人民起義推翻王國而將其關押監獄，後被世界政府連同王國的存在一起抹殺。形象则取自于古埃及法老克里奥帕特拉。
莫妲（Moda）
聲優：佐藤聰美（日本）；許淑嬪（台灣）
魯魯西亞王國的居民，曾與艾斯有過交流，後來參與擊退桃鬍子海賊團以及推翻原王國成功，由於想要加入革命軍而隨同薩波離開。
Q吉&柯妲（Kyuji&Koda）
魯魯西亞王國的居民，現為海軍G-2支部食堂的廚師，為莫妲的父母。於扉頁「艾斯的黑鬍子大搜查線」中短暫登場，受命跟隨採購船回到自己的農場購買牛奶，並與自己的女兒莫妲會面。
黑鶴（Kurotsuru）
魯魯西亞王國的居民，是個醫生。於扉頁「艾斯的黑鬍子大搜查線」中短暫登場，外型與黑鬍子相似，因此曾被認錯人的艾斯攻擊，遂與其他憤怒的民眾將艾斯丟入水中。
名字则取自于灰鶴。

### 宙斯盾王國
宙斯盾王國（Eigis Kingdom），位於「偉大航道」前半段「樂園」。国家名字取自于希腊神话里智慧女神雅典娜所持有的盾牌埃癸斯，国家原型则取自于英国和北爱尔兰与苏格兰和威尔士与不列颠跟英格兰。
迪伊四世（Tea IV）
聲優：不明（日本）；宋克軍（台灣）
宙斯盾王國國王。嚴格守時的中年男性。
名字取自茶（Tea），特別是指紅茶。形象则取自于亚瑟王和查尔斯三世和弗雷德里克 (威尔士亲王)以及爱丁堡公爵菲利普亲王和英国首相内维尔·张伯伦和首相哈罗德·威尔逊和美孚石油创始人约翰·D·洛克菲勒。

### 波多奇巴拉爾塔島
奧力巴（Oliva）
只登場於艾斯外傳小說「ONE PIECE novel A」的人物。奧力巴家族現任一家之主，穿著誇張花俏的條紋襯衫，10隻手指套著巨大純金戒指，留著二分區式髮型，體型壯碩的猩猩臉男子，擁有一拳打倒海軍本部上校的實力。是個大嬸控，非常喜歡年紀大的女人，身邊的女伴也都是化濃妝的老女人。將自己蒐藏的奴隸與猛獸藏匿在島上的一個馬戲團帳篷中，而暗地裡似乎也有跟別的四皇作交易。
白鬍子派出艾斯、汀奇、斑西、沃雷斯與若干白鬍子海賊團成員偽裝著奴隸仲介人和奴隸混入他的大本營，在發現艾斯等人的意圖後，他雖然派出大批手下和兇惡的猛獸對付他們，卻仍不是對手，被偽裝成熊的汀奇擊敗，但艾斯阻止了汀奇繼續對其下重手，免於了被殺的命運，事後帶著謝禮來給白鬍子海賊團賠罪，並停下了所有事業。
奧力巴的秘書
只登場於艾斯外傳小說「ONE PIECE novel A」的人物，總是待在奧力巴身邊，撥弄手上的算盤計算賭場賒帳的客人欠下的債務金額。

## 魚人島
龍宮王國，位於聖地「馬力喬亞」海底下10,000公尺，是偉大航道前半段樂園和後半段新世界之間的必經地點及中途站（和聖地馬力喬亞一樣，並不屬於此兩個地區）。同時也是大多數魚人族與人魚族的出生地，又有「海底樂園」的美稱。是擁有出席世界會議權利的國家之一。

## 偉大航道後半段（新世界）
綿延在紅土大陸另一邊，偉大航道後半段最後海域。因氣候海流都無法以常識判斷且由「四皇」君臨著，經過偉大航道前半段的篩選很多在此航行著的海賊都實力高強，是最困難也是最危險的海域，新世界中的「大海賊」各自擁有自己地盤以及無數的手下，就好比巨大的犯罪集團般君臨天下，也因此來到新世界的海賊們多半都會選擇做出納入四皇旗下，或是不斷向四皇挑釁戰鬥這兩種手段藉此生存下來。此外，許多海賊們有鑑於自身利益考量，還會抵達在新世界的時候，和其他海賊團達成協議，組成合作聯盟。開創下一個時代的人所聚集的大海。而稱霸這片海域的人，就是海賊王。

### 龐克哈薩特
龐克哈薩特（Punk Hazard）為草帽海賊團進入新世界後的第一站，位於新世界的某座無磁性小島，3個指針都沒有指向這座島。隸屬於世界政府且禁止進入的島，但實際上此島居住著以凱薩·克勞恩為首、擁有先進防護裝備與武器的「PH部隊」以及下半身為動物的「半人馬」。為一無磁性的小島，過去是綠意盎然的生命寶庫，四年前島上的研究所發生事故後成為充滿毒氣的腐敗之島，三年前毒氣突然消失，兩年前經過海軍上將赤犬和青雉之間的戰鬥，使島上出現燃燒島和冰凍島各半的極端自然現象，並充斥著許多原本只有在海裡才能看到的生物（例如鯊魚）。20多年前島上的研究所曾囚禁過日後組成百獸海賊團的海道和KING，他們自行脫離研究所而離開此地。原型可能参考自西伯利亚的通古斯或切尔诺贝利核电站以及奥斯维辛集中营。
凱薩·克勞恩

莫內
人面鳥（Harpy），表面上是凱薩的秘書，實際上卻是時任王下七武海的唐吉訶德·多佛朗明哥的手下。
耶提·COOL BROTHERS／洛克&史考基（Yeti Cool Brothers / Rock&Scotch）
聲優：木下浩之&咲野俊介（日本）；符爽&宋克軍（台灣）
種族：謎之巨人族，年齡：25歲，生日：12月11日，身高：4250公分，星座：射手座，血型：S型RH-，出身地：偉大航道，喜歡的食物：威士忌、烤雞肉串（斯科奇：蘇格蘭威士忌、蘇格蘭蛋）。
凱薩僱用的傭兵，出身於雪之國的獸人殺手二人組，使用武器為巨大的狙擊槍，擅長狙擊，綽號「雪山殺手（Killers of the Snowy Mountain）」，懸賞金額：2,000萬貝里。腳印很大聲音低沉，幾乎都是無聲無息的出現並且殺死對手，藉由委託殺人而獲得報酬，並且漂亮的完成每項任務。雖然身上長著毛皮，但還是非常怕冷（為此被娜美吐嘈為何不穿衣服）。
多年前從偉大航路出海並組成「耶提·COOL BROTHERS」，被海軍擒獲後送往龐克哈薩特準備作為實驗對象，經歷4年前的事故成為凱薩的部下。
接下凱薩的命令在極寒之地用毒氣彈偷襲索隆、娜美(當時靈魂是香吉士)、布魯克，在未確認生死的情況下就認為已死而通知PH部隊回收屍體，隨後槍擊褐鬍子並擄走待在佛朗基身體裡的娜美。最後洛克被趕來救援娜美，待在喬巴身體裡發動怪物型態的佛朗基以大型冰塊砸中身體而昏倒，而史考基則被趕來和魯夫會合的羅砍成二半並衝擊心臟而當場倒地。形象参考自未知生物喜马拉雅雪人和美国的大脚怪。
查多羅斯·希格利格斯（Chadros Higelyges）
聲優：徳山靖彥〈第491話〉→田中一成〈第511話〉→菅原正志〈第583話起〉（日本）；孫中台（台灣）
年齡：43歲→45歲，生日：2月3日，身高：691cm，星座：水瓶座，血型：S型，出身地：偉大航道，喜歡的食物：馬肉。
原褐鬍子海賊團船長，外號「褐鬍子」（Brownbeard），懸賞金額：8,006萬貝里。身材肥大，把長長的褐色鬍子紮成3條辨子，獨特笑聲是「嗚霍霍霍」。
在得知白鬍子的死訊後，明白已經失去了白鬍子的威脅，立刻肆無忌彈地侵略他的島嶼，在新世界某個被他視作地盤的島嶼上，與巴吉魯·霍金斯決鬥敗北，包含他在內的所有團員也因此失去了雙腳。後來於龐克哈薩特先後遇上凱薩·克勞恩與晉陞為王下七武海的托拉法爾加·羅，被改造成的半人動物。
並以半人動物團團長的身份再度登場，砲擊在浮冰對上的魯夫等人，不料被意外出現的靈魂之王布魯克所救，褐鬍子被當成代步工具，事後向草帽海賊團透露龐克哈薩特島背後的故事以及自己與凱薩相遇的經過，自認為凱薩一定會搬救兵來拯救他，卻因為藏不住秘密的性格給自己招來了殺身之禍，凱薩雖然命令雪山殺手兩人組追殺草帽海賊團，但卻以褐鬍子只會扯後腿為由（實為殺人滅口）將他也列在暗殺名單當中，被雪山殺手槍擊昏迷，得知自己被凱薩利用而落淚。
清醒過後在中央湖泊再次遇見索隆等人，轉而協助一行人逃離凱薩釋放的大規模毒氣，順利地抵達研究所和眾人會合，後獨自一人想與凱薩對質，拯救那些被蒙在鼓裡的屬下跟島上的同伴，但無奈被凱薩偷偷施打了肌肉鬆弛劑，無法正常言語揭穿其惡行，更被凱薩利用島上的士兵以火槍擊倒流下悔恨的淚水，待凱薩及其黨羽落敗後，與魯夫等人達成和解，為了讓海軍醫療隊治療凱薩實驗留下的後遺症，自願被海軍逮捕，後聽聞自己被死之國所困的屬下還有一線生機，受到斯摩格默許再次進入島內拯救夥伴。
PH部隊
凱薩的部下，穿著高科技防毒衣配戴氧氣瓶，武器為裝有毒瓦斯和催眠氣體的槍，成員全是當年在意外中倖存下來的囚犯，因為羅的能力而成為半人動物。
「鋼筋」史姆西（Smooge）
聲：藤本隆宏（日本）；符爽（台灣）
擔任研究所門衛。
「葫蘆」菲‧波克（Fen Bock）
聲：竹本英史（日本）；孫中台（台灣）
擔任研究所門衛。
「拉繩」查貝（Chappe）
聲：福原耕平（日本）；宋克軍（台灣）
擔任研究所門衛。
「彎刀」倫恩（Run）
聲：高塚正也（日本）；符爽（台灣）
擔任研究所B棟門衛，因下半身不是動物腿而惹怒魯夫。
史麥利（Smiley）
年齡：4歲，生日：7月18日，身高：15000cm，星座：巨蟹座，出身地：新世界龐克哈薩特島，喜歡的食物：凱撒的糖果。
棲息在龐克哈薩特的毒瓦斯凝膠，凱薩的寵物，外觀呈液態狀，能從口中放出令人窒息的毒氣。是4年前那起意外事故的本體，凱薩表面上淨化毒氣，實際上卻是將毒氣壓縮製造出了史麥利，透過高科技吃下動物系「蠑螈果實 六角恐龍型態」，主要是由有毒瓦斯-H2S毒氣彈組成的凝膠，可以自由行動，但也因此成為了旱鴨子無法游泳，水是它唯一的弱點。由於是瓦斯所構成的，因此若是接觸到火源或是高熱就會引爆，其本身也能夠分裂以及合體。子彈和刀都無法碰觸它，若是人碰到會被毒灼傷以及毒傷。
凱薩下了毀滅草帽海賊團以及海軍G-5的人的命令，讓部下到炎之大地放出史麥利，但是由於史麥利位在炎之大地，草帽等人在冰之大地，而史麥利又沒辦法通過中間的湖，因此史麥利從炎之大地將自己的身體碎片一點一滴的射向冰之大地，在吃下凱薩所準備的特製飼料後，增加了接觸即會神經麻痺的效果，其身體瞬間解體化成名為死之國的紫色濃煙，與其接觸身體將瞬間僵硬慢慢被毒素侵蝕而亡。其果實能力亦在其解體之後重生成果實型態。
形象取自于RPG游戏里的小怪史莱姆。
龍13號（Dragon Number Thirteen）
年齡：??歲，生日：6月3日，全長：7000cm以上(推測)，星座：雙子座，出身地：龐克哈薩德，喜歡的食物：侵入者的肉。
棲息在龐克哈薩特的巨大紅龍，最初是Dr.貝卡帕庫為守衛這座島而創造出來的人造生物，能夠適應任何環境，天龍人曾因為相當中意甚至還替它取了名字，莫內稱它為「大笨龍」。首次登場於龐克哈薩特烈焰之地，與草帽海賊團的四人展開激戰，最後被索隆一刀斷頭，倒楣的成為四人的大餐。
小型龍（Small Dragon）
經過凱薩改良後的龍，不論是速度、力量、防禦都比被魯夫等人打倒的那隻還要高，能飛行和噴火且咬力驚人。
餅乾房的孩童（Guinea Pig Children）
聲優：詹雅菁、許淑嬪、劉如蘋、林沛笭、蘇肇樺、王貞令、張舒婷（台灣）
被凱薩誘拐的孩童，原被凱薩用作巨大化實驗，部份孩童已經巨大化的效果。在龐克哈薩特事件落幕後，孩子們被草帽海賊團和海軍G-5部隊救出，後透過羅的手術治療取出體內毒素，交由海軍帶離島上。
蒙查（Mocha）
聲優：神田朱未（日本）；詹雅菁（台灣）
年齡：9歲，生日：6月28日，身高：692cm，星座：巨蟹座，血型：S型，出身地：新世界，喜歡的食物：摩卡巧克力、年糕。
黑髮的小女孩，餅乾房被誘拐的孩童，凱薩的第一批實驗體，因此體型比一般人大上幾倍。
和辛德主動向草帽一行人求助，當其他孩子的毒癮二次發作準備跟著凱薩回研究所時，只有她即時清醒過來，並幫助喬巴一同抵擋孩子們的攻勢，並守著實為興奮劑的糖果，後為了不讓孩子們繼續受到凱薩控制，情急之下將全部的興奮劑全數吞進嘴裡，因而中毒吐血不支倒地，連同其他孩子們被香吉士帶來的海軍醫療隊移至其他房間接受治療。
辛德（Sind，希多）
聲優：松井菜櫻子（日本）；劉如蘋（台灣）
淺色捲髮的小男孩，與蒙查為同故鄉出生，凱薩的第一批實驗體，因此體型比一般人大上幾倍，是最早主動向草帽一行人求助的孩童。
朵蘭（Doran）
聲：日比愛子（日本）；蘇肇樺（台灣）
洋蔥頭男孩。
昆布（Konbu）
聲：牛田裕子（日本）；王貞令（台灣）
壯碩體型的平頭男孩。名字取自于昆布。
皮優（Biyo，比悠）
聲：川名真知子（日本）；張舒婷（台灣）
頭頂上留有一戳毛髮的男孩。
伍茲（Uzu）
聲：西原久美子（日本）
微胖體型的男孩。名字取自于高尔夫冠军老虎伍兹或乌兹冲锋枪。
艾莉（Ally）
聲：三上枝織（日本）
黑色香菇頭女孩。
琪可（Ginko）
聲：相澤舞（日本）；劉如蘋（台灣）
淺色短髮的女孩，與桃之助來島上的新一批孩童。

### 多雷斯羅薩
位於偉大的航路「新世界」，是座具有度假風情的島嶼，有著「愛與激情與玩具之國」的稱呼，是擁有出席世界會議權利的國家之一。前任国王是原王下七武海之一唐吉訶德·多佛朗明哥，现任国王是利克·德爾多三世，公主是薇尔莉特·德尔多。

### 格林比特
格林比特（Green Bit）位於多雷斯羅薩北面，隱藏於格林比特叢林裡的小人族所居住的部落「頓達塔王國」（Tontatta Kingdom），該族可以栽種任何植物。
900年前，為尋覓物資渡海遷居於格林比特的頓達塔族人，一度被人類迫害險些滅絕，當時統治多雷斯羅薩的唐吉訶德家族發現頓達塔族的存在，將為數眾多的頓達塔族民帶至多雷斯羅薩擔任苦役，大肆虐待頓達塔族民和剝削他們的所得。直至利克王一族於800年前接替唐吉訶德一族成為新任多雷斯羅薩統治者，讓長期飽受人類迫害的頓達塔族民擺脫遭受奴役的命運，還同意頓達塔族民可隨意取用多雷斯羅薩境內的物資，令頓達塔族民對利克王一族心存感激。後來曾登陸加亞島的植物學家蒙布朗·諾蘭德亦於頓達塔王國再度遭受人類迫害之際伸出援手，使得頓達塔王國為感謝蒙布朗·諾蘭德的救命之恩，於王國領地裡建立蒙布朗·諾蘭德的雕像。
多雷斯羅薩篇裡，唐吉訶德家族利用他們栽種人造惡魔果實SMILE，從中賺取鉅額的財富，草帽海賊團、頓達塔族、鬥牛鬥技場選手們組成聯合軍對抗唐吉訶德家族兼破壞人造惡魔果實SMILE工廠，長期被唐吉訶德家族奴役的頓達塔族人也因此獲得釋放。
甘裘（Gancho）
聲優：緒方賢一（日本）；符爽（台灣）
小人族，頓達塔王國國王，佩戴墨鏡和皇冠，滿臉鬍子的老者。在羅賓和騙人布準備和頓達塔族突進多雷斯羅薩的地底展開救援行動時，藏身在羅賓的乳溝裡和眾人行動而引來騙人布的吐槽，遂向羅賓和騙人布說明多佛朗明哥家族和頓達塔族於900年前結怨的經過。多雷斯羅薩事件落幕後，偕同利克·德爾多三世向多雷斯羅薩國民介紹頓達塔族的存在。
蔓雪莉（Mansherry）
聲優：野中藍（日本）；詹雅菁〈ep.693〉 → 許淑嬪（台灣）
種族：小人族，年齡：25歲，生日：1月28日，身高：20公分，星座：水瓶座，血型：X型，出身地：偉大的航路「格林比特」咚塔塔王國，喜歡的食物：蜂蜜。
頓達塔王國的公主，留著金色波浪長髮，外貌楚楚可憐的少女，臉上有兩個腮紅。
超人系「治癒果實」能力者，能以魔法水壺的治癒之水治癒所有生物的傷病，連她本人的眼淚也有同樣的效果。其能力的極致是透過減損壽命為代價發動的「復原能力」，連無機物質都能恢復原樣。
據雷奧所說，她是個我行我素，愛發神經且脾氣頗差的壞心腸女性，實際上是個很愛哭的柔弱女孩，同時也喜歡雷奧，但似乎雷奧完全不懂蔓雪莉行動和話語所隱含的浪漫的感情，所以雷奧常被蔓雪莉追打。
和其餘499名頓達塔族民被困在多雷斯羅薩的「SMILE」工廠擔任苦役，但實際上被囚禁在王宮裡。魯夫等人偕同鬥技場參賽選手及頓達塔族對抗唐吉訶德家族的期間，遭家族幹部以暴力威脅替唐吉訶德家族成員療傷，隨後因為雷奧和喀布哥前來搭救而順利脫險。魯夫等人和鬥技場選手聯手對付多佛朗明哥期間，運用能力治癒困在多佛朗明哥設下的「鳥籠」中的對象。多雷斯羅薩事件落幕後，運用能力為國境內的傷患療傷，並隨時待在蕾貝卡肩上。
世界會議篇陪同多雷斯羅薩王族出席世界會議，為一度遭天龍人查爾羅斯聖狹持而受傷的魚人島龍宮王國公主白星治療。
| 蔓雪莉的能力 | 蔓雪莉的能力    | 簡介 |
| 基本技       | 延伸技          | 簡介 |
| ------------ | --------------- | --- |
| 「治癒果實」 | 治癒之淚 （治癒の涙）   | 將能力者的眼淚撒向要治癒的生物便會痊癒，無論是再嚴重的傷害都能夠在一瞬間治好。 |
| 「治癒果實」 | 治癒蒲公英 （チユポポ） | 是能力者的眼淚成分所結成的蒲公英，能讓大範圍的人們有幾分鐘的暫時性超恢復，但只要時間一到，那些人便會恢復成受傷時的狀態。                                                                               |
| 「治癒果實」 | 獻血蒲公英 （献ポポ） | 是能力者從身體健康的對象身上採集治癒力所結成的蒲公英，分配給需要的對象使用便會痊癒，無論是再嚴重的傷害都能夠在一瞬間治好。缺點是倘若於採集治癒力的對象身上採取過多治癒力，將會導致該對象體力不支倒地。 |
頓達塔族頓達兵團（Tontatta Combat）
兵長是雷奧，共有戰鬥、飛行、偵查等3支部隊。於多雷斯羅薩戰役結束後自願加入草帽海賊團的旗下，並改名為「頓達塔海賊團」。

古拉芭（Grabar）
聲優：達依久子（日本）；許淑嬪（台灣）
小人族，雷奧的祖母，頭髮綁成分結狀的粗髮辮，配戴耳機和墨鏡的小人婆婆，認為自己雖走路顛簸但不會摔倒。在雷奧準備隨同頓達塔族人突進多雷斯羅薩的地底展開救援行動前，特地為雷奧準備便當。
毛爺爺（Maujii）
聲優：粗忽屋新宿店（日本）；孫中台（台灣）
小人族，為蓄著白鬍鬚的長者，為蔓雪莉公主的近身侍衛，在小人族們協助草帽海賊團突破「SMILE」工廠時撞破其中一道大門。

### 普羅丹斯王國
普羅丹斯王國（Prodence Kingdom）位於「新世界」，為擁有參與世界會議的權利的諸多國家之一。多佛朗明哥推翻多雷斯羅薩的利克王朝政權前，和多雷斯羅薩維持密切的友好關係。隨著多佛朗明哥的陰謀被揭發垮台，得知真相的普羅丹斯王國和復位的多雷斯羅薩國王利克·德爾多三世重新建交。名字取自于现实中的位于法国北部被称之为薰衣草王国的普罗旺斯。
伊力薩貝羅二世（Elizabello II）
聲優：長克巳（日本）；宋克軍（台灣）
年齡：57歲，生日：2月2日，身高：436公分，星座：水瓶座，血型：F型，出身地：偉大的航路「普羅丹斯王國」，喜歡的食物：賓治酒。
普羅丹斯王國的國王，皇冠綴有多枚十字架，肌肉發達的體寬大漢。
喜欢的據達伽瑪的說法，其人藉著與生俱來的強橫肉體所釋放的重拳「王者之拳」，僅需一擊便能瞬間打穿敵國的要塞，號稱即使是四皇被擊中也會當場斃命，有天生破壞兵器之稱，但由於此技所必須消耗極其巨大的身體能量，所以必須在事前熱身至少一個小時，才能順利地發揮拳擊的威力，因而被稱做每次戰鬥只能出鞘一次的「傳家寶刀」。
參加「火焰果實」競賽的參賽者，鬥牛角鬥場B區選手。B區開賽後，他詢問軍師達伽瑪是否先打倒貝拉密，並且在達伽瑪用計解決多數選手後，施展絕招擊敗剩餘的對手，但其攻擊被巴特洛馬的「防護屏障」擋住，並被其「衝擊屏障」擊中額頭昏迷，戰敗出局。
事後和其餘戰敗選手們被推進堆滿廢棄玩具的處理廠底部，被唐吉訶德旗下特別幹部·砂糖使用「童樂果實」的能力變成玩具，後由於草帽海賊團和頓達塔族的「SOP」作戰計劃成功而恢復原狀，和其餘參賽選手協助魯夫等人對抗唐吉訶德家族。後和青椒合力破壞掉了皮卡變的石巨人的一隻手，後協助索隆與皮卡戰鬥。
多佛朗明哥被魯夫等人與羅的結盟擊敗後，透過電話蟲和利克·德爾多三世相約出席世界會議。
名字取自于英国现任维多利亚女王伊丽莎白二世和西班牙女王伊莎贝拉二世 (西班牙)，形象取自于英王亨利八世和蓝胡子。
- 王者之拳：在出拳時伊力薩貝羅二世會先在右拳中凝聚力量、並將肌力提升至極限，隨後再以高速揮出重拳擊斃對手。即使對手在數10公尺外的遠處，攻擊產生的巨大衝擊波以及爆炸產生的炫目強光也會像核子彈爆炸一樣擴散至周圍，將周圍的目標全數擊倒。

達伽瑪（Dagama）
聲優：齋藤志郎（日本）；孫中台（台灣）
生日：9月26日，星座：天秤座。普羅丹斯王國的軍師，留著大撮黑鬍子，配戴太陽般的中空項鍊，扁頭體寬的男子，獨特笑聲是「伽瑪哈哈哈」。
參加「火焰果實」競賽的參賽者，鬥牛角鬥場B區選手。為了確保國王能夠晉級，達伽馬使出了卑鄙的伎倆，花錢僱傭了一些選手保護國王，為他們作戰。不過最後他還是敗北於受僱於他，不信任他的布魯基利。但是國王也將王者之拳擊出了，所以他的計畫還算是成功。
事後和其餘戰敗選手們被推進堆滿廢棄玩具的處理廠底部，被唐吉訶德旗下特別幹部「砂糖」使用「童樂果實」的能力變成玩具，後由於草帽海賊團和頓達塔族的「SOP」作戰計劃成功而恢復原狀，和其餘參賽選手協助魯夫等人對抗唐吉訶德家族。
創作來源取自15世紀葡萄牙的探險家瓦斯科·达伽马，瓦斯科·达伽马是歷史上第一位從歐洲航海到印度的人。

### 佐烏
位於新世界，座落在一頭存活長達1,000年以上的巨象背上，並至今仍隨著巨象的步伐在海面移動。島上住民“純毛族”組成了一个「摩科莫公國」。抵达和了解岛上风俗的人很少，只能够依赖岛上居民做成的生命纸找到这里。

### 萬國
萬國（Totto Land，托特蘭），是隸屬四皇BIG MOM及其夏洛特家族所統治的海賊國家，領土領海範圍為主島圓蛋糕島以及大臣們管理的34座小島及附近海域（清一色以甜點，食物原料命名），並讓各大臣制定當地法規和進行居民的管理。領海内生活著可以互相通信的海蛞蝓偵察入海的船只，每座島旁配有果子塔偵察艦，島與島之間建有果撻驛站士兵看守。居民涵括了所有其他民族，除巨人族及另外兩種未知的種族以外，多民族並存地一起生活（來自BIG MOM的自小願望）。在萬國的居民們每半年都要接受一次提問「Leave or Life ?」。回答Life的話需支付一個月的壽命以換取自己的安身。BIG MOM得到壽命後，由「靈魂化身」散播到全國各地，並讓它們寄宿在各式各樣的東西內使之「擬人化」——即歡樂友人。國内時常開展以BIG MOM為首，歡樂友人們作伴的合唱演奏表演還有發布邀請函舉辦宴會招待客人。因BIG MOM命令全體的歡樂友人會傳遞各地島上情报，並且聽從家族成員指揮包圍目標，國内防守猶如銅牆鐵壁。不過，由於统治這里的四皇夏洛特·莉莉本身患有「貪吃症」必須定期上供她想要的甜品，此時需要上至大臣，下至廚師們動員到全國各地乃至遠赴外地魚人島完成任務，在這里的居民必須警惕著自己生活的島嶼被四皇搗毁的危險可能性發生。目前可可島已遭到黑鬍子海賊團襲擊。
潘德（Pound）
聲優：菊池正美（日本）；孫中台（台灣）
年齡：48歲，生日：8月21日，身高：731cm，星座：獅子座，血型：F型，出身地：「偉大的航路」新世界，喜歡的食物，蘋果汁、磅蛋糕。
圓蛋糕島篇出現在誘惑森林的二頭身男子，留著頭頂綁成小束髮辮的長髮，說話時用第一人稱「烏奴」(ウヌ)，喜歡喝蘋果汁和將自己埋在土裡。是夏洛特·莉莉的第25任前夫，為羅拉和雪紡的父親，當年22歲的他與42歲的「BIG MOM」生下羅拉和雪紡後被逐出家庭。
初登場時因為其埋在土裡的模樣嚇壞魯夫等人（以为是巨人族），提出「告知香吉士的去向」的代價，委託魯夫等人去蘋果汁瀑布取汲蘋果汁，向魯夫等人說明BIG MOM的情報，遭慨烈卡脅持，其後在娜美被布璃叡牽制行動時協助解危。前往可可島探視協助香吉士與普琳製作令「BIG MOM」平靜的特製蛋糕的雪紡，被駐守在工廠前的歐本毆成重傷，為幫助雪紡、培基、香吉士、普琳等人逃離被歐本運用果實能力加熱的滾燙海域，持棍棒偷襲歐本擊中後者頭部，導致後者中斷能力，最終本人見及雪紡與一行人順利逃走後，祝福雪紡和外孫幸福，隨後被歐本趁機從後方持刀偷襲。在連載扉頁《「匪幫」培基的Oh my family》已知被流放在海外，被蘿拉和雪紡發現並將其救起。名字取自于磅蛋糕。
警察
聲優：半田裕典（日本）；孫中台〈ep.790〉→宋克軍〈ep.852起〉（台灣）
可可島巧克力鎮的警察。第一次出現警告魯夫和喬巴破壞建築和地板，随後祝普琳大人即將成婚之喜。
司儀
聲優：吉水孝宏（日本）；符爽（台灣）
在蛋糕城堡負責主持普琳和香吉士的婚禮兼茶會開場的司儀。
神父
聲優：藤原貴弘（日本）；符爽（台灣）
在蛋糕城堡負責詢問普琳和香吉士的婚禮宣誓詞，但因普琳的失手被命令去暗殺香吉士，但被卡塔克利誤殺。
WCI 31
圓蛋糕島31位主廚，協助香吉士等人製作結婚蛋糕，普琳在製作前要求每位主廚依序進入工廠，並藉機將他們的記憶竄改；改成自己與香吉士已經結為夫妻，但因為氣候惡劣使結婚蛋糕壞掉了，為了不讓BIG MOM發怒而決定重新製作結婚蛋糕。
已知1號廚房主廚叫做布修（聲優：川原慶久（日本）；宋克軍（台灣））

### 和之國
位於「新世界」，傳說中斬龍武士·龍馬的故鄉，是個閉關鎖國，從不接待外人也不加盟世界政府，連海軍船艦都無法進去的國家。國境的氣候全年處於極端兇險的狀態，加上難以預測的風向和海潮變化，即使入境者逆流登瀑而上也会被遭遇他人空袭的船队覆灭危险，是一座天然要塞。即便富經驗的航海者亦不敢貿然航行至此處。原為隸屬四皇海道及其百獸海賊團和黑炭家所統治的海賊國家，後來於鬼島大戰後改為光月家統治，並成為草帽海賊團的領地。

### 蛋頭
位於新世界和之國的東南處方向，屬於世界政府，貝卡帕庫博士的研究室也在此處，又稱作「未來島」，此處被譽為「500年後的未來」。
貝卡帕庫（Vegapunk，貝加龐克）
聲優：安原義人〈第610話〉→多田野曜平〈第1096話起〉（日本）；符爽（台灣）
年龄：65歲。
海軍SSG（特殊科學班）班長，通稱「Dr.貝卡帕庫（Dr. Vegapunk，貝卡帕庫博士）」的「天才科學家」，是「全世界頭腦最聰明的男人」，其智慧是人類要花500年時間才能追上的領域。
超人系「腦腦果實」能力者，擁有無限的腦容量，讓他有著很肥大的長頭腦，長度比一般人高上許多。外貌為頭部插著蘋果的樹枝、舌頭十分長、身材瘦長的老年男性，腳下穿著會漂浮的DOM鞋。
故鄉是機關島「巴爾的摩」（又稱「未來國」），過去他為了緩和故鄉當地長年嚴寒的環境，因此建造了巨大煙囪並利用地熱發動的取暖裝置，但當時他的資金不足，使留在那裡的這項發明只是半成品，其他發明也無法實現，另外他也將島上的動物都改造成半機械狀態。還在當地的住處遺留了一些文獻，日後成為讓佛朗基得以改良自己身上武器以及千陽號設施的關鍵。
離開故鄉後，在海外擔任非法科學研究團隊「MADS」的首領，成員包括有賓什莫克·賈吉士、凱薩·克勞恩、QUEEN，在此期間發現「血統因子」即是生命設計圖，當世界政府知道此事時，認為這項研究是一種威脅。過去與當時身為「自由軍」隊長的蒙奇·D·多拉格熟識，曾被他邀請加入自由軍，但由於沒有研究資金來繼續實驗，便拒絕加入他們。
26年前（39歲時），被世界政府逮捕後為政府工作，成為海軍本部的科學家。他被世界政府雇傭後，由於獲得政府的資金，加上應用「血統因子」的技術，在此期間完成更多的科學成就。他研發將「海樓石」裝在軍艦底部，由此讓軍艦穿越充滿海王類的「無風帶」；亦研發了讓無生命的物體吃下「惡魔果實」的技術。
22年前（43歲時），當時為龐克哈薩特研究所所長，因為考古學聖地「歐哈拉」的非常召集事件，因此搭船來到歐哈拉的廢墟，想要弔念有過交情的克洛巴博士，同時也遇見了多拉格，知道他決定創立新軍隊來對抗政府，還看見打撈歐哈拉文獻書籍的艾爾帕布的巨人族們，後來瞞著政府前去艾爾帕布一趟，閱讀歐哈拉文獻並將其紀錄在腦中，以此知識不斷地研究著。
某個時候，在海道被海軍俘虜時，曾從他身上抽取「血統因子」樣本，投入了鉅額資金，並用了20年製作史上第一顆「人造惡魔果實」，但貝卡帕庫本人表示這顆果實是個失敗品（原因是顏色錯誤），並放在了龐克哈薩特殘存的第三研究所，後來被和之國出身的桃之助吃掉，從桃之助成年後所使出的能力呈現來看幾乎還原了海道的能力。
後來他專注於開發名為「和平主義者」的人類兵器，以巴索羅繆·大熊作為實驗對象，同時量產仿造大熊外型的活人兵器，並搭載了黃猿的「鐳射」能力。在頂上戰爭前將大熊製成完全改造人「和平主義者」PX-0，同時失去自我意識，然而大熊亦與貝卡帕庫約定設下保護千陽號的任務指令。之後的兩年間，他在「SSG」造出新型和平主義者「熾天使」，其戰力能夠取代「王下七武海」。
蛋頭篇中，目前他的研究室位於新世界的未來島「蛋頭」，他在工廠間的廢棄場進行瞬間移動的實驗，但實驗失敗導致時空扭曲自身卡在機器人上面，魯夫上前幫忙，與魯夫初次相遇。最終遭黃猿滅口。死後其生前留下的影片在全球性轉播，並告知世界的真相。
人物原型取自愛因斯坦及艾薩克·牛頓。
貓（衛星）（cats（satellites））
貝卡帕庫的六位分身，由於貝卡帕庫本人忙於多項研究，因而創造出六位自稱「Dr.貝卡帕庫」的分身，這六人統稱為「貓（衛星）」，他們都會自稱是貝卡帕庫博士，各自有姓名和編號來區分他們，而真身被稱為「本體（星星）」（Main Body（Stella））。
正（釋迦）（Good（Shaka））
聲優：阪口周平（日本）；孫中台（台灣）
PUNK-01，表現出貝卡帕庫的「正直」。頭盔上和外衣腳下刻著代號，頭上戴著一頂未來風格的金屬頭盔，穿著很長的深色大衣，左耳上戴著耳機和天線。性格正直，觀察力很敏銳。是「貓（衛星）」六人的首領。
在草帽海賊團來到未來島「蛋頭」後，阻止了莉莉絲的搶劫行為，亦指示莉莉絲帶索隆等人到島上，並表示對他們很感興趣。在香吉士等人登入島上後，阻止莉莉絲、愛迪生、畢達哥拉斯以及「熾天使」吉貝爾對草帽海賊團的攻擊行為，後向他們說明未來島「蛋頭」的技術，其實是來自於過去900年前某個高度文明發展的「王國」，告知羅賓歐哈拉意志還活著，也就是湖中的文獻被保存下來。
在尋找「本體（星星）」的過程中，最終他在舊「惡魔果實」實驗室中發現「本體（星星）」，但被幕後「欲」偷襲爆頭槍殺。
名字來源取自於佛教創始人釋迦。
惡（莉莉絲）（Evil（Lilith））
聲優：平野綾（日本）；許淑嬪（台灣）
PUNK-02，表現出貝卡帕庫的「邪惡」。左胸部衣服刻著代號，外貌為一名短髮的少女，穿著全身連體衣，左耳上戴著耳機和天線，還有類似飛行員的頭盔。性格惡毒且無情，做事有些魯莽，但還是會聽取沙加的話。
在草帽海賊團來到未來島「蛋頭」時，於附近海域和索隆等人相遇，因為研究資金不足想要搶劫他們，但被「正」勸說不要小看他們而作罷，只能引導娜美等人前往研究所，在娜美等人登入島上後，和「想」、「知」在旁觀摩和「熾天使」吉貝爾戰鬥。
名字來源取自於神話中的魔女莉莉斯。
想（愛迪生）（Thinking（Edison））
聲優：白石涼子（日本）；詹雅菁（台灣）
PUNK-03，表現出貝卡帕庫的「思想」。頭上刻著代號，右外衣邊刻著「想」字，外貌為頭部以橄欖球形狀的腦袋，耳邊有著兔耳的小型機械生物。性格很有活力，平常策劃新發明與實驗，一旦工作後就沒有閒暇時間做其他事情。
在草帽海賊團來到未來島「蛋頭」時，和「惡」、「知」在旁觀摩香吉士等人和「熾天使」吉貝爾戰鬥。
名字來源取自於美國发明家愛迪生。
知（畢達哥拉斯）（Wisdom（Pythagoras））
聲優：川島得愛（日本）；宋克軍（台灣）
PUNK-04，表現出貝卡帕庫的「智慧」。左胸部刻著代號，肚子上刻著「知」字，外貌為類似小露寶的大型機械生物，頭是一個球體，頭部可以與主體分離。性格冷靜，平時負責編寫程式、記錄測試實驗後的數據。
在草帽海賊團來到未來島「蛋頭」時，和「惡」、「想」在旁觀摩香吉士等人和「熾天使」吉貝爾戰鬥。
在尋找「本體（星星）」的過程中，他們遭到某人的攻擊，之後只剩下頭活動，但卻被S-蛇踩死。
名字來源取自於古希臘哲學家畢達哥拉斯。
暴（阿特拉斯）（Violence（Atlas））
聲優：本渡楓（日本）；許淑嬪（台灣）
PUNK-05，表現出貝卡帕庫的「狂暴」。左外衣邊刻著代號，外貌為一名有著巨大身型的女孩，和海道一樣高，部分身體有著動物的特徵，左耳上戴著耳機和天線。性格暴躁，一旦生氣就會使用暴力，負責發洩情緒和餐後運動。
在草帽海賊團來到未來島「蛋頭」時，於研究所內和魯夫等人相遇，為他們說明所內的科學技術，並表示由於研究資金不夠，以致無法將相關技術量產到全世界。
名字來源取自於希臘神話的擎天巨人阿特拉斯。
欲（尤克）（Greed（York），約克）
聲優：田村睦心（日本）；連婉鈞（台灣）
PUNK-06，表現出貝卡帕庫的「欲望」。在頭飾、右臂及胸部衣服上刻著代號，外貌為一名波浪狀長髮、雀斑的少女。性格怠惰，平時負責代替其五名分身吃飯、排泄、睡覺的欲望。
在草帽海賊團來到未來島「蛋頭」時，代替「想」、「知」的欲望，讓他們不間斷地持續工作。是竊取「聖母烈焰」、引發未來島「蛋頭」騷動事件的幕後黑手，最終被草帽海賊團、CP-0等人控制住。
名字來源不明，疑似取自於約克。
埃米特（Emet）
蛋頭「工場層」沉睡得鐵之巨人，約900年前利用先進技術創造的機器人，過去是喬伊波伊的夥伴。200年前，襲擊了聖地瑪麗喬亞，世界政府下令將其徹底銷毀，但它被當時的科學家保存下來，目前存放在蛋頭的廢棄物場中。

### 艾爾帕布
位於新世界，為巨人國，建造於世界最堅固的樹木「寶樹亞當」之上的國家，以「世界第一強國」聞名全世界。

### 拉乎德爾
又名“最终之岛”，是传说在新世界被人们视作终极航海目标的最后一座岛（和之国篇阐述它不同于进入伟大航道后所有航线最终汇聚的“水先星岛”，而是隐藏在别处的另一座岛）。只有传说中的羅傑海賊團曾经抵达，海贼王哥爾·D·罗杰临死前遗言提到他在这里留下大秘宝（ONEPIECE），因此揭开了大海贼时代。
已知这里其实是由罗杰命名的，还说自己来到这里还太早。名字来源是“Laugh Tale”（纪念罗杰与船员们曾经在这里开怀大笑和痛饮）。

## 空島
常人難以到達之地，因此大多數人認為空島是虛構的島嶼。存在於白海7,000公尺上空的白白海（10,000公尺上空）。這樣的高度導致空氣非常稀薄，藍海（普通的海）人的運動能力會因此大幅下降。

## 無風帶

### 亞馬遜百合
亞馬遜百合，又稱作「女人島」，位在「無風帶」地區，島的周圍滿佈龐大海王類的巢穴，自然而然使該島居民能與外界隔絕及不受外間騷擾風。島上住著名為「九蛇」的懂得豢養蛇隻作為武器女系戰鬥民族，信奉“強悍等於美麗”的她們在島上建立國家。
現任皇帝為前任「王下七武海」成員、外號「海賊女帝」的波雅·漢考克。

### 露斯卡依納
露斯卡依納（ルスカイナ）位在女人島亞馬遜百合西北方的無人島，島上有“48季”，每週都會變化一次季節，島上有數量大約500不等的凶狠猛獸，據說很久以前曾經有過國家，但在激烈的生存競爭中人類輸給了大自然的力量而被迫搬遷。
魯夫兩年里大部分時間進行修煉的場所，席爾巴斯·雷利也在這裡指導他使用霸氣。雷利認為野外就有取之不盡的天然食物資源，太安逸的環境會讓魯夫無法成長，為了鍛鍊魯夫的求生意志，特地吩咐漢考克不可以在魯夫修行的期間為他送食物。後來雷利因為魯夫在1年半學會三色霸氣的基礎，故提早半年回到夏波帝諸島。修行期間，魯夫領悟4檔「彈跳人」，還有在“圓蛋糕島”篇中與卡塔克利戰鬥中展示的「蛇人」。在該島唯一會讓野獸避開的安全區有一座蘿蔔形狀的巨大植物（類似於劇場版的癲狂綠樹，但沒有毒性），魯夫曾經把他的草帽寄放在其周圍的巨石陣，以兩年的時間為限，直至時間結束取回。島上有著巨大獅子、大象、猩猩等動物，不過魯夫變強以後和它們都成為了朋友。偶爾會有來自女兒島的探望和送來食物和衣服，瑪格莉特等護國戰士也曾前來探望魯夫。修行結束以後，魯夫隨同波雅·漢考克吩咐護送的“九蛇海賊團”前往香波地諸島離開了這裡。

## 其他角色
熊貓人（Pandaman）
聲優：大場真人（日本）；孫中台（台灣）
謎樣的角色，漫畫的彩蛋角色。是尾田老師為「筋肉人77之謎」的新超人募集活動而自創的惡魔超人，武器為刀，擁有「MJAINT PANDA DEATH LOCK」等必殺技，常出現在漫畫與動畫的各個角落，扮成海賊、海軍、路人、小販賣的面具等，甚至連阿拉巴斯坦王國的歷史本文上都有出現熊貓人的日文，連懸賞單上都有他的樣子，成為許多讀者每集必找人物，懸賞金：333萬3,333貝里（劇場版第9部提到）。
頂點戰爭前待過推進城LEVEL 5的急凍地獄（漫畫第536話LEVEL 5的犯人名單上寫有「The Pandaman」一字，犯人編號：6586），在前往馬林福特的魯夫一行人的海軍船中、馬林福特和魚人島亦曾出現。動畫766集出現在哈特海賊團的20名船員之一，也參加了毛皮族的宴會。
出現在女人島的長髮熊貓人是熊貓人的心上人熊貓女人美。
安裘（Anjo）
羅格鎮酒館的酒保，海賊崇拜者，右手有海賊的刺青，他曾目睹了哥爾·羅傑的死刑。
路易·亞諾德（Louis Arnote）
聲優：麻生智久（日本）；孫中台（台灣）
將太古之島命名為「小花園」的探險家，寫了《Brag Men（騙子們）》一書，是一本聚集許多航海者冒險故事的書，而書的名字代表世人對他們的嘲笑，這本書曾經在娜美的房間和20年前歐哈拉學者們保護的書中出現。
名字取自于美国的爵士乐之王路易斯·阿姆斯特朗和美国州长阿诺德·施瓦辛格。
小雪（Yuki）
聲優：佐藤朱（日本）；詹雅菁（台灣）
100年以前的人物，住在某個村莊裡的小女孩，曾問巨人東利和布洛基誰的獵物比較大，因此使兩人開啟持續100年的戰鬥。
威利·葛儂（Willie Gallon）
物理學家，留下「人們想得到的所有事情，都是有可能發生的現實」的名言。
裘·沃雷（Jew Wall）
過去曾造訪過魔谷鎮的人物，在自己的航海日誌上稱呼魔谷鎮為「諷刺的小鎮」。
船之精靈（Klabautermann）
聲優：桑島法子（日本）；詹雅菁、劉如蘋〈特別篇〉（台灣）
船之精靈是一艘船經過船員相互關愛，愛惜船身而產生的精靈。在和船員親密到一定情況下船為了報恩便化身為一個拿著木槌、穿著雨衣，像船員一樣的“人”。船之精靈的出現經常伴隨著大霧，他時常在船即將遇到危機的時候出現通知船員，幫過不少的大忙。
斯波依魯（Spoil）
聲優：園部啟一（日本）；孫中台（台灣）
恐怖三桅帆船「被害者協會」名譽會長，稱自己是受重傷的老人。鲁夫初见面把他错认做岛上的僵尸。
瑪爾卡莉（Margarita）
聲優：桑島法子（日本）；許淑嬪（台灣）
女傭，過去曾因為打破未婚夫的盤子，結果臉上被黏了鼻屎趕出去，從此開始蹭恨盤子，如今在一位和善的有錢人家裡工作。其影子於被恐怖三桅帆船的月光·摩利亞奪走，移植至赫古巴庫所改造的士兵殭屍辛朵莉的身上並作為女傭，最終戰鬥被「影子集合地」吸收至摩利亞體內，後由於魯夫擊敗摩利亞，而使其影子重新回歸其本體。她本人發現影子回來的時候又不小心摔破盤子，但她的主人因她的影子回歸而為她高興。
路透（Reuder）
聲優：宮坂俊藏（日本）；宋克軍、符爽（台灣）
記者，前往夏波帝群島觀看頂上戰爭直播並取材報導。
露西安（Russian）
聲優：高木禮子（日本）；許淑嬪（台灣）
粉紅·先生的妻子。在街上等待雨停時與粉紅·先生相遇，他們不斷見面後最終墜入愛河，結婚後有了一個孩子「吉姆雷特」（Gimlet，聲優：柿沼紫乃（日本）；詹雅菁（台灣））。但粉紅·先生作為唐吉訶德海賊團的一員時常離家，向妻子撒謊說自己的職業是銀行職員。在那段時間，兒子吉姆雷特因病去世，再去銀行尋找粉紅·先生時發現他並不是銀行職員，讓他感到厭惡，後來因為下雨天山崩的關係被砸中頭部，變成了植物人，無法表達出感情說不了話。粉紅·先生也是為了能再讓她微笑起來，用各種方式哄她開心，後來穿著嬰兒裝的時候因為還是不行，但是發現她笑了，從而永遠保持了這樣的服飾，即使嚇壞了民眾，被人們直斥為變態，被其他家族幹部成員恥笑也毫不理會。

## 衍生作品原創角色

### 動畫原創角色
阿碧絲
聲優：鈴木真仁（日本）；詹雅菁（台灣）
動畫「千年龍傳說篇」登場角色。超人系「悄悄話果實」能力者，能聽懂動物語言。
曾偶然地發現一頭老千年龍病和牠成為好朋友，她被想得到龍骨的海軍捉走，海軍逼她說出千年龍的下落，她為保護千年龍拼死逃出海軍船，開著小船逃到海上。當她正要在海上迷路的時候，魯夫偶然地把她救到了船上。於草帽海賊團把她送回她的故鄉軍艦島，在軍艦島的隱秘山洞裡，草帽海賊團發現千年龍真實存在的秘密，並幫助她一起保護千年龍。
波古丹
聲優：龍田直樹（日本）；孫中台（台灣）
動畫「千年龍傳說篇」登場角色。軍艦島居民，阿碧絲的爺爺。喜歡講歷史故事，一次就是好幾小時。
龍爺
動畫「千年龍傳說篇」登場角色。年紀非常大的千年龍，因體力不佳與老年痴呆而受困於軍艦島，阿碧絲將他藏於山洞內照顧。偶而會突然想起來有關同伴與千年浮上海面一次的繁殖地「龍穴」的事情。
錢尼
聲優：阪修（日本）；孫中台（台灣）
動畫「山羊島篇」登場角色。由錢尼和羊群組成的海賊團，旗幟為算盤和骷髏頭。外號「大金主」，使用武器為算盤和羊群攻擊，以前職業為借錢給海賊的高利貸商人，生性小氣，打算盤的技術高強。個性膽小，實力也不強，卻敢於做事。
年輕時曾夢想當海賊，後來因海賊的報復而漂流到無人島上，身上僅存的鈔票在錢尼昏迷時被羊吃掉，從此在島上和羊群生活，自己在山頂建造海賊船造型的棺材（最後就是用這艘船出海的）。一度被喬巴判定為「壽命不到3天」。因魯夫的一句話而讓他有想成為海賊的打算。
威頓
聲優：中田讓治（日本）；孫中台（台灣）
動畫「彩虹色之霧篇」登場角色。露露卡市市長，武器為有著六角鬥牛頭飾的大斧頭，懸賞金額：1,480萬貝里。直到50年前為止曾是威頓海賊團船長自從來到露露卡島燒殺擄掠當中，意外被南瓜海賊團的少年們開走海賊船塔利愛麗新號，進入彩虹色之霧後，便留下來成為市長。時常課徵大大小小沒道理的稅，為得到彩虹色之霧裡的寶藏而將稅收投入於漢索對彩虹色之霧的研究。祖孫三代都很容易套話，有時還會主動透露秘密。
伊安
聲優：高塚正也（日本）；宋克軍（台灣）
動畫「彩虹色之霧篇」登場角色。威頓海賊團衝鋒隊長。50年前在看船時與南瓜海賊團乘著舵已經壞掉的塔利愛麗新號一起進入彩虹色之霧中。雖然擺出大人的架勢，實際上的本事與膽量都不如拉巴努，一度被南瓜海賊團監禁，後來用計讓南瓜海賊團最小的成員隆可讓他脫離牢籠，重獲自由後並以隆可為人質威脅娜美交出可以逃離彩虹色之霧的繩子，是第一個自彩虹色之霧中逃離的人（艾因普斯海域中的時間），後來與威頓等人一起被捕。
菲利浦
聲優：江川央生（日本）；符爽（台灣）
動畫「彩虹色之霧篇」登場角色。威頓的兒子，為露露卡市徵收隊隊長，經常帶領徵收隊出現在餐廳等有稅可徵處。在伊安慢50年的記憶中還只是小鬼頭，並被伊安稱為「尿褲子菲利浦」。名字取自于游泳冠军菲尔普斯和飞利浦电器。
多雷古
聲優：稻田徹（日本）；宋克軍（台灣）
動畫「彩虹色之霧篇」登場角色。威頓的孫子，外表和50年前的威頓非常相像，是個性格自大卻頭腦簡單的傢伙。武器為電擊裝。名字取自于德雷克海峡。
頓·阿奇諾（Don Accino）
聲優：西村知道（日本）；孫中台（台灣）
動畫「旗幟獵人篇」登場角色。「阿奇諾家族」一家之主，專獵取海賊旗幟的獵人。長期佔據「冰海道」作為基地，並利用當地的「多蒙企鵝」捕捉誤入的海賊。
超人系「熱熱果實」能力者，灼熱人，可以任意改變體溫，範圍從一度到一萬度皆可，跌進熔岩裏也絲毫無損。
身體圓胖加上平常是打赤膊行動，魯夫稱他為「裸體氣球」，後來與魯夫展開激烈交戰但被擊敗，事件過後兒女們替他舉行大型生日會，他卻把生日蛋糕看成魯夫的草帽，一氣之下不小心融掉了搭載他的浮冰而落水。
頓·坎巴奇諾
聲優：松野太紀（日本）；符爽（台灣）
動畫「旗幟獵人篇」登場角色。「阿奇諾家族」雙胞胎長男兼作戰參謀。擁有磁力能力，與弟弟布蘭迪合作無間，自稱能互相吸引的原因是"兄弟愛"。事件過後不死心的他想找草帽海賊團算帳，卻被鳳凰海賊團阻擋在前。
頓·布蘭迪
聲優：遠近孝一（日本）；宋克軍（台灣）
動畫「旗幟獵人篇」登場角色。「阿奇諾家族」雙胞胎次男，擁有磁力能力，與哥哥坎巴奇諾合作無間。戰鬥計算力高，通常都等到對方消耗大量的體力後再打倒。事件過後在逃生用的船上替爸爸舉行大型生日會。
頓·阿魯貝魯
聲優：永島由子（日本）；詹雅菁（台灣）
動畫「旗幟獵人篇」登場角色。「阿奇諾家族」長女，和薩魯哥是夫妻，也因為這樣和妹妹莉露的關系變的很冷落，後來被娜美擊敗，事件結束後，像妹妹莉露道歉和好，在逃生用的船上替爸爸舉行大型生日會。
薩魯哥
聲優：小西克幸（日本）；孫中台（台灣）
動畫「旗幟獵人篇」登場角色。「阿奇諾家族」女婿，和阿魯貝魯是夫妻，在家族裏比較沒什麽發言的立場。性格傲慢，擅長和阿魯貝魯在冰上一同施展合體技，常與愛兒蓓爾在別人面前表演令人作嘔的接吻動作，後來被香吉士擊敗。
頓·霍克拉
聲優：鈴木琢磨（日本）；符爽（台灣）
動畫「旗幟獵人篇」登場角色。「阿奇諾家族」三男，擅長使用冰上曲棒打出冰彈，以卑鄙的假投降戰術捕捉對手。後來被佛朗基擊敗，事件過後在逃生用的船上替爸爸舉行大型生日會。
頓·莉露
聲優：三輪勝恵（日本）；許淑嬪（台灣）
動畫「旗幟獵人篇」登場角色。「阿奇諾家族」么女，擅長操縱植物和養殖奇怪生物。
是個很任性的小女孩，認為自己不管有什麼樣的要求爸爸都會答應，因為姐姐阿魯貝魯在婚後冷落了她，因此非常討厭其姐夫薩魯哥。基于寂寞的關系，在千陽號上和羅賓見面但沒有戰鬥，並希望羅賓能夠當她的姐姐，但是因為羅賓對草帽海賊團感情很深，後來背著父親和兄姊們，把旗幟還給草帽海賊團。事件過後和愛兒蓓爾合好，並且在逃生用的船上替爸爸舉行大型生日會。
莉娜
聲優：菊池心（日本）；詹雅菁（台灣）
動畫「溫泉島號篇」登場角色。為保護姐姐小夜而潛伏在溫泉島號的少女，她的夥伴是擅長變身的海狸貓努基。
小夜
聲優：神田朱未（日本）；許淑嬪（台灣）
動畫「溫泉島號篇」登場角色。莉娜的姐姐，因手中握有父親（聲：中尾隆聖（日本）；宋克軍（台灣））留下的寫有寶石製作方法的手冊而被托朗盯上。相當的「相信」自己的父親，不會毫無理由的拋棄自己與妹妹，並每日解讀父親留下的手冊。
杜藍
聲優：菊池正美（日本）；孫中台（台灣）
動畫「溫泉島號篇」登場角色。以100億貝里銷售額而自豪的世界政府公認休閒船溫泉島號的負責人，委託銀狐弗克西搶奪製作寶石的方法。

### 遊戲原創角色
艾札克（Isaac）
聲優：小山力也（日本）
電子遊戲《尋秘世界》登場角色，是由作者尾田榮一郎親自設計的角色。
隸屬世界政府的“監獄島”的監獄長“艾札克”，是位擁有高度技術實力的科學家，會使用自行開發的戰鬥盔甲戰鬥。
名字来源取自于英国物理学家艾萨克·牛顿。
貞德（Jeanne）
聲優：藤村歩（日本）
電子遊戲《尋秘世界》登場角色，是由作者尾田榮一郎親自設計的角色。
“反海軍派”的年輕領袖，對復興受戰亂摧殘的島嶼並統治至今的海軍，以及深受其惠的島民感到不滿，深愛往昔島嶼風貌的“反海軍派”年輕領袖。雖為“反海軍派”，但沒有打倒“海軍派”的意思，而是提倡讓島嶼回到過去那樣島民之間相互幫助的面貌。
名字来源自参与英法百年战争中的法军将领并且最后被处于火刑的救国圣女贞德。
莉姆（Lim）
聲優：高野麻里佳（日本）
電子遊戲《時光旅詩》登場角色。
住在「瓦弗洛德」島上，討厭海賊的神祕少女。
艾狄歐（Adio）
聲優：松風雅也（日本）
電子遊戲《時光旅詩》登場角色。
住在「瓦弗洛德」探險家，自願擔任草帽一行人的嚮導。

## 角色中文譯名
目前，獲日本官方正式授權出版《ONE PIECE》漫畫中文版的出版社，分別為香港的天下出版有限公司、台灣的東立出版社有限公司及中國大陸的浙江人民美术出版社。
由於台灣、香港及中國大陸的語言有所差異，各地負責翻譯和出版《ONE PIECE》漫畫的出版社、播映動畫的電視台，對角色的中文譯名也會有差別。

### 主要角色
- 以角色在漫畫初次登場的話數排序。

| 日文名稱 | 英文名稱 | 中文譯名             | 中文譯名     | 中文譯名               | 初登場  |
| 日文名稱 | 英文名稱 | 台譯（東立 / 臺視*） | 港譯（天下） | 陆译（浙人美 / 翻翻*） | 初登場  |
| -------- | -------- | -------------------- | ------------ | ---------------------- | ------- |
|          |          |                      |              |                        | 第1話   |
|          |          |                      |              |                        | 第3話   |
|          |          |                      |              |                        | 第8話   |
|          |          |                      |              |                        | 第23話  |
|          |          |                      |              |                        | 第43話  |
|          |          |                      |              |                        | 第114話 |
|          |          |                      |              |                        | 第134話 |
|          |          |                      |              |                        | 第329話 |
|          |          |                      |              |                        | 第442話 |
|          |          |                      |              |                        | 第528話 |